# Pomme de terre
Cette page contient des caractères spéciaux ou non latins. S’ils s’affichent mal (▯, ?, etc.), consultez la page d’aide Unicode.
Solanum tuberosum
Pour les articles homonymes, voir Pomme de terre (homonymie) et Patate.
Espèce
La pomme de terre, ou patate (en français canadien, suisse ou belge, et dans le registre familier en français de France), est un tubercule comestible produit par l’espèce Solanum tuberosum, appartenant à la famille des Solanacées. Le terme désigne également la plante elle-même, plante herbacée, vivace par ses tubercules mais toujours cultivée comme une culture annuelle.
La pomme de terre est originaire de la cordillère des Andes (Colombie, Pérou, Bolivie, Argentine, Chili), dans l'Ouest de l’Amérique du Sud où son utilisation remonte à environ 8 000 ans. Introduite en Europe vers la fin du XVIe siècle à la suite de la découverte de l’Amérique par les conquistadors espagnols, elle s’est rapidement diffusée dans le monde et est en 2015 cultivée dans plus de 150 pays sous presque toutes les latitudes habitées.
Elle est une source importante de glucides, qui se présentent principalement sous forme de fécule, et selon son mode de cuisson elle peut apporter des quantités notables de protéines et de vitamines. Ses qualités nutritives et sa facilité de culture font qu’elle est devenue l’un des aliments de base de l’humanité : elle figure parmi les légumes et féculents les plus consommés et est la principale denrée alimentaire non céréalière du monde. Cultivée et consommée localement, relativement peu commercialisée sur le marché mondial sous sa forme crue, elle est recommandée par l’ONU pour atteindre la sécurité alimentaire.
C’est aussi la culture alimentaire la plus productive, produisant plus de matière sèche à l’hectare que les céréales ; 85 % de la matière sèche produite par la plante est comestible pour l’homme contre environ 50 % pour les céréales.
Le rendement moyen est d’environ dix-sept tonnes à l’hectare au niveau mondial, mais se situe entre quarante et cinquante tonnes dans certains pays développés d’Amérique du Nord et d'Europe de l'Ouest. La pomme de terre reste sous-utilisée dans certains pays du Tiers Monde, notamment en Afrique subsaharienne, mais globalement sa consommation progresse dans les pays en développement, tandis que dans les pays développés elle tend à diminuer et à basculer de plus en plus vers des formes transformées (produits appertisés, déshydratés ou surgelés).
La fécule de pomme de terre a donné naissance à une industrie de transformation, la féculerie, aux multiples débouchés dans les secteurs agro-alimentaire, cosmétique, pharmaceutique et industriel.
Compte tenu de son importance économique, de nombreuses études scientifiques sur la pomme de terre et les espèces apparentées, notamment dans le domaine de la génétique, sont menées par des institutions publiques ou privées de différents pays, coordonnées au niveau mondial, entre autres, par le Centre international de la pomme de terre.

## Étymologie
Le mot patate vient des langues amérindiennes par l'intermédiaire de l'espagnol. D'après l'Académie royale espagnole, le mot espagnol « patata » serait un hybride entre le mot taino batata (patate douce) et le mot qechua papa (patate).
Solanum, le nom latin de genre de la plante viendrait du nom commun « soleil » ou du verbe « soulager ».[réf. nécessaire]

## Botanique

### Morphologie
La pomme de terre est une plante herbacée, tubéreuse à feuilles caduques (elle perd ses feuilles et ses tiges aériennes dans la saison froide), à port dressé, qui peut atteindre un mètre de hauteur, plus ou moins étalé avec l’âge. C'est une plante vivace grâce à ses tubercules, à condition que le climat leur permette de survivre à la saison froide ; mais elle est cultivée comme une plante annuelle.
Du point de vue botanique, la pomme de terre pourrait être considérée comme un légume tige, car les tubercules sont des tiges souterraines transformées.

#### Appareil végétatif

##### Système racinaire
Le système racinaire est fasciculé et très ramifié ; il a tendance à s’étendre superficiellement mais peut s’enfoncer jusqu’à 0,8 m de profondeur. Il est constitué de racines adventives qui apparaissent à la base des bourgeons du tubercule ou sur les nœuds des tiges enterrées ; pour cette raison, le tubercule doit être planté à une profondeur telle qu’elle permette une formation adéquate des racines et des rhizomes.
Les racines connaissent une croissance rapide depuis les premiers stades de développement jusqu’au moment où commence la formation des tubercules.

##### Tiges aériennes et feuillage

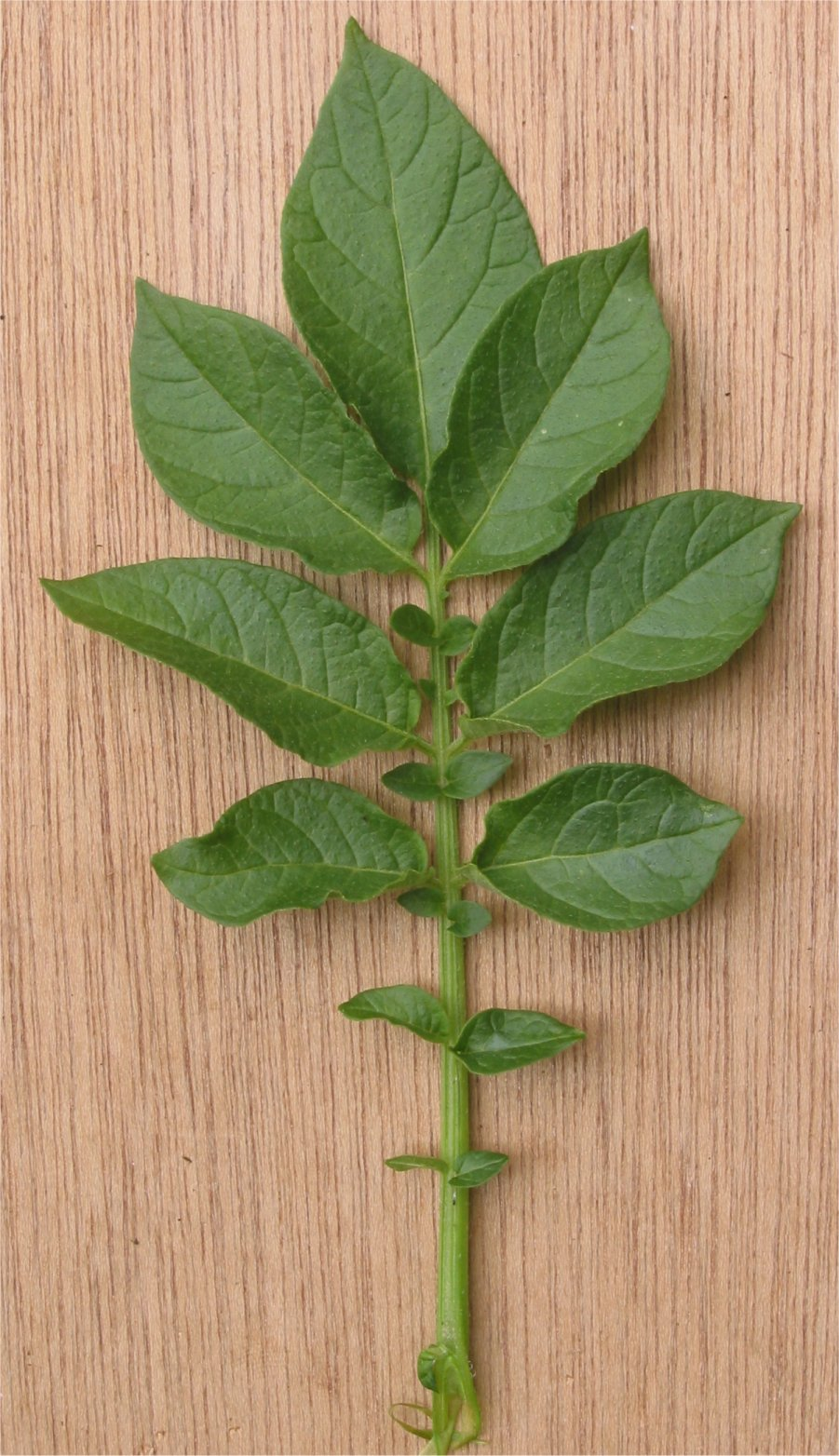
Feuille composée de la pomme de terre.

Les feuilles, caduques, alternes, font de dix à vingt centimètres de long. Elles sont insérées sur la tige selon une phyllotaxie spiralée, de rapport 5/13,. Elles sont composées imparipennées et comptent sept à neuf folioles de forme lancéolée et de tailles variées, de toutes petites folioles s’intercalant par paires entre les plus grandes. Les feuilles basales peuvent parfois être entières.
L’épiderme est composé de cellules aux parois sinueuses en vue superficielle[Quoi ?]. Il présente des poils ou trichomes à sa surface, en quantités variables selon les cultivars. Les trichomes peuvent être unisériés, glandulaires et à tête pluricellulaire plus ou moins sphérique.

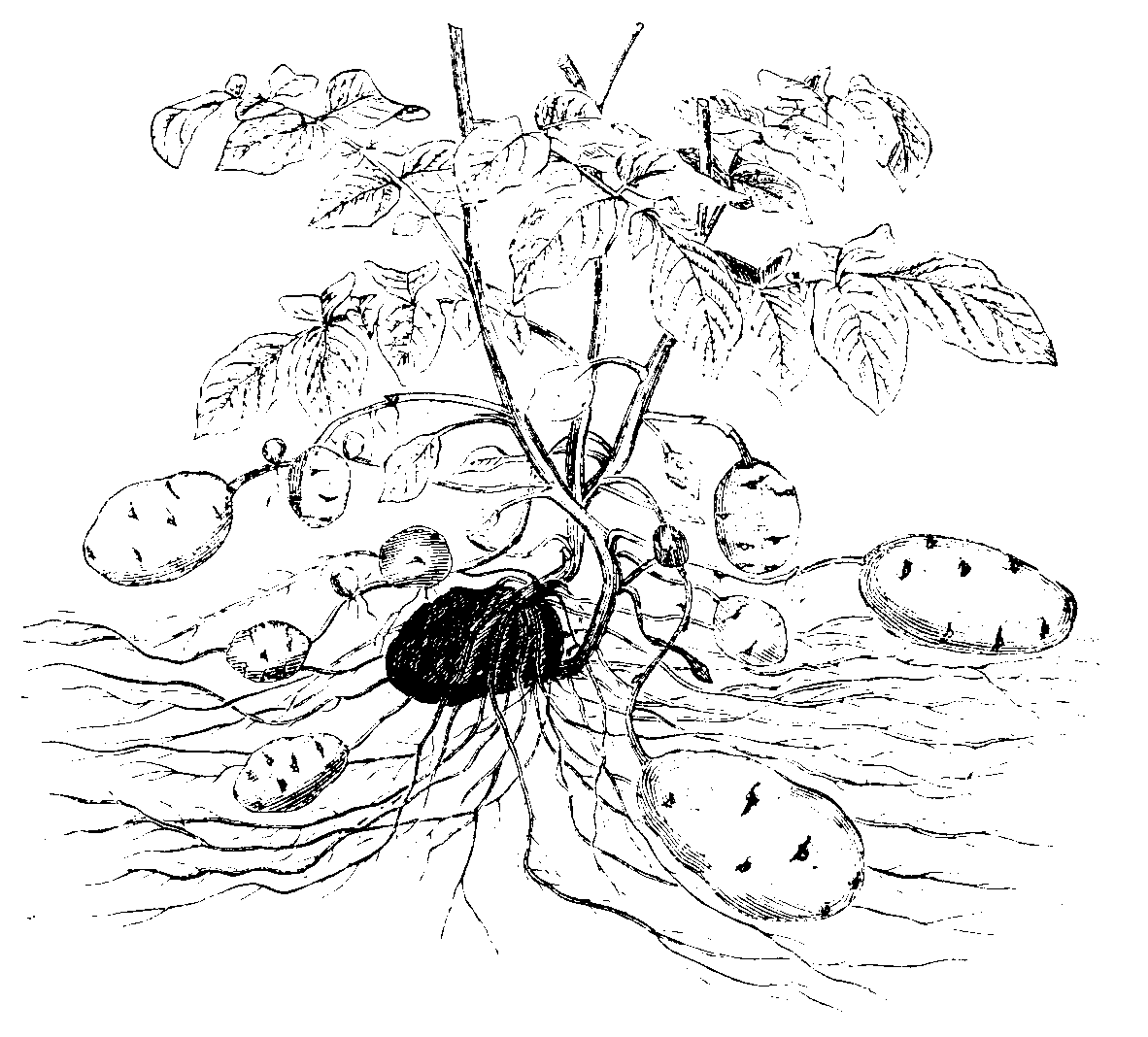
Solanum tuberosum, schéma de la plante avec tiges aériennes, rhizomes, tubercules et racines. En noir, le tubercule-mère.

La pomme de terre présente deux types de tiges : des tiges aériennes, à section circulaire ou angulaire, sur lesquelles sont disposées les feuilles ; et des tiges souterraines, les rhizomes, sur lesquelles apparaissent les tubercules.
Les tiges aériennes naissent à partir de bourgeons présents sur le tubercule utilisé comme semence. Elles sont herbacées, succulentes (c'est-à-dire charnues) et peuvent atteindre de 0,6 à 1,0 m de long. Normalement de couleur verte, elles peuvent exceptionnellement présenter une coloration rouge violet. Elles peuvent être érigées ou décombantes, s’inclinant progressivement vers le sol à mesure qu’avance la maturité de la plante. Les entrenœuds sont allongés chez la sous-espèce andigena et bien plus courts chez la sous-espèce tuberosum. Dans la phase finale de leur développement, les tiges aériennes peuvent devenir relativement ligneuses à la base.

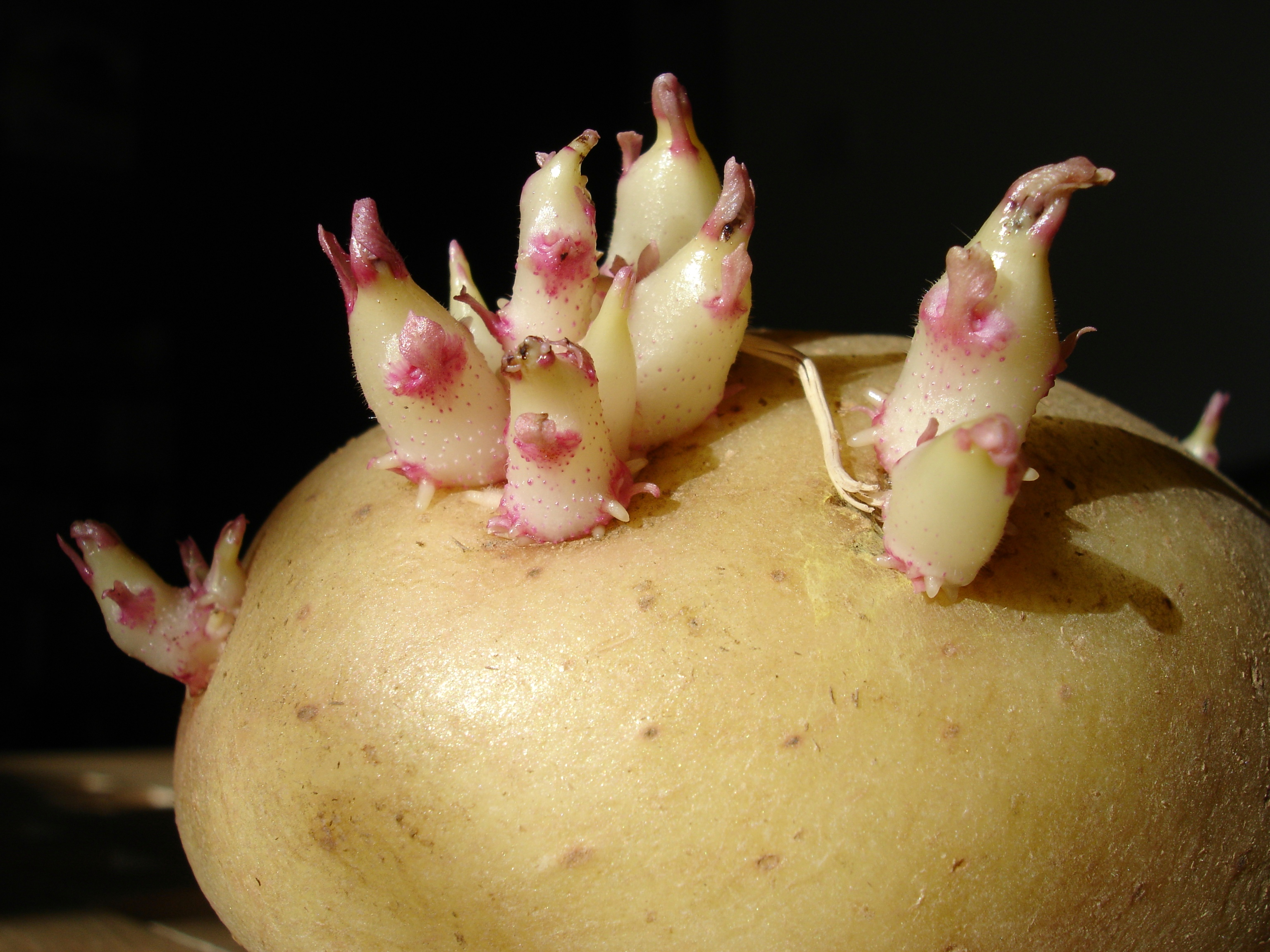
Germes croissant sur le tubercule, avec à leur base de petites racines adventives.

##### Tiges souterraines et tubercules
Les tiges souterraines, ou rhizomes, sont formées par des bourgeons latéraux plus ou moins longs qui naissent à la base des tiges aériennes. Elles naissent alternativement[pas clair] des sous-nœuds situés sur les tiges aériennes et croissent à l'horizontale sous la surface du sol (croissance diagéotropique). Chaque rhizome engendre un tubercule par le grossissement de son extrémité distale.

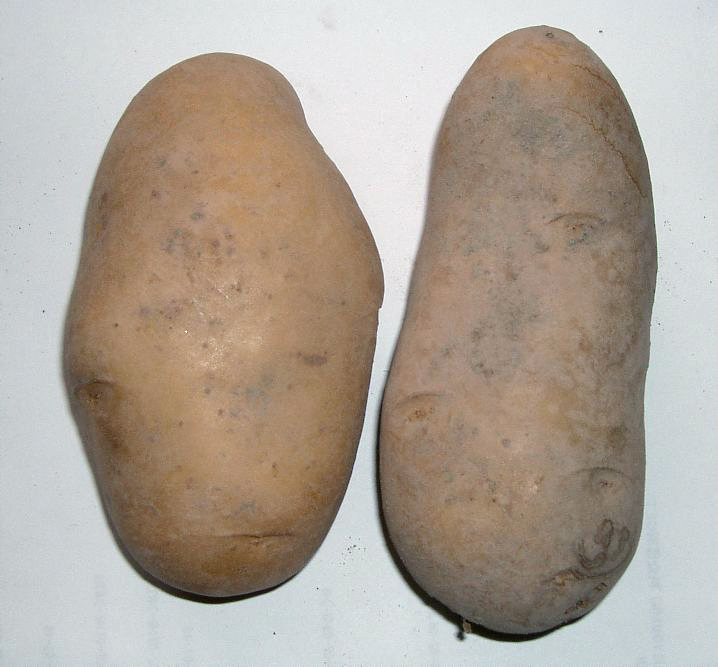
Tubercules de pomme de terre, avec sur leur surface des « yeux » et des lenticelles.

Coupe longitudinale d'un tubercule.

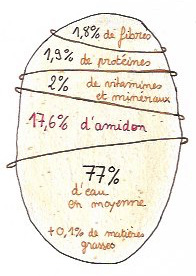
Schéma simplifié de la proportion des composants d'un tubercule (voir « Féculerie »). Ces chiffres varient selon les variétés.

Les tubercules, qui résultent d’une modification des tiges souterraines, fonctionnent comme organes de réserve de nutriments.
Ils sont de taille et de forme variable selon les variétés, leur forme étant classée en quatre grands types : claviformes (forme de massue comme la BF 15 ou de rein comme la ratte) ; oblongs (Bintje, Spunta) ; arrondis, souvent bosselés (essentiellement les variétés à fécule) ; cylindriques et allongés, plus ou moins bosselés (variétés anciennes comme la vitelotte noire). La peau est généralement jaune, mais peut être rouge, noire, ou rosée. La chair est blanche, jaune plus ou moins foncé, rose ou violette selon les variétés.
À leur surface, on peut observer des « yeux », alignés sur cinq génératrices[Quoi ?] et disposés selon une courbe hélicoïdale qui court depuis la cicatrice basale (point d’attache du tubercule sur le rhizome), jusqu’à l’apex, à l’extrémité opposée, où ils sont les plus nombreux. Ces yeux comportent normalement trois germes, disposés à l’aisselle d’écailles (feuilles réduites) qui sont les bourgeons végétatifs et représentent autant de tiges potentielles. Ils sont plus ou moins enfoncés, l’enfoncement protégeant les bourgeons végétatifs ; la sélection a privilégié les yeux superficiels, qui facilitent l’épluchage, dans les variétés de consommation. Observables également à la surface, les lenticelles sont des orifices circulaires qui permettent la respiration. Leur nombre varie en fonction de la superficie, de la taille du tubercule et des conditions du milieu.
Les germes se développent après une période de dormance plus ou moins longue. Les premiers à se développer sont ceux situés à l'apex.
Dans une coupe transversale, on distingue le cortex, le parenchyme vasculaire de réserve, l’anneau vasculaire plus ou moins marqué, et le tissu médullaire.

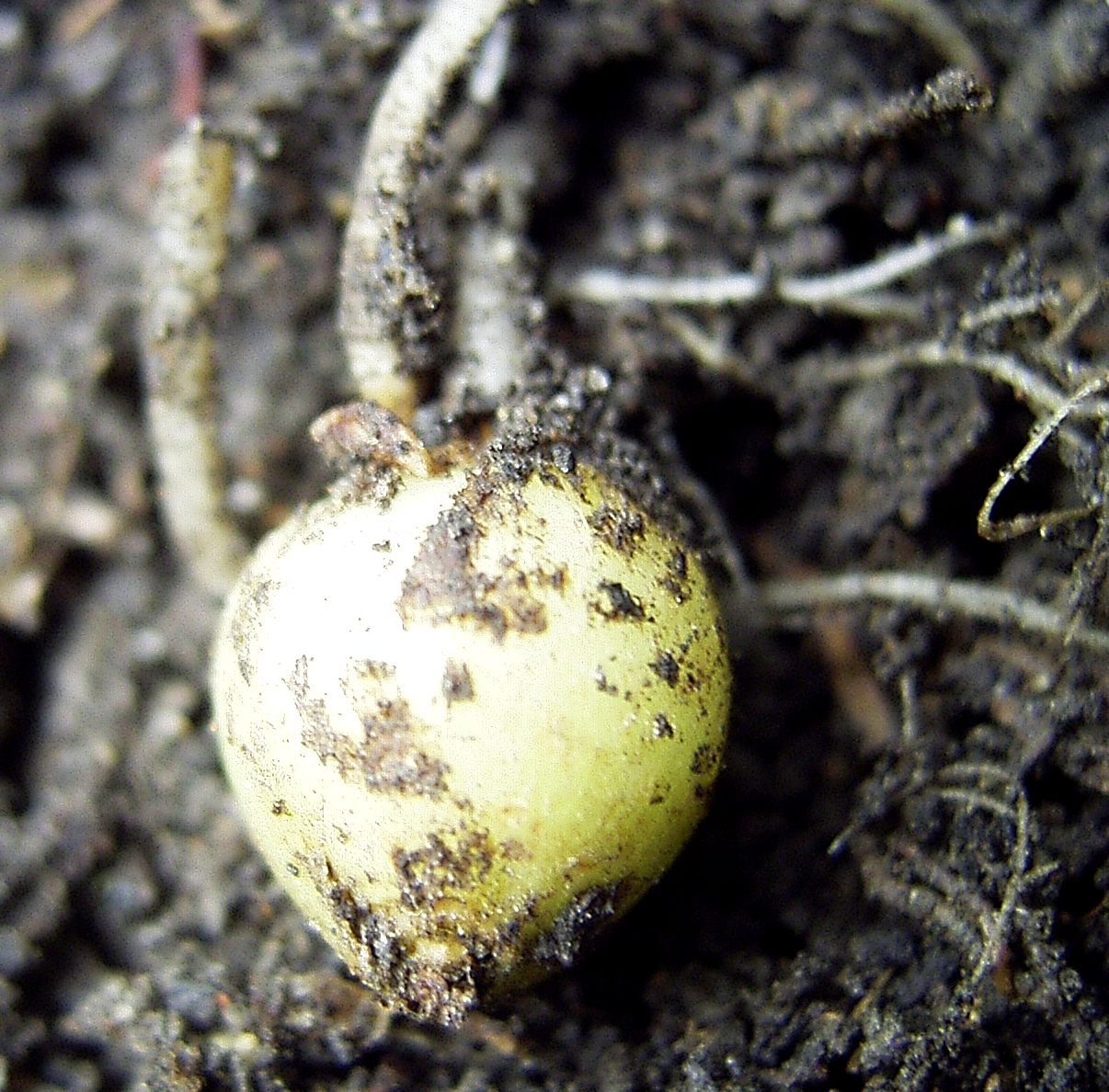
Jeune tubercule se développant à l’extrémité d’un rhizome.

La formation des tubercules, ou tubérisation, se produit à l'extrémité des rhizomes dans une zone méristématique sub-apicale, grâce à un grossissement radial, produit de l’allongement des cellules parenchymateuses et de la perte de leur polarité. Pendant la formation du tubercule, la croissance longitudinale du rhizome s’arrête et les cellules parenchymateuses du cortex, de la moelle et des zones périmédullaires se divisent et s’allongent. Chez les tubercules mûrs, il subsiste peu d’éléments conducteurs et pas de cambium vasculaire continu. Les tubercules sont couverts d’un exoderme qui apparaît en rompant l’épiderme et qui grossit avec le temps.
Le tubercule comporte une forte proportion d'eau, pouvant aller jusqu’à 80 %, ainsi que des matières amylacées (la fécule), accumulées dans les amyloplastes, du sucre, des matières albuminoïdes, des fibres cellulosiques, des éléments minéraux, des diastases et des vitamines (vitamine C, surtout présente dans la peau) et des toxines (voir plus loin).

#### Appareil reproducteur

##### Fleurs et inflorescence
L’inflorescence est une cyme qui naît à l’extrémité de la tige. Elle compte de une à trente fleurs, généralement entre sept et quinze. Le nombre d'inflorescences et le nombre de fleurs par inflorescence varient fortement selon les cultivars.
Approximativement au moment où s'ouvre la première fleur, une nouvelle tige, qui donnera naissance à une nouvelle inflorescence, se développe à l’aisselle de la feuille proximale.
En général, deux ou trois fleurs s’ouvrent chaque jour. Elles restent ouvertes de deux à quatre jours si bien que chaque inflorescence présente de cinq à dix fleurs ouvertes en même temps pendant le pic de la floraison.

Diagramme floral.
Légende :
s = sépales
p = pétales
ét = étamines
ov = ovaire supère

Les fleurs, d’un diamètre de 3 à 4 cm, sont régulières, à symétrie pentamère typique de la famille des Solanaceae.
Le calice gamosépale est constitué de 5 sépales verts soudés à la base et la corolle gamopétale, à 5 pétales également soudés par leurs bords, a la forme d’une étoile.
La corolle peut être de couleur blanche ou d’un mélange plus ou moins complexe de bleu, pourpre et violet selon le type et la quantité d’anthocyanines présentes.

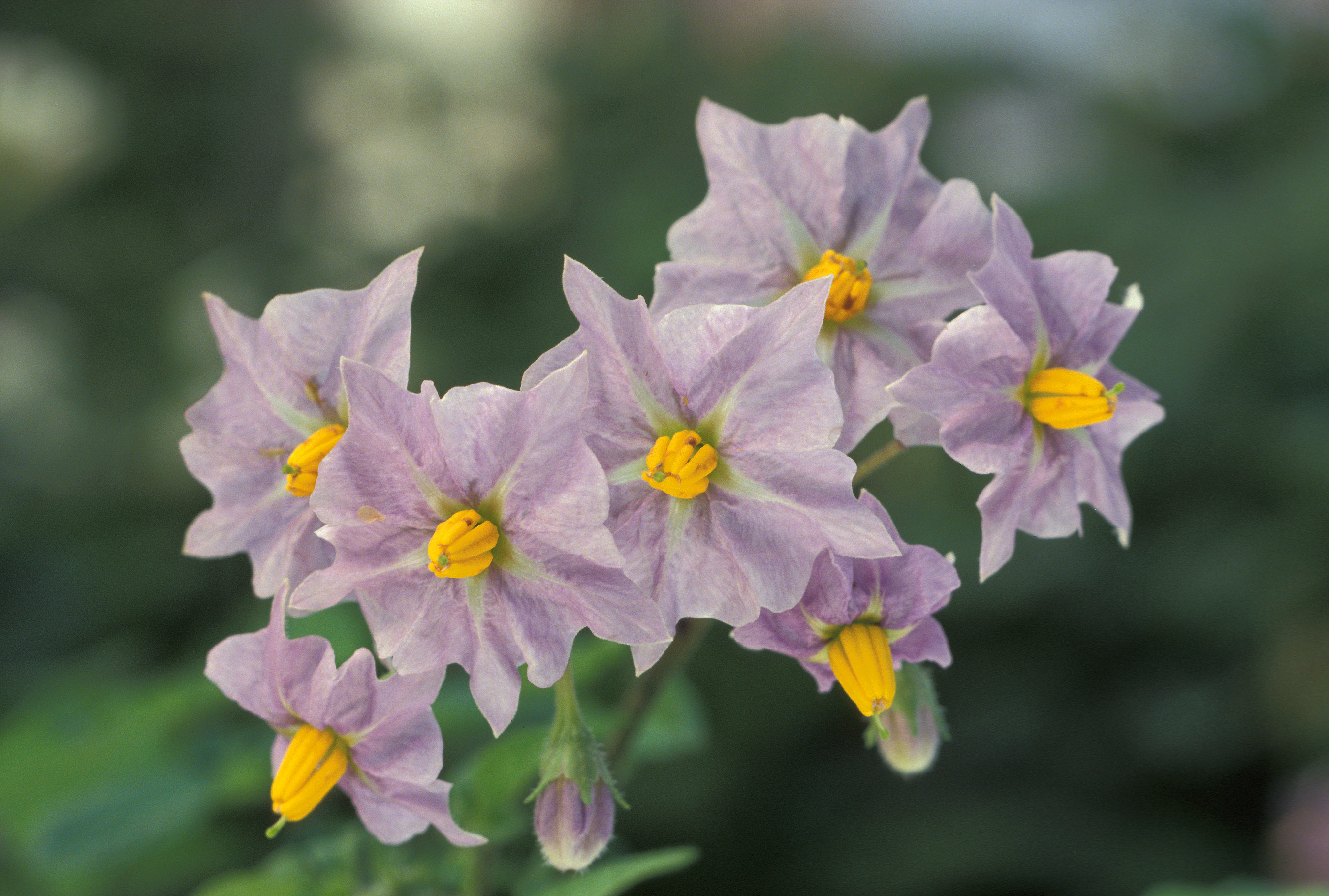
Inflorescence et fleurs de pomme de terre.

L’androcée comprend cinq étamines au filet court inséré sur la corolle et à l’anthère à deux loges, de 5 à 7 mm de long, de couleur jaune brillant, sauf chez les clones mâles stériles chez lesquels elle est jaune clair ou jaune verdâtre. Les anthères sont rapprochées formant un tube entourant le pistil. Leur déhiscence se fait par deux pores terminaux.
Le pistil, issu de deux carpelles soudés, comprend 1 ovaire supère à deux loges. Les stigmates sont habituellement de couleur verte, mais certains clones peuvent présenter des stigmates pigmentés. Ils sont plus ou moins saillants au-delà de l’anneau des anthères. La saillie du style hors de la colonne des anthères n’intervient pas avant la veille de l’éclosion de la fleur.
La réceptivité du stigmate et la durée de production du pollen sont d’environ 2 jours. La fécondation se produit approximativement 36 heures après la pollinisation.
Cette espèce produit des graines par autofécondation (comportement propre des espèces autogames), mais elle manifeste aussi une dépression endogamique (caractéristique propre aux espèces allogames). Les graines obtenues par pollinisation libre sont le résultat d’un mélange d’autopollinisation et de pollinisation croisée, la première étant la plus fréquente.

##### Fruits et graines

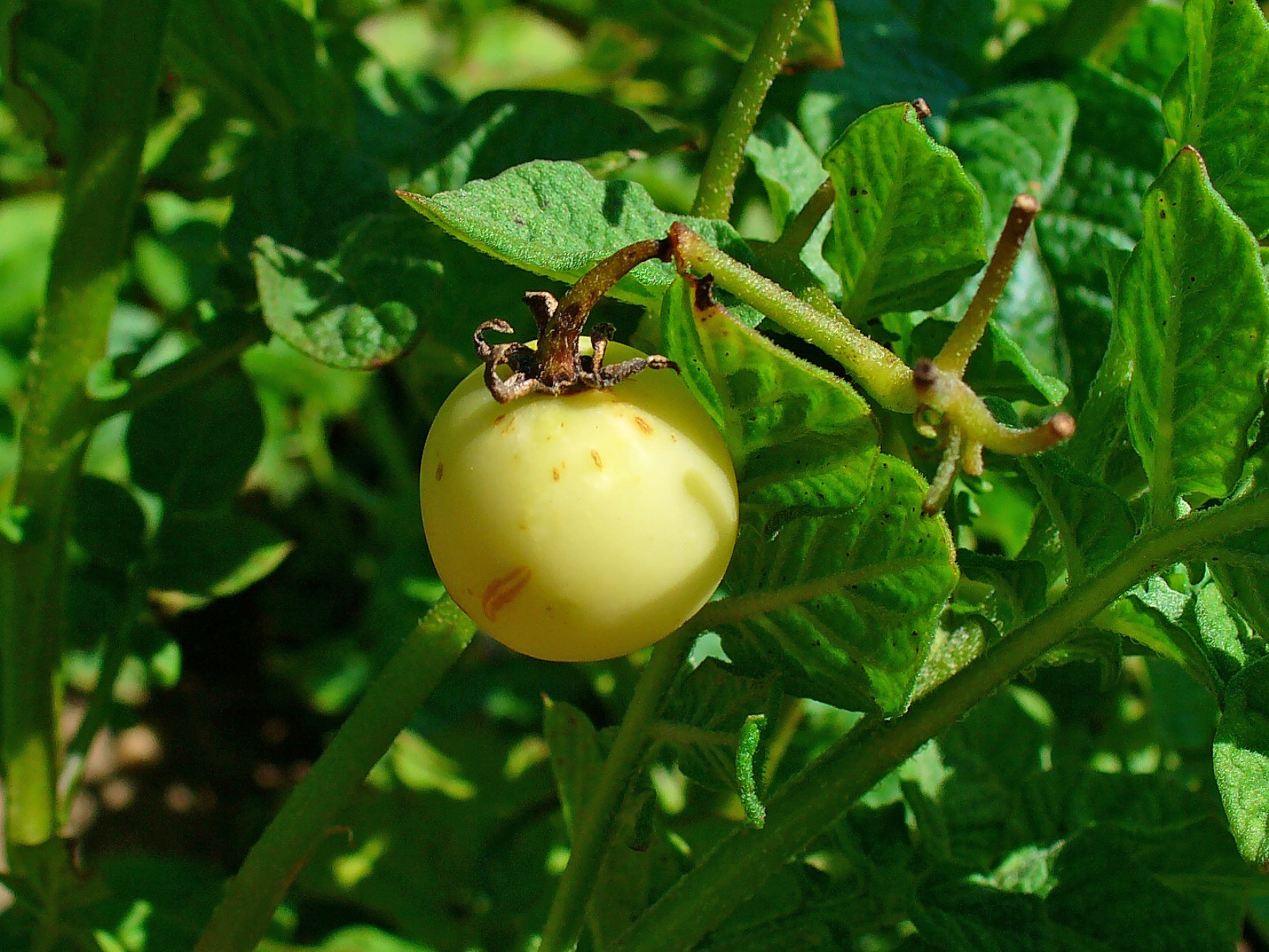
Fruit de Solanum tuberosum.

Le fruit de la pomme de terre est une baie qui ressemble à une petite tomate. Tout comme le reste de la plante, y compris les tubercules lorsqu'ils sont germés ou verdis, il contient des alcaloïdes et solanines toxiques et n'est donc pas comestible. Sa forme peut être sphérique, allongée ou ovoïde, son diamètre varie généralement de 1 à 3 cm et sa couleur peut aller du vert au jaunâtre, ou de marron rougeâtre à violet. Les baies présentent deux loges et peuvent contenir approximativement de 200 à 400 graines. Elles sont groupées en grappes terminales.
Les graines aplaties, ovales ou réniformes et de couleur blanche, jaune ou marron jaunâtre, sont petites ; on compte de 1 000 à 1 500 graines pour un gramme. Elles sont albuminées et l’embryon est enroulé.
Certaines variétés cultivées ne fleurissent pas ; d’autres fleurissent mais sont stériles, par dégénérescence des étamines ou des ovules.

### Physiologie

#### Repos végétatif et dormance
Dès sa formation, le tubercule de pomme de terre subit une période de repos végétatif (ou dormance vraie, d’origine physiologique) qui l’empêche de germer, même s’il est placé dans des conditions de milieu (température, hygrométrie) favorables à la germination. Cette première phase est suivie d’une période de dormance déterminée par des conditions de milieu défavorables (température sub-optimale).
La durée du repos végétatif est très variable (de dix-sept à quarante semaines) et dépend principalement des variétés, c’est-à-dire de facteurs génétiques. Elle est par exemple courte pour Sirtema, moyenne pour Bintje et longue pour Désirée. De nombreux changements biochimiques sont liés au maintien et à la levée de la dormance, en particulier l’acide abscissique (ABA) semble jouer un rôle déterminant dans la dormance des bourgeons.

### Systématique

#### Position de l'espèce dans la classification
| Rang taxonomique | Nom latin               |
| ---------------- | ----------------------- |
| Famille          | Solanaceae              |
| Genre            | Solanum L.              |
| Sous-genre       | Potatoe G. Don (D'Arcy) |
| Section          | Petota Dumort.          |
| Sous-section     | Potatoe G. Don          |
| Série            | Tuberosa (Rydb.) Hawkes |

La pomme de terre appartient au genre Solanum et plus précisément au sous-genre Potatoe, section Petota, sous-section Potatoe. Cette sous-section se distingue par la présence de tubercules véritables qui se forment à l’extrémité des rhizomes. Elle regroupe les espèces de pommes de terre cultivées et les espèces sauvages apparentées.
La série Tuberosa, à son tour, se caractérise par ses feuilles imparipennées ou simples, sa corolle ronde ou pentagonale et ses baies arrondies.
L’espèce Solanum tuberosum se différencie des autres espèces de la même série taxonomique par l’articulation du pédoncule en son tiers médian, les lobes du calice courts et disposés régulièrement, les feuilles fréquemment arquées, les folioles toujours ovales à lancéolées, approximativement deux fois plus longues que larges et les tubercules ayant une période de dormance bien marquée.

#### Synonymes
- Solanum aracatscha Bess., Cat. Pl. Hort. Crem., 135. 1816[23].
- Solanum sinense Blanco, Fl. Filip., 137. 1837[23].
- Solanum esculentum Neck., Delic. Gallo-Belg. vol. 1, 119. 1768., nom. illeg[23].
- Lycopersicon tuberosum (L.) Mill., Gard. Dict. ed. vol. 8, no. 7. 1768[23].

#### Sous-espèces
Solanum tuberosum se subdivise en deux sous-espèces : Solanum tuberosum L. subsp. tuberosum et Solanum tuberosum L. subsp. andigenum (Juz. & Bukasov) Hawkes.
La sous-espèce tuberosum est originaire de l’île de Chiloé, de l’archipel de Chonos et des régions adjacentes du Chili. Certaines formes diploïdes de cette sous espèce sont cultivées au Chili.
La sous-espèce andigenum est native des Andes péruviennes et se distribue de la Colombie jusqu’au nord-ouest de l’Argentine. De nombreuses variétés traditionnelles de cette sous-espèce sont cultivées dans les régions andines. Certaines sont à l’origine des premières introductions de la pomme de terre en Europe.
Les différences morphologiques entre ces deux sous-espèces sont très réduites et résumées dans le tableau ci-dessous. La principale différence réside dans le fait que andigenum dépend d’une photopériode courte pour tubériser,,. Outre ces différences morphologiques, les deux sous-espèces sont nettement différenciées au niveau génétique, tant au niveau du génome chloroplastique que nucléaire,,.
| Caractéristiques                         | Sous-espèce tuberosum             | Sous-espèce andigena          |
| ---------------------------------------- | --------------------------------- | ----------------------------- |
| Feuilles                                 | peu divisées                      | très divisées                 |
| Folioles                                 | larges                            | étroites                      |
| Angle de la feuille avec la tige         | obtus                             | aigu                          |
| Pédoncule                                | grossit jusqu’à l’apex            | ne grossit pas jusqu’à l’apex |
| Réponse à la photopériode pour tubériser | tubérise en jours longs ou courts | nécessite des jours courts    |
| Yeux du tubercule                        | en général superficiels           | profonds                      |
| Forme du tubercule                       | habituellement élargie            | en général arrondie           |

Concernant l’origine génétique des deux sous-espèces, on a établi que du fait de sa grande diversité génétique (avec d’innombrables variétés locales décrites et une grande diversité au niveau du génome nucléaire et chloroplastique), la sous-espèce andigenum est la sous-espèce originale et celle qui a donné naissance à S. subsp. tuberosum. Les différences au niveau de l’ADN chloroplastique sont suffisamment importantes pour pouvoir servir de marqueur généalogique pour déterminer sans équivoque comment s’est formée la sous-espèce tuberosum. Ainsi, on a démontré qu’il existe cinq génotypes de chloroplastes chez la sous-espèce andigenum (dénommés A, C, S, T et W), tandis que la sous-espèce tuberosum en compte seulement trois (A, T et W).
Le type le plus fréquemment rencontré chez la sous-espèce tuberosum est le T, caractérisé par une cassure chromosomique de 241 paires de bases. L’étude de l’ADN chloroplastique d’un grand nombre de variétés des deux sous-espèces a permis de conclure que la sous-espèce tuberosum dérive de la sous-espèce andigenum après que cette dernière s’est croisée avec une espèce tubéreuse sauvage présente dans le Sud de la Bolivie et le Nord-Ouest de l’Argentine, Solanum tarijense,.

#### Autres espèces
Selon la classification établie en 1990 par le botaniste britannique J. G. Hawkes, il existe sept espèces de pommes de terre cultivées et sept sous-espèces. L'immense majorité des variétés modernes de pommes de terre, rattachées à Solanum tuberosum subsp. tuberosum, sont cultivées dans le monde entier, les six autres espèces et la sous-espèce Solanum tuberosum subsp. andigenum sont cultivées exclusivement dans les régions andines de l’Amérique du Sud, du Venezuela au Chili.
Ces taxons se différencient notamment par leur niveau de ploïdie et peuvent être de diploïdes (2x, 2n = 24 chromosomes) à pentaploïdes (5x, 5n = 60).
| Espèce                            | Sous-espèces                             | Ploïdie |
| --------------------------------- | ---------------------------------------- | ------- |
| Solanum ajanhuiri Juz. & Bukasov  | cultigènes ‘Yari’                        | 2x      |
| Solanum ajanhuiri Juz. & Bukasov  | cultigènes ‘Ajawiri’                     | 2x      |
| Solanum chaucha Juz. & Bukasov    |                                          | 3x      |
| Solanum curtilobum Juz. & Bukasov |                                          | 5x      |
| Solanum juzepczukii Buk.          |                                          | 3x      |
| Solanum phureja Juz. & Bukasov    | subsp. phureja                           | 2x      |
| Solanum phureja Juz. & Bukasov    | subsp. estradae (Lopez) Hawkes           | 4x      |
| Solanum phureja Juz. & Bukasov    | subsp. hygrothermicum (Ochoa) Hawkes     | 4x      |
| Solanum stenotomum Juz. & Bukasov | subsp. stenotomum                        | 2x      |
| Solanum stenotomum Juz. & Bukasov | subsp. goniocalyx                        | 2x      |
| Solanum tuberosum L.              | subsp. andigenum (Juz. & Bukasov) Hawkes | 4x      |
| Solanum tuberosum L.              | subsp. tuberosum                         | 4x      |

Bien qu’elle soit acceptée par le Centre international de la pomme de terre (CIP), cette classification ne fait pas consensus parmi les taxonomistes de la pomme de terre. Les botanistes russe Boukasov et Lechnovitch en recensent 21 en 1971 tandis que Dodds en 1962 en admet trois, subdivisées toutefois en cinq groupes de cultivars dans le cadre du Code international pour la nomenclature des plantes cultivées.
En 2007, une étude basée sur des marqueurs moléculaires portant sur 742 variétés locales a conduit à réduire à quatre le nombre d’espèces de pommes de terre cultivées : outre Solanum tuberosum, il s’agit de Solanum ajanhuiri (diploïde), Solanum juzepczukii (triploïde) et Solanum curtilobum (pentaploïde).
Il existe également de nombreuses espèces sauvages, étroitement apparentées aux précédentes et poussant exclusivement en Amérique du Sud, par exemple S. jamesii, S. commersioni ou S. maglia. Certaines de ces espèces, en raison de leur résistance au froid, de leur précocité, de leur résistance aux maladies, ont été utilisées pour améliorer les variétés cultivées ou en créer de nouvelles.

### Répartition

Répartition de l’espèce Solanum tuberosum.

L’espèce Solanum tuberosum a une aire de répartition naturelle, celle où elle était cultivée lors de l’arrivée des conquistadors, cantonnée dans les régions andines de l’Amérique du Sud, les aires propres à chacune des deux sous-espèces, subsp. andigenum et subsp. tuberosum, étant totalement disjointes, séparées notamment par la zone aride du désert d'Atacama. La première s’étend depuis la Colombie au nord, jusqu’à la province de Jujuy au nord de l’Argentine, dans des régions montagneuse, généralement à plus de 2 000 m d’altitude, la seconde, exclusivement chilienne, est une zone de plaines qui va du centre du pays jusqu’à l’archipel des Chiloé au sud.
Les cultures actuelles, qui concernent presque exclusivement la sous-espèce subsp. tuberosum, s’étendent sur les cinq continents entre 47° de latitude Sud et 65° de latitude Nord. La moitié de la surface consacrée à la pomme de terre se trouve en Europe et un tiers en Asie. L’hémisphère sud ne comprend que 6,9 % des terres cultivées en pommes de terre. On constate deux pics dans la répartition en latitude, le plus important (52 % de la surface mondiale), entre 44° et 58° de latitude N correspond aux pays d’Europe situés depuis la mer du Nord jusqu’à la Russie où se pratique une culture d’été. Le second (19 % de la surface), entre 23° et 34° de latitude N correspond à des zones plus chaudes de culture d’hiver (bassin du Gange, Sud de la Chine, Nord de l’Afrique). 25 % des surfaces cultivées se situent à plus de 1 000 m d’altitude.

### Génétique

#### Séquençage du génome
Le génome de la pomme de terre cultivée est tétraploïde et comprend 48 chromosomes (4 lots de 12 chromosomes). Sa taille est estimée à 950 Mpb. Il a été entièrement séquencé entre 2006 et 2011 dans le cadre d’un projet international, le Potato Genome Sequencing Consortium (PGSC) regroupant 29 instituts de recherche appartenant à quatorze pays et coordonné par l’université de Wageningen (Pays-Bas). Il s’inscrit lui-même dans un projet plus large, l'International Solanaceae Genome (SOL) Project, intéressant plusieurs espèces de Solanacées.
La répartition des tâches entre les pays participants est la suivante : chromosomes 1, 5 et 8 : Pays-Bas, chromosome 2 : Inde, chromosome 3 : Argentine, Brésil, Chili et Pérou, chromosome 4 : Royaume-Uni et Irlande, chromosome 6 : États-Unis, chromosome 7 : Pologne, chromosome 9 : Nouvelle-Zélande, chromosomes 10 et 11 : Chine, chromosome 12 : Russie. Les résultats de cette recherche ont été publiés par la revue scientifique Nature le 10 juillet 2011.

#### Histoire évolutive
Outre les espèces cultivées, il existe en Amérique (de la pointe sud du Chili jusqu'au sud-ouest de la Californie) 107 espèces sauvages de pommes de terre (section Petota). Les études génomiques ont montré que leurs plus proches parents sont les tomates (dont Solanum lycopersicum, la tomate cultivée) et trois espèces proches les unes des autres dont Solanum etuberosum (en), qui ne produisent pas de tubercules. En 2025, le séquençage du génome de ces trois dernières espèces, de 44 espèces de pommes de terre sauvages et de 15 espèces de tomates sauvages montre que les pommes de terre résultent d'une hybridation entre des membres de la lignée de S. lycopersicum et de celle de S. etuberosum. Notamment, le gène SP6A qui déclenche la formation des tubercules provient des tomates, et IT1 qui régule la croissance des tiges souterraines provient des etuberosum. Les calculs d'horloge moléculaire indiquent que cette hybridation s'est produite il y a environ 9 millions d'années (Ma), les deux lignées ayant elles-même divergé il y a environ 13 Ma. La multiplication asexuée et la survie hivernale que procurent les tubercules ont permis aux nouvelles espèces de conquérir les niches écologiques créées par la surrection rapide des Andes,.

#### Pommes de terre transgéniques
De nombreuses expériences de transgénèse ont été réalisées sur la pomme de terre depuis les années 1980. Elles poursuivent principalement trois objectifs : améliorer les caractéristiques agronomiques telles que la résistance à des maladies, des insectes ou des stress abiotiques (sécheresse, froid), modifier la composition des tubercules en vue de leur utilisation alimentaire ou industrielle, se servir des tubercules comme « réacteurs biologiques » pour produire des molécules intéressantes en médecine humaine ou animale. Certaines ont obtenu des autorisations de commercialisation dans certains pays. Elles concernent notamment des résistances à des insectes ou à des maladies virales : résistance au doryphore, à la teigne (Phthorimaea operculella) et aux virus Y et au virus de l’enroulement de la pomme de terre,. D’autres concernant des propriétés intéressantes dans le domaine médical ou industriel n’ont pas eu d’applications concrètes.
En 2000, des études menées aux États-Unis ont montré la possibilité d’utiliser une pomme de terre génétiquement modifiée comme vaccin oral capable de déclencher chez l’homme une réponse immunitaire au virus de Norwalk, responsable de certaines formes de gastro-entérite.
En 2005, l’Autorité européenne de sécurité des aliments (AESA) a formulé un avis favorable à la production d’une pomme de terre transgénique, baptisée Amflora, sur demande de la société BASF Plant Science (BPS). Cette variété transgénique, dont le nom de code officiel est « EH92-527-1 », possède un amidon composé à 98 % d’amylopectine, ce qui présente un net avantage pour la production de fécule à usage industriel. Cette demande est restée sans suite au niveau du Conseil européen. Cependant en mars 2010, la Commission européenne, par la voix du commissaire à la Santé et à la Politique des consommateurs, John Dalli, a décidé d’autoriser sa culture dans « des conditions de culture strictes afin d’éviter que des pommes de terre transgéniques ne soient laissées dans les champs après la récolte et que des graines d’Amflora ne soient répandues accidentellement dans l’environnement ».
Des pommes de terre génétiquement modifiées pour produire une lectine végétale GNA (Galanthus nivalis agglutinin) ont été au centre de l’« affaire Pusztai » dans les années 1998-1999.
La pomme de terre transgénique Fortuna résistant au mildiou de la pomme de terre est développée par BASF Plant Science depuis 2009.
En novembre 2011, une nouvelle controverse porte sur la non-neutralité et les conflits d'intérêts de certains experts ; selon l’ONG Corporate Europe Observatory (spécialisée dans l’observation et l’alerte quant aux stratégies de lobbying industriel, de corporation ou de cartel), la moitié des experts de l’AESA ayant autorisé la culture de la pomme de terre OGM Amflora (déjà cultivée en Allemagne, Suède et Tchéquie) avaient des conflits d’intérêts.

#### Banques de gènes
Les principales banques de gènes qui conservent du matériel génétique de la pomme de terre et des espèces apparentées se trouvent en Allemagne, en Argentine, au Chili, en Colombie, aux États-Unis, au Pérou (Centre international de la pomme de terre), au Royaume-Uni, en Russie (Institut Vavilov).

## Histoire et diffusion

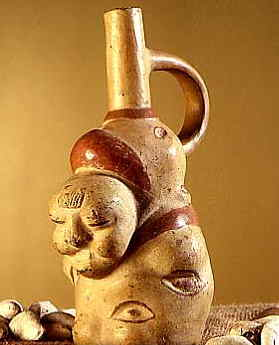
Axomama, déesse de la pomme de terre, culture Mochica, Pérou.

L'histoire de la pomme de terre, Solanum tuberosum, commence avec celle d'hommes ayant vécu il y a plus de 10 000 ans dans la zone côtière de l'actuel Pérou et au sud-ouest de l'Amérique du Sud.
Ces chasseurs-cueilleurs du néolithique apprennent progressivement à la domestiquer et à traiter ses propriétés toxiques.
Il y a 8 000 ans, sur l'altiplano andin dans la région du lac Titicaca, cette domestication aboutit à des pratiques rationnelles de culture et de conservation.
En 1532, à l'arrivée des conquistadors de François Pizarro lors de la colonisation espagnole des Amériques, la pomme de terre, avec le maïs, est à la base de l'alimentation de l'ensemble de l'empire Inca et des populations vivant dans les régions voisines. Ces peuples déshydratent les papas en les exposant, la nuit au froid et le jour à la chaleur ; ce qui donne au légume l’apparence d'une pierre noire dure et légère de la taille d'une grosse noix. On le trempe dans l'eau pour le cuire.
Dès leur découverte par les conquistadors, les tubercules naviguent avec eux vers les côtes de l'Europe à bord des galions, et les explorateurs du Nouveau Monde les débarquent dans les ports d'Espagne en 1534. De là, la pomme de terre part à la conquête de l'Europe, elle arrive en Autriche en 1588, trois ans après être arrivée en Angleterre, et se répandit en Allemagne grâce au botaniste Clusius. Ce n'est qu'ensuite qu'elle parvient en Suisse, avant de gagner l'actuelle Belgique vers 1620. Elle ne parvient dans les assiettes françaises (après avoir été introduite en Lorraine) que sous le règne de Louis XVI, par l'intermédiaire d'Antoine Parmentier.
Objet de curiosité des botanistes et des rois, remède à certaines maladies pour les ecclésiastiques, elle n'est pas tout de suite considérée comme pouvant servir à l'alimentation des humains. De fait elle est considérée avec beaucoup de méfiance. Il faut dire que la pomme de terre à cette époque est petite, amère et indigeste.
Dans le Sud de l’Europe, elle circule de cours en couvents, d'Espagne en Italie (appelée taratuffi - « truffe de terre » - et tartuffoli dans les alpes italiennes), en France et en Savoie (appelée cartoufle) puis vers l'Autriche, d’Angleterre vers l'Irlande et les Flandres ; mais elle commence à être sporadiquement cultivée seulement au début du XVIIe siècle.
Sa conquête du territoire européen s'accélère alors, poussée dans les campagnes par les famines et les guerres.
Sa diversité allélique naturelle facilite sa conquête en lui permettant de rapidement adapter son horloge circadienne aux saisons et aux climats des latitudes du vieux continent.
Dès la première édition en 1600 de son Théâtre d’agriculture et mesnage des champs, Olivier de Serres évoque la pomme de terre sous le nom de « cartoufle », version francisée du mot allemand « kartoffeln » lui-même dérivé de l'italien « taratuffi ». Vers 1620, la pomme de terre est effectivement introduite en France. Elle est alors surtout donnée comme nourriture aux animaux. Son acceptation s'avère difficile. En 1630 par exemple, le parlement de Dole interdit sa culture au motif que cette « racine » serait un vecteur de la lèpre.
Le XVIIIe siècle voit dans tout le vieux continent, jusqu'aux confins de la Russie, naître un véritable engouement pour ce tubercule, facile à cultiver et à conserver, et qui permet à l’Europe d'espérer la fin des famines. La culture de la pomme de terre, en libérant le peuple des disettes, renforce les États, nourrit leurs soldats et accompagne leurs armées dans des conquêtes plus lointaines.
Cependant, la découverte d'un charnier de peste en 1722 à Marseille amène le gouvernement à penser que l'épidémie provient des pommes de terre. Suspectées depuis longtemps de transmettre la lèpre, leur culture est interdite dans le nord de la France par un arrêt du Parlement de Paris de 1748,. L'interdiction n'est levée qu'après que la Faculté de médecine de Paris a admis en 1772, qu'elles peuvent être consommées.

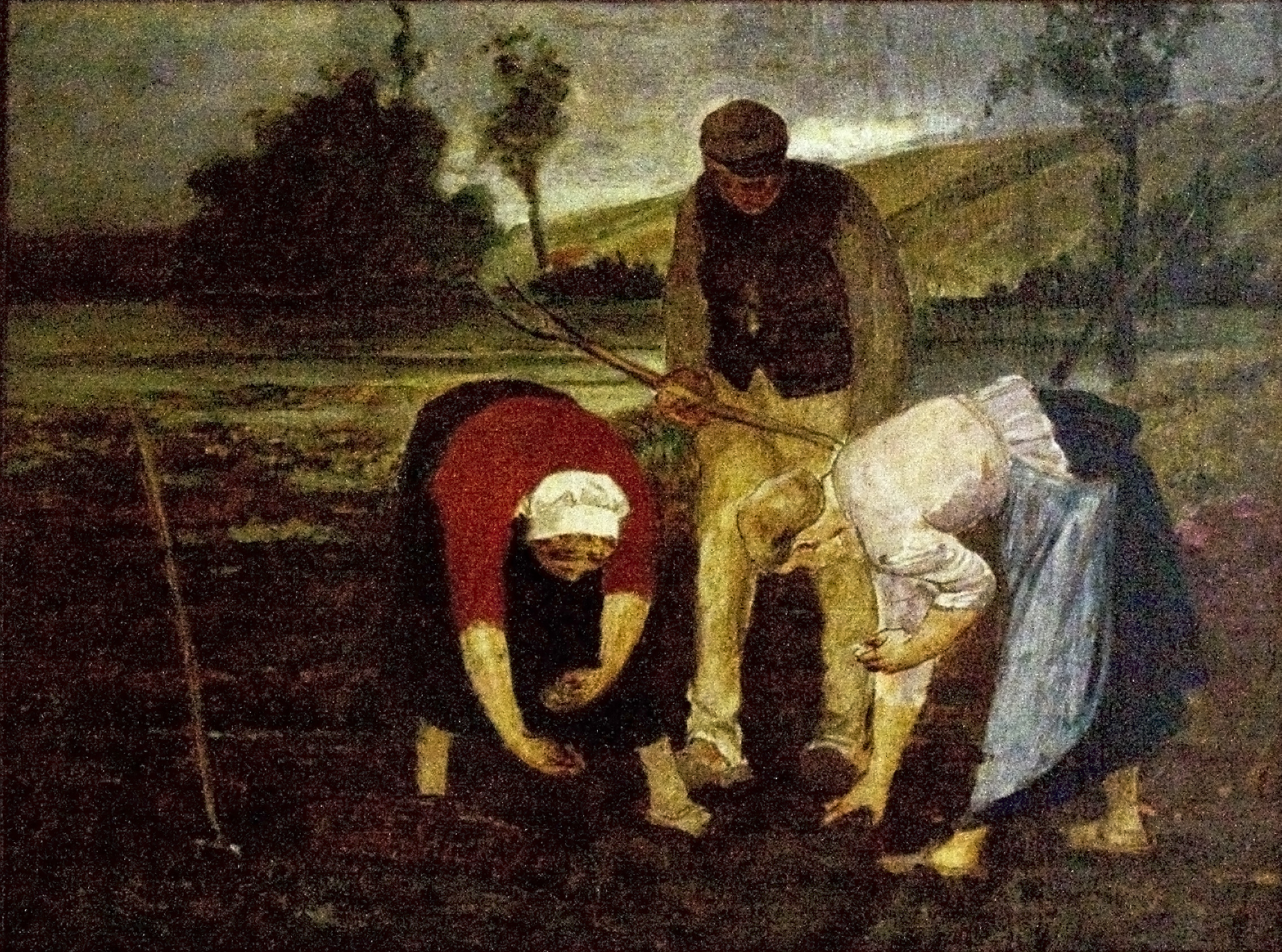
Les Arracheurs de pommes de terre / La Récolte
Constantin Meunier
1885
Musée Oldmasters, Bruxelles

Au XIXe siècle, la force et la stabilité alimentaire acquises grâce à la pomme de terre fournissent aux empires coloniaux la possibilité de s'étendre et de dominer une grande partie du monde. Cependant, en 1844 apparut une maladie, le phytophtora infestans, qui ralentit la production jusqu'alors croissante. Cette maladie fut l'une des causes de la grande famine irlandaise, qui frappa de 1845 à 1852. Des races résistantes furent heureusement créées, ce qui permit de relancer la production.
La pomme de terre devient le principal soutien de la révolution industrielle, offrant une nourriture économique aux ouvriers toujours plus nombreux à se presser dans les villes, au plus près des usines.

« Le fer était entré au service de l'homme, la dernière et la plus importante de toutes les matières premières qui jouèrent dans l'histoire un rôle révolutionnaire, la dernière … jusqu'à la pomme de terre. »

 écrit Friedrich Engels en 1884 dans L'Origine de la famille, de la propriété privée et de l'État.
À la fin du XXe siècle, la pomme de terre a conquis la planète entière.

### Terminologie
Le substantif féminin,, pomme de terre (prononcé [pɔmdətε:ʀ]) est composé de pomme, de et terre sur le modèle du latin malum terrae, terme désignant le cyclamen chez Pseudo-Apulée et Oribase, l'aristoloche chez Pline l'Ancien, la mandragore chez Isidore de Séville et Pseudo-Dioscoride, et un tubercule ou une sorte de courge.

## Culture

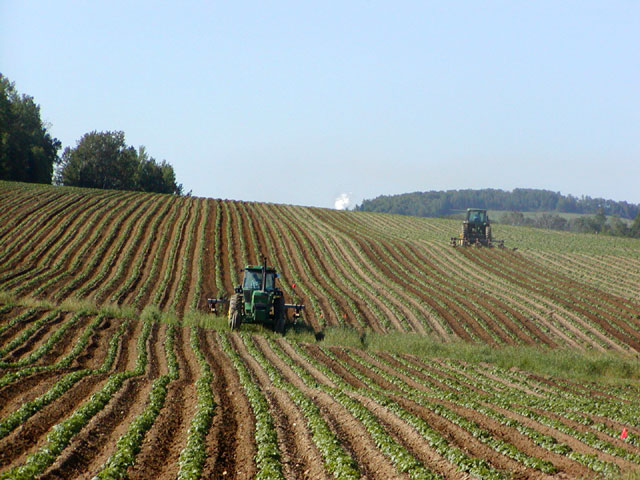
Culture de plein champ dans le Maine (États-Unis).

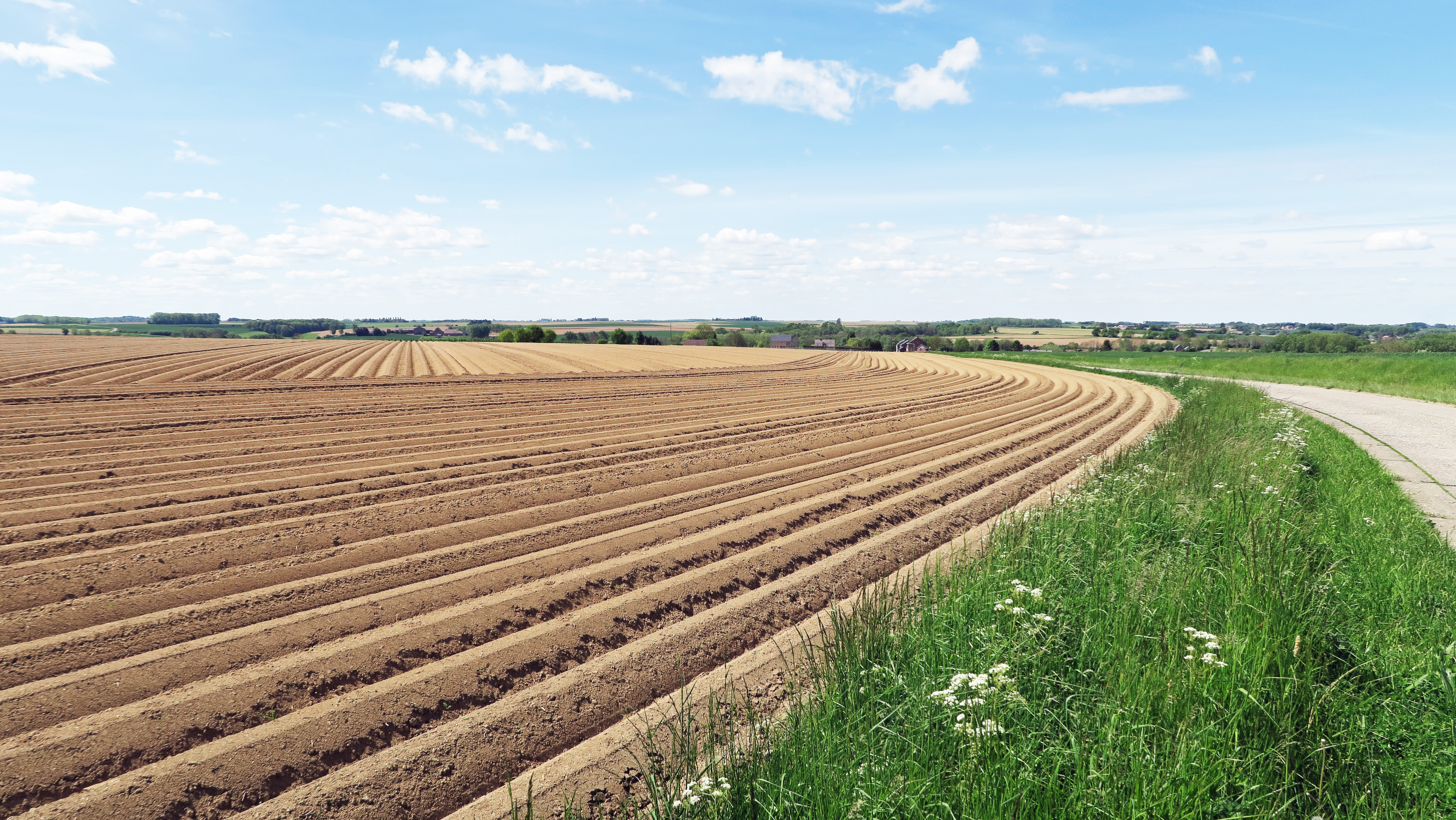
Terre préparée avant plantation en Hesbaye, Belgique, 2017.

La culture de la pomme de terre a pour objectifs de fournir des tubercules pour la consommation humaine et animale, mais aussi pour la transformation industrielle et la production de plants. Elle se pratique sous toutes les latitudes, à des altitudes variées (souvent au-dessus de 1 000 m et jusqu’à 4 000 m au Pérou). C’est une culture très diversifiée, d’une part selon les conditions socio-économiques : ce peut-être une activité non commerciale, culture vivrière dans les pays du Tiers-Monde, ou production pour l’auto-consommation dans les jardins particuliers dont la production est souvent sous-estimée ; ou bien une production destinée à la vente, soit en plein champ où elle peut constituer une véritable culture industrielle dans les pays développés, soit maraîchage sur des exploitations de taille plus réduite, notamment pour les primeurs. D’autre part, selon les conditions éco-climatiques, ce peut être une culture d’été, dans les pays tempérés et dans les régions d’altitude élevée des pays chauds ; une culture d’hiver dans les plaines tropicales, comme la plaine du Gange ; ou bien une culture praticable en toute saison dans les régions intermédiaires, région méditerranéenne par exemple.
La pomme de terre est une plante sarclée qui nécessite d’importantes façons culturales. Elle constitue un bon précédent pour le blé, le colza, la betterave à sucre… et en général est une bonne tête de rotation.

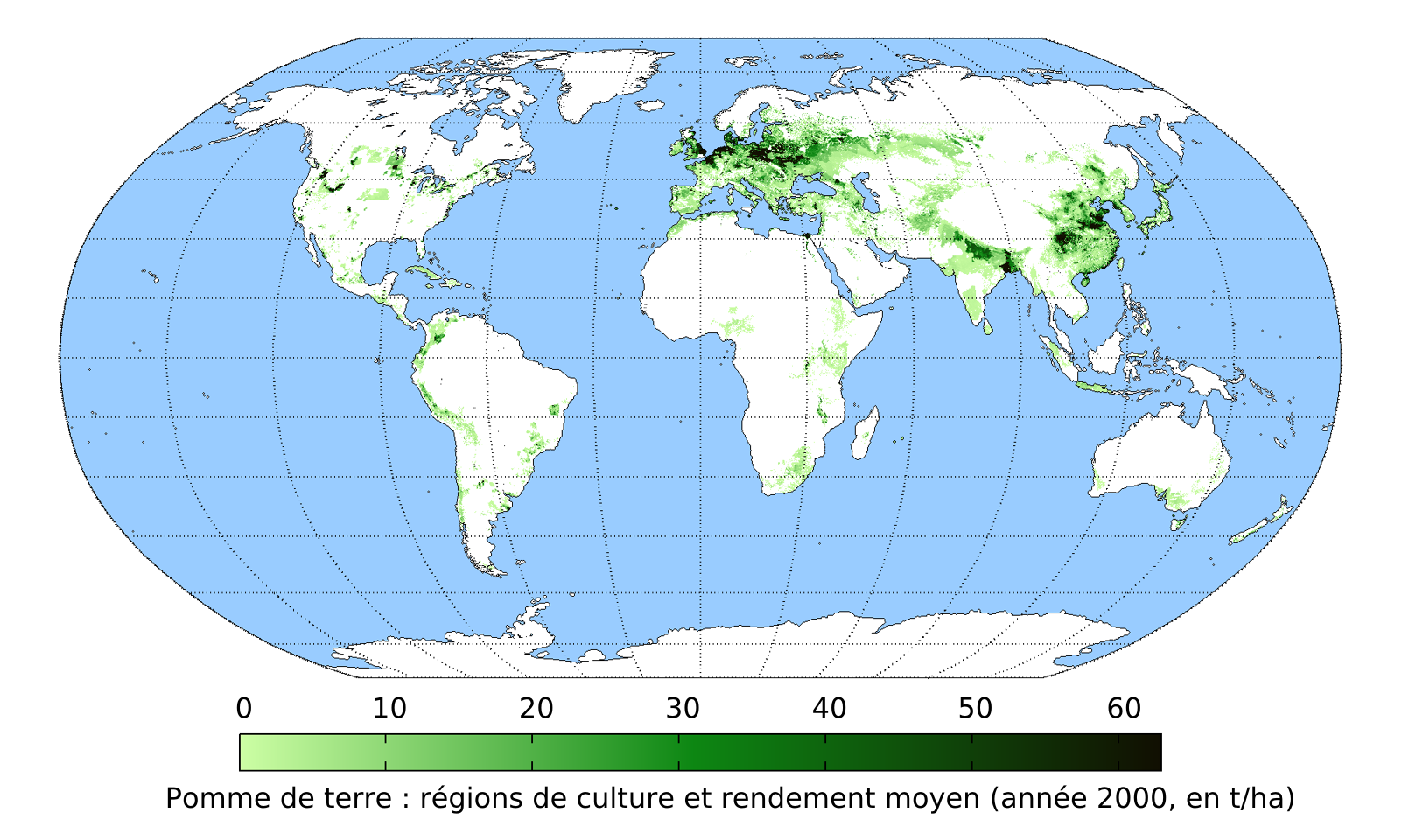
Répartition des zones de culture dans le monde et rendement moyen.

### Techniques culturales

#### Types de sols

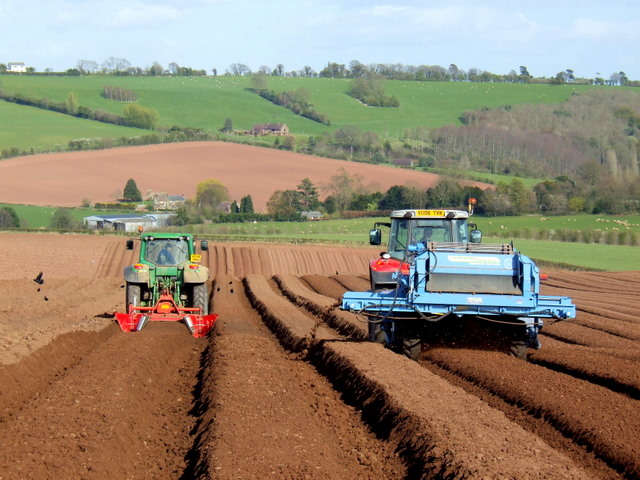
Préparation avant plantation : passage de butteuse (à gauche) et épierreuse. Angleterre, 2009.

La pomme de terre est une plante qui réussit dans la plupart des sols, mais elle préfère les sols légers et légèrement acides. La plante est sujette aux maladies dans des sols calcaires ou manquant d’humus.
Pour se développer rapidement (la durée de végétation est en moyenne de 140 jours), la pomme de terre doit être plantée dans un sol se réchauffant bien, à pH proche de 6, donc sans excès d'argile ni de calcaire et drainant facilement. Il doit pouvoir être aisément ameubli en profondeur et posséder une bonne réserve en eau pour assurer le développement harmonieux des tubercules. Pour toutes ces raisons, on préfère planter dans des sols sains et épierrés, de texture équilibrée, idéalement un sol sablo-argilo-limoneux avec au moins 18-20 % d'argile et bien pourvu en humus,.

#### Travail du sol
La plupart du temps un labour est effectué, suivi de plusieurs désherbages. La pomme de terre est généralement cultivée sous une butte dans une terre finement ameublie. Pour tubériser, c’est-à-dire former des tubercules, la pomme de terre a besoin d’obscurité. Le buttage, en apportant de l’obscurité aux rameaux souterrains, favorise donc l’augmentation du nombre de tubercules. Il a aussi pour but de couvrir les tubercules pour éviter leur verdissement au soleil, ce qui les rend toxiques par production de solanine.

#### Plantation
La plantation est effectuée en rangs espacés de 75 cm buttés ou pré-buttés avec environ 30 cm d'écartement entre les plantes avec une planteuse automatisée ; la température du sol doit être d'au moins 8 °C.

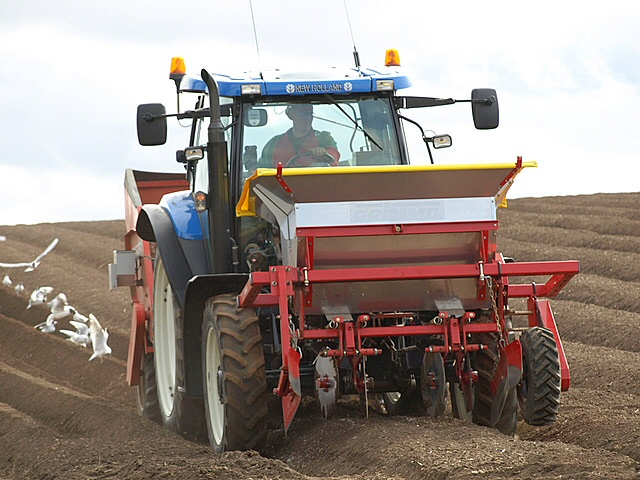
Plantation mécanisée de pommes de terre.

#### Fertilisation
La pomme de terre est une plante exigeante en éléments minéraux, principalement en potasse (K2O). Les exportations moyennes sont estimées pour une tonne de tubercules à 6 kg de potasse, 3,2 kg d’azote, 1,6 kg de phosphore (P2O5), 0,4 kg de magnésium (MgO) et 30 kg de calcium (CaO) et de soufre (S). Les fanes mobilisent également des quantités notables de potasse, calcium et magnésium.
La fertilisation fait appel à des engrais organiques (fumier, compost, engrais vert), utiles pour améliorer la structure du sol et qui sont apportés avant l’hiver précédant la culture pour permettre leur minéralisation. Le complément en engrais minéraux est calculé en fonction des objectifs de rendement et du type de culture (pour production de plants, de pomme de terre de conservation, de primeurs ou pour la féculerie), ainsi que des variétés cultivées et du précédent cultural et donc notamment du reliquat azoté. Potasse et phosphore sont généralement apportés en engrais de fond en automne ou hiver. L’apport azoté peut être fractionné, une partie sous forme ammoniacale à la plantation et une partie au buttage sous forme nitrique ou uréique, cette dernière forme pouvant être pulvérisée et combinée avec un traitement fongicide.
L’apport d’azote est indispensable pour assurer le grossissement des tubercules mais favorise aussi le développement de la végétation, au détriment de la tubérisation en cas d’excès. L’excès d’azote est aussi un facteur négatif pour la qualité des tubercules, avec d’une part le risque de dépasser la norme pour la teneur en nitrates et d’autre part une teneur plus élevée en sucres réducteurs qui entraîne le risque de brunissement à la friture.

#### Jardiniers amateurs
Les pommes de terre de consommation non issues de l’agriculture biologique sont souvent traitées afin d’éviter leur germination, mais le traitement anti-germinatif est limité dans la durée et on peut donc facilement faire germer ces pommes de terre en les exposant à la lumière quelque temps en intérieur près d'une fenêtre. Un jardinier amateur peut aussi se procurer des semences (ou plants) en jardinerie ou dans un magasin vendant des légumes biologiques. Lorsqu’on ne dispose que d’un petit potager, on peut opter pour la technique de la « tour de pommes de terre » qui permet de produire de grandes quantités de pommes de terre sur une petite surface et hors sol.[réf. souhaitée]

### Reproduction

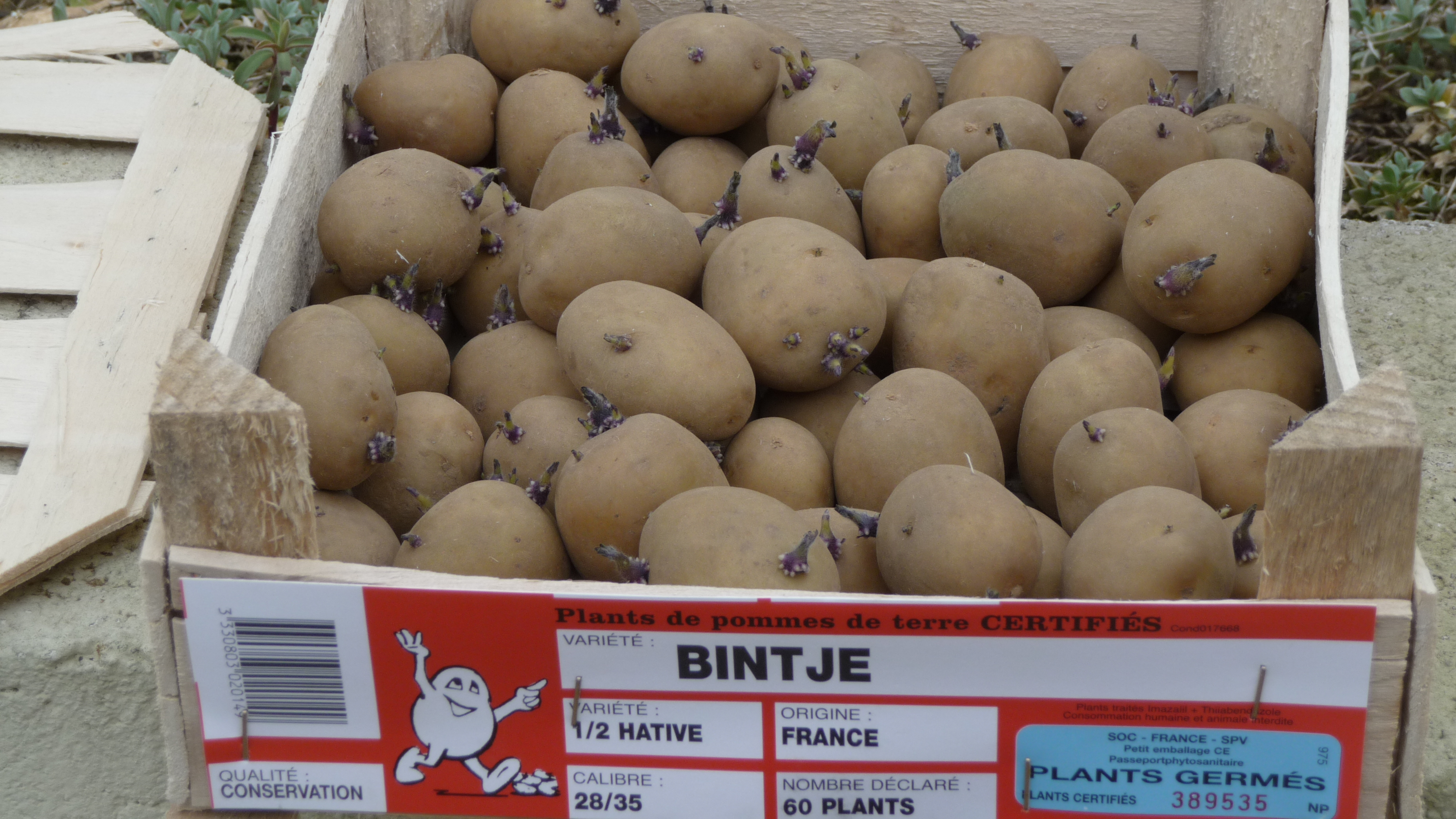
Plants certifiés (variété Bintje).

Les pommes de terre sont reproduites de manière végétative à partir de tubercules, entiers ou coupés (parfois appelés pomme de terre de semence), qui sont souvent cultivés spécialement à cet effet. En moyenne, les pommes de terre à replanter représentent 10 % environ de la récolte mondiale (FAOSTAT). Ils doivent être maintenus au stade physiologique adéquat pour permettre une levée rapide, éventuellement après une prégermination. L’utilisation de tubercules certifiés est recommandée pour obtenir de meilleurs résultats, la certification permettant de garantir l’identité variétale et la qualité sanitaire.
L’utilisation de semences véritables, c’est-à-dire de graines au lieu de tubercules, a été développée depuis les années 1980 dans certains pays en voie de développement, tels l’Inde, le Bangladesh et le Viêt Nam. Cette pratique, soutenue par le CIP, vise à réduire le coût de la culture, à en simplifier la logistique (il suffit de 200 g de graines à l’hectare au lieu de 2 000 kg de tubercules) et à améliorer la qualité sanitaire dans des régions où la production de plants certifiés n’est pas organisée. Son principal inconvénient est l’hétérogénéité des tubercules produits. Cette technique n’a pas véritablement percé, mais l’expérience a montré qu’il est préférable de produire des plants en pépinière plutôt que de semer directement en plein champ.
Récemment, une nouvelle méthode de sélection a été développée. Il s’agit de créer des lignées parentales diploïdes, et ensuite, par autofécondation, d'augmenter le niveau d'homozygotie ; des variétés hybrides F1 de la pomme de terre sont ainsi obtenues.
La densité de plantation peut varier de 150 000 à 300 000 tiges par hectare, le nombre de tiges émises par un plant variant selon son calibre et son âge physiologique. Les densités plus faibles permettent d’obtenir une récolte de calibre moyen plus élevé.

### Récolte

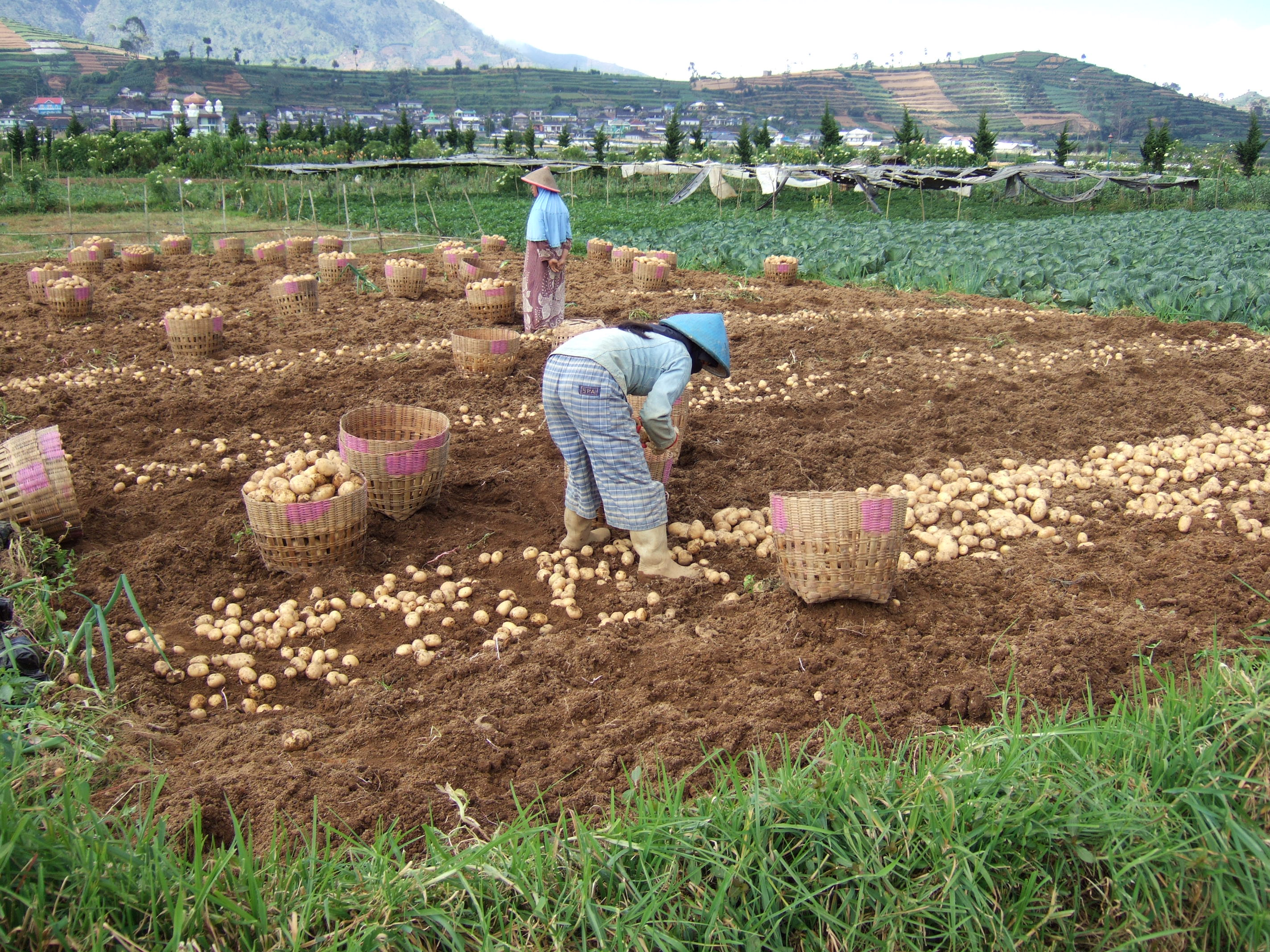
Récolte manuelle à Java (Indonésie).

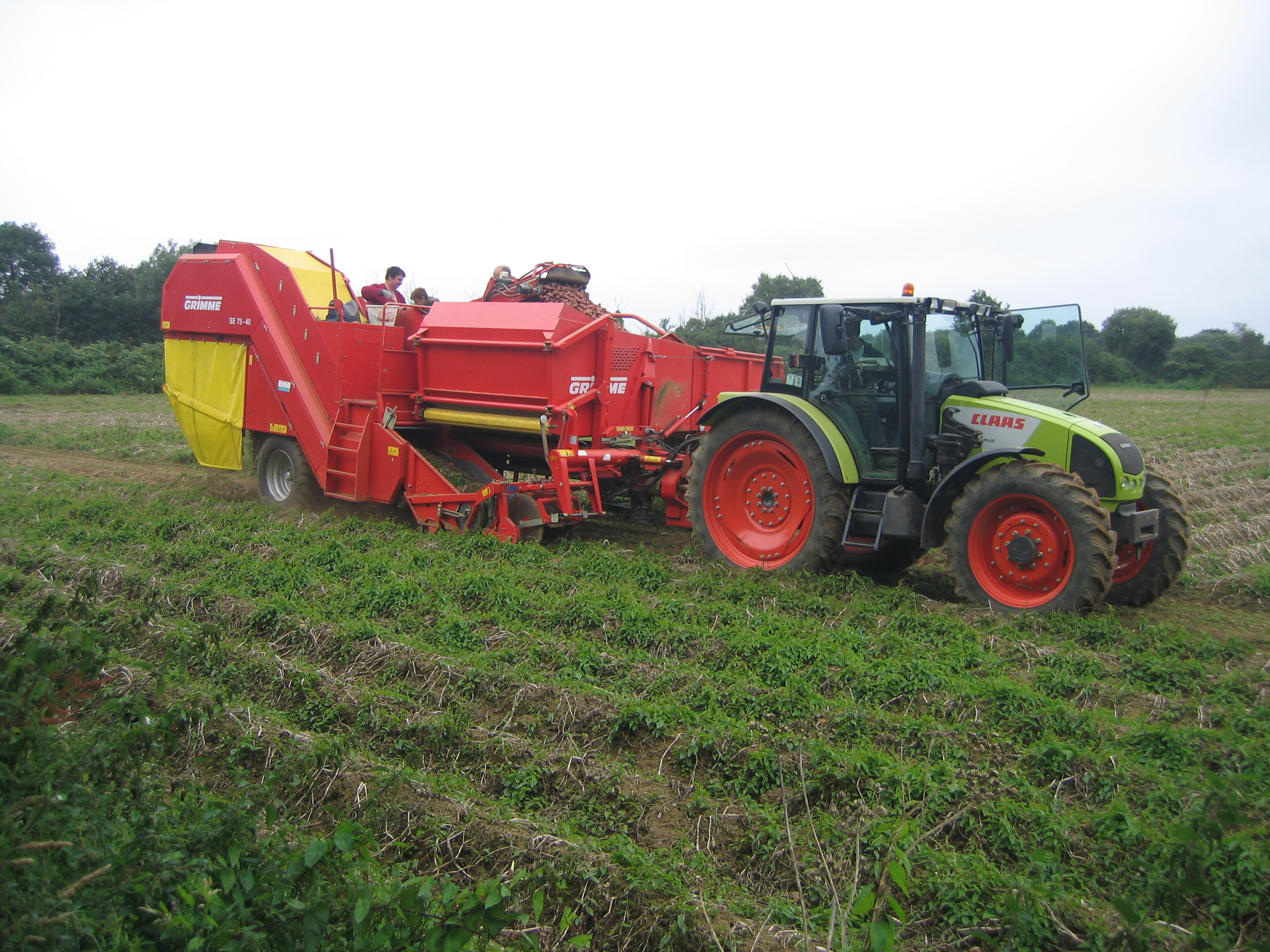
Récolte mécanisée en Bretagne (France).

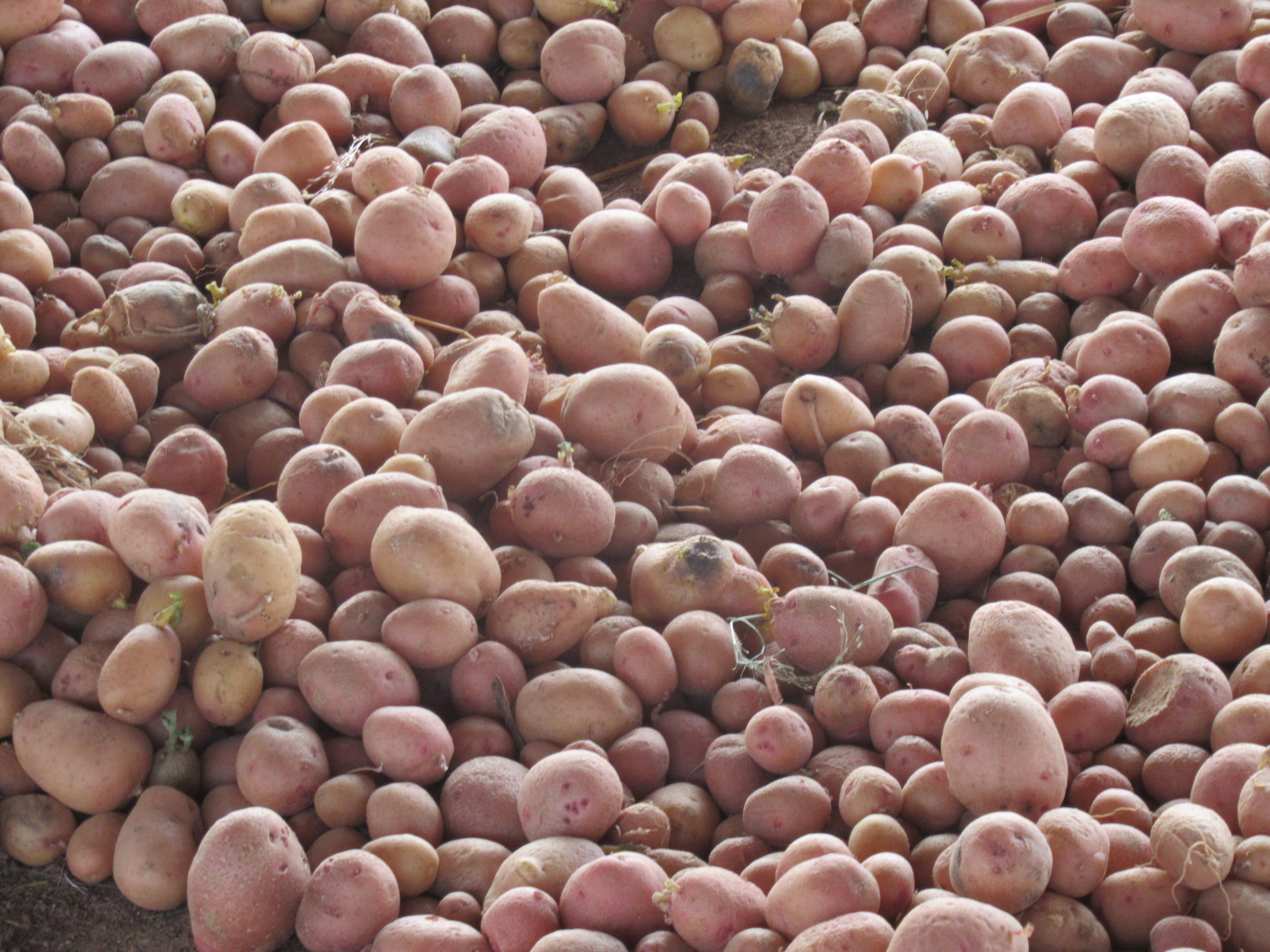
Récolte.

Les tubercules se récoltent à complète maturité, lorsque le feuillage commence à se faner, pour les pommes de terre « de conservation », mais avant maturité pour les pommes de terre de « primeur », qui de ce fait ne se conservent pas. En France, la commercialisation des pommes de terre de primeur est limitée au 15 août de chaque année (arrêté du 18 février 2009). Les pommes de terre de faible calibre sont appelées « grenaille »,.
Après élimination des tubercules blessés, la récolte est conservée dans un local aéré, sec et à l’abri de la lumière.
La première opération est le défanage, c’est-à-dire la destruction des feuilles et tiges, qui se fait lorsque les tubercules ont atteint la grosseur voulue, en principe deux à trois semaines avant la récolte. Il peut se faire par diverses méthodes, mécaniques ou chimiques. Cette opération, indispensable en vue de la récolte mécanisée, présente aussi l’intérêt de limiter la contamination des tubercules par le mildiou ou certaines maladies virales transmises par les pucerons.
Dans les pays développés, en culture de plein champ, l’arrachage des pommes de terre est le plus souvent mécanisé. On utilise à cet effet soit des arracheuses simples qui laissent les tubercules sur le champ sous forme d’andains, soit des machines combinées qui procèdent au ramassage et au triage des tubercules en une seule opération. Ces machines sont généralement tractées et attelées à l’attelage trois-points du tracteur, mais il existe aussi des récolteuses automotrices.

### Maladies et ravageurs

#### Maladies

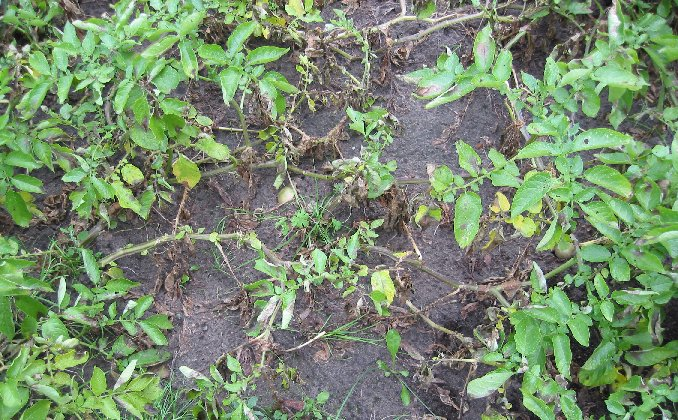
Attaque de mildiou sur pomme de terre.

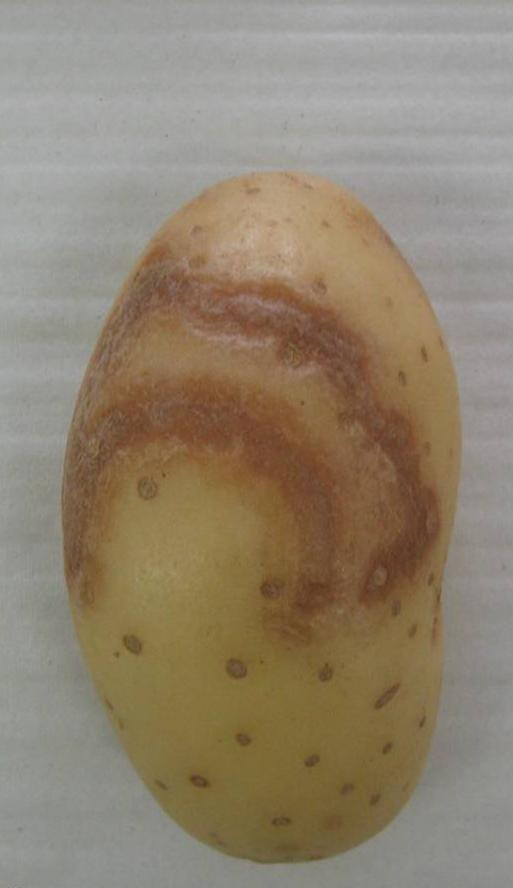
Tubercule montrant des anneaux nécrotiques dus au virus Y.

La pomme de terre peut être la cible de nombreuses maladies (plus de 200 en France), causées par différents agents pathogènes : champignons, bactéries, virus, mycoplasmes ou nématodes et qui peuvent toucher tant les cultures que les tubercules en conservation.
La maladie la plus importante dans le monde est sans conteste le mildiou, dû à Phytophthora infestans, un oomycète, une classe de microorganismes considérée autrefois comme appartenant à la classe des champignons. Cette maladie continue de causer des dégâts dans toutes les régions où les conditions d’environnement lui sont favorables, c’est-à-dire une humidité relative supérieure à 90 % et des températures comprises entre 10 et 25 °C. Lorsque les conditions favorables à la maladie sont réunies, elle peut détruire toutes les parties aériennes des plantes en moins d’une semaine. La lutte reposait traditionnellement sur l’emploi massif de fongicides peu efficace du fait de l'appartenance de Phytophtora à la classe des oomycètes. On estime à quatre milliards d’euros le coût annuel induit par le mildiou de la pomme de terre au niveau mondial. Une autre maladie importante, en particulier dans les plaines tropicales, est la pourriture brune due à une bactérie Gram-négative, Ralstonia solanacearum.
Parmi les autres maladies cryptogamiques et bactériennes ayant une importance économique variable, on peut citer le rhizoctone brun (Rhizoctonia solani), la dartrose (Colletotrichum coccodes), la gangrène de la pomme de terre (Phoma exigua), la fusariose (Fusarium roseum, Fusarium solani), la gale argentée (Helminthosporium solani), la gale poudreuse (Spongospora subterranea), la galle verruqueuse (Synchytrium endobioticum) et la gale commune (Streptomyces scabies).
La maladie virale la plus importante est la « maladie des taches annulaires nécrotiques » causée par le virus Y de la pomme de terre.
Les tubercules peuvent également être sujets à des maladies physiologiques, dont le cœur noir et le cœur creux, qui les rendent impropres à la commercialisation. Ces maladies sont induites par des troubles de croissance, liés notamment aux variations climatiques, ou à des conditions de stockage inadaptées.
Cette situation contraint les agriculteurs à recourir à des stratégies de lutte complexes, qui comprennent notamment l’utilisation de « plants certifiés », indemnes de pathogènes, même si l’utilisation de plants fermiers (« rataplants », c’est-à-dire des pommes de terre issues de la récolte précédente du fermier) est tolérée. Cette méthode de lutte est d'une efficacité très variable en fonction des maladies, le genre des oomycètes étant capable de résister dans le sol d'une génération à l'autre.

#### Ravageurs

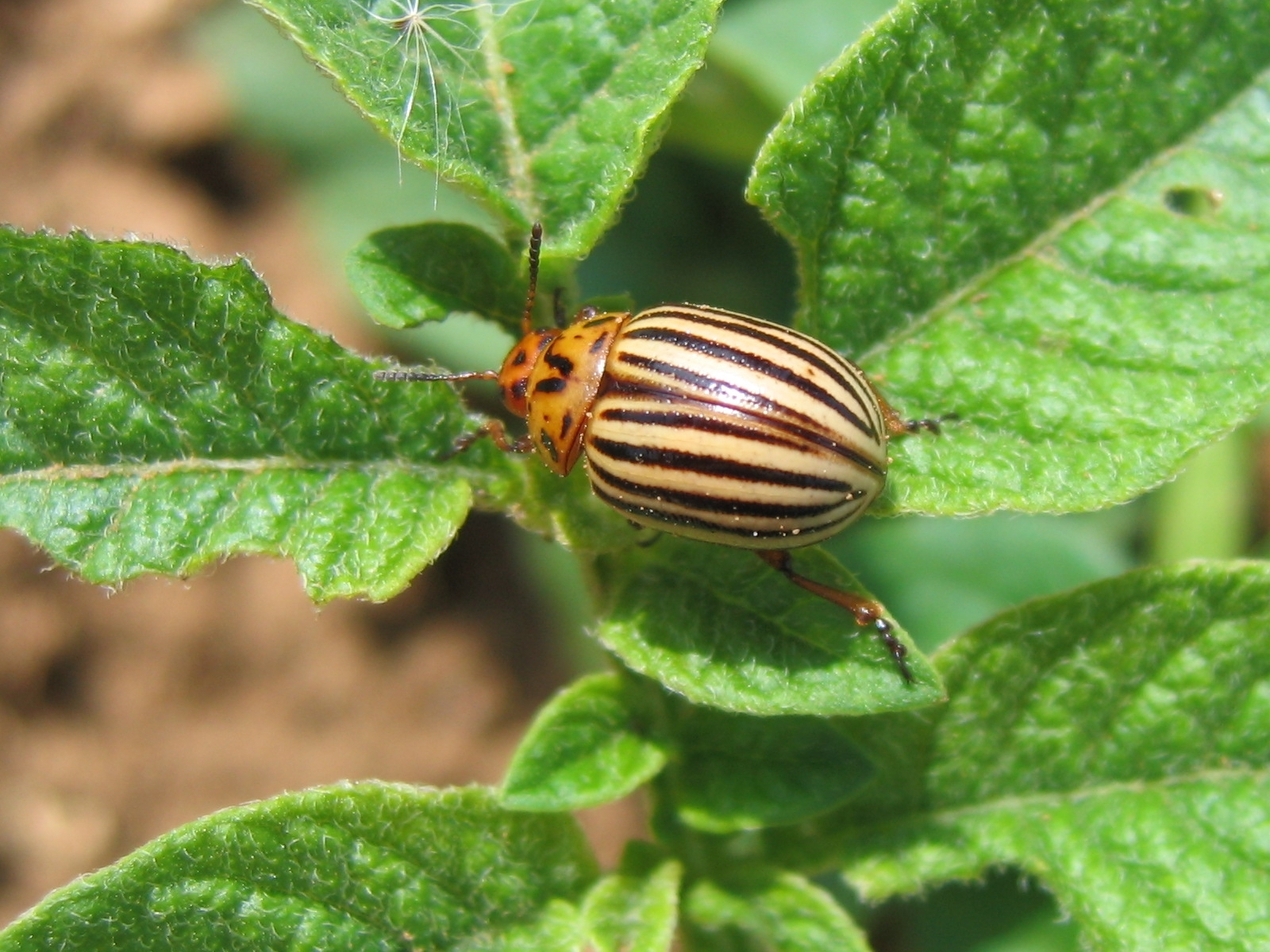
Doryphore adulte.

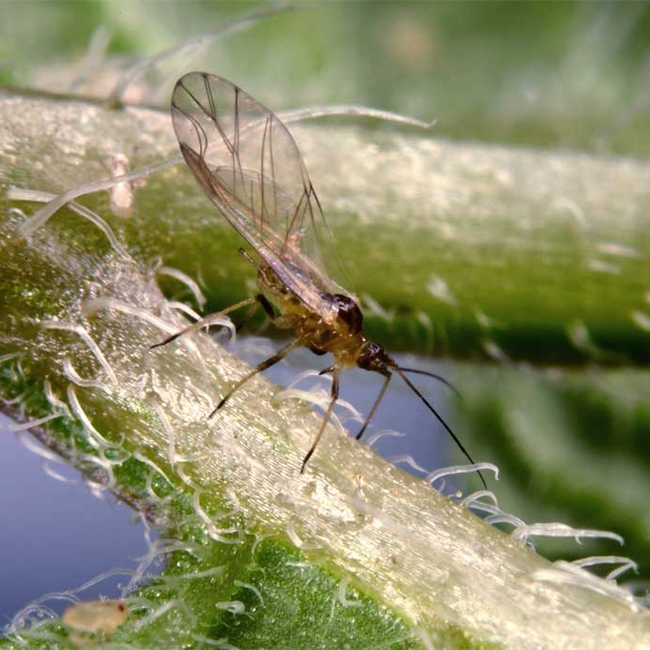
Puceron vert du pêcher, forme ailée d’été.

De nombreuses espèces animales attaquent soit les plants de pomme de terre soit les tubercules en conservation, les plus nuisibles appartenant à la classe des insectes et à l’embranchement des nématodes (vers non segmentés). Parmi les autres groupes de ravageurs de la pomme de terre, on peut citer les mollusques, par exemple la petite limace grise (Deroceras reticulatum), les myriapodes, les acariens, dont le tétranyque tisserand (Tetranychus urticae) et l’acarien des racines (Rhizoglyphus echinopus) et certains mammifères (rongeurs), comme les mulots, par exemple Microtus californicus. Ces espèces sont plus ou moins spécialisées, certaines ayant une prédilection pour les parties aériennes (tiges et feuillages), d’autres pour les parties souterraines et leurs aires de répartition respectives sont variables, parfois très étendues comme celle du doryphore qui s’étend à presque tout l’hémisphère nord.
Le doryphore (Leptinotarsa decemlineata), insecte très prolifique de l’ordre des Coléoptères, est le principal ravageur de la pomme de terre dans l’hémisphère nord. Ses larves, qui vivent trois semaines, peuvent anéantir le feuillage des plantes. Les adultes (imago) dévorent aussi les feuilles.
La teigne de la pomme de terre (Phthorimaea operculella) est un petit papillon (lépidoptères), de 10 à 15 millimètres d’envergure, présent dans toutes les régions tropicales et subtropicales. Ses chenilles mineuses creusent leurs galeries dans les tiges ou le limbe des feuilles et surtout dans les tubercules, qu’elles rendent impropres à la vente et qu’elles attaquent aussi en période de stockage.
Parmi les autres insectes déprédateurs de la pomme de terre figurent l’altise de la pomme de terre (Psylliodes affinis), la cicadelle des grillures de la vigne (Empoasca vitis), le hanneton commun (Melolontha melolontha), la noctuelle des moissons (Agrotis segetum), la punaise verte des pousses (Lygus pabulinus), les taupins (Agriotes lineatus et Agriotes obscurus (en)) et divers pucerons : le puceron vert du pêcher (Myzus persicae), espèce très ubiquiste, le puceron vert et rose de la pomme de terre (Macrosiphum euphorbiae), le puceron noir de la fève (Aphis fabae), le puceron de la digitale (Aulacorthum solani). Les pucerons sont plus redoutables comme vecteurs de diverses viroses que pour les dégâts directs aux cultures.
Parmi les nématodes, on peut citer le nématode doré de la pomme de terre (Globodera rostochiensis), le nématode à kyste blanc de la pomme de terre (Globodera pallida), le nématode cécydogène du Nord (Meloidogyne hapla) et celui responsable de la maladie vermiculaire de la pomme de terre (Ditylenchus destructor). Les nématodes étant presque invisibles à l’œil nu, les dégâts sont parfois assimilés à des maladies.

#### Méthodes de lutte
Insertion d’agents de lutte biologique (auxiliaires) : larves d'insectes ou animaux, par exemple de chrysope ou de coccinelle.
Association avec d'autres plantes (exemple : le lin repousse les doryphores).
Rotation de culture : Ne pas cultiver le même légume sur la même parcelle plusieurs années de suite.

### Conservation

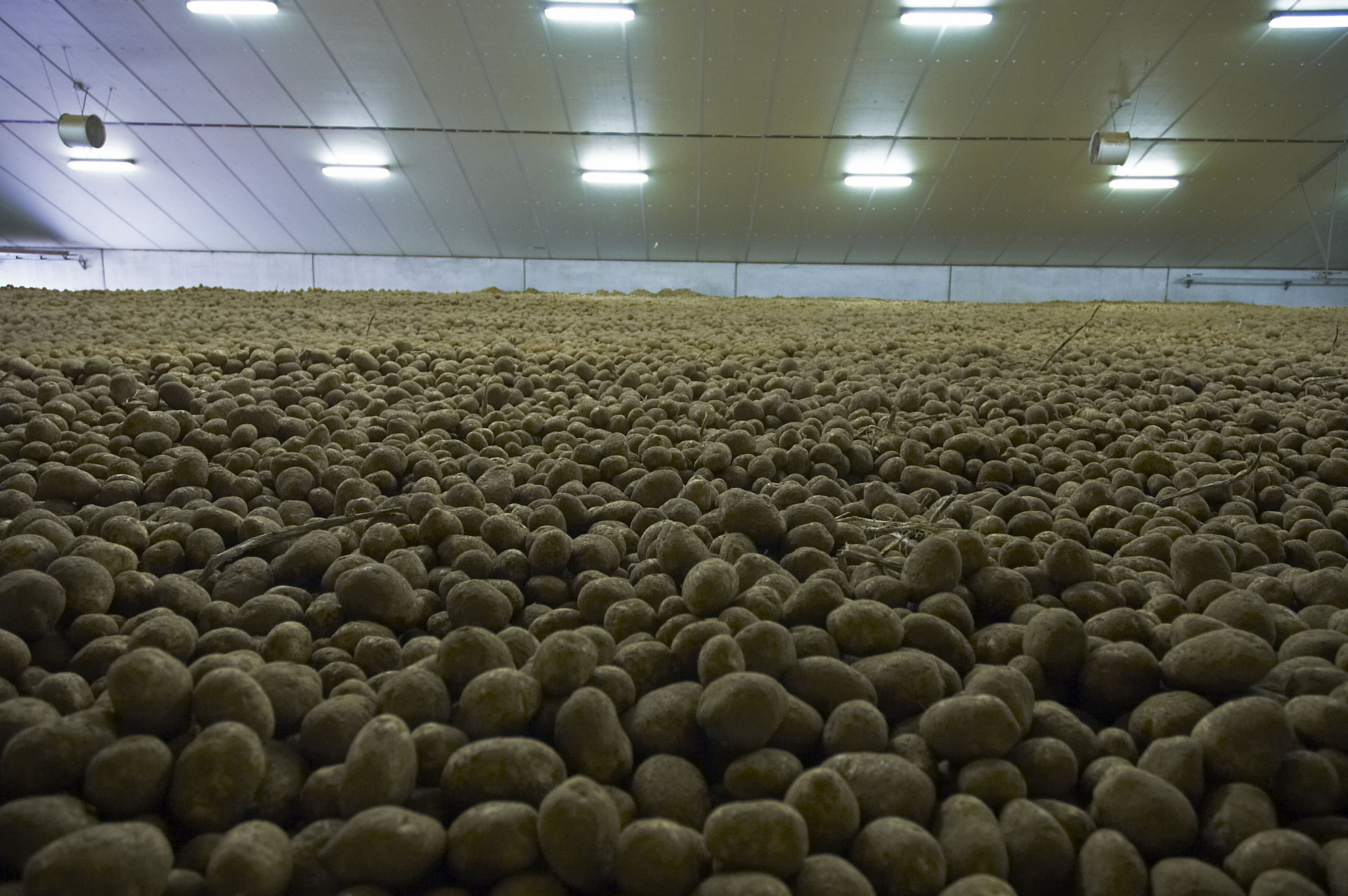
Stockage de pommes de terre en vrac (Belgique).

Les pommes de terre récoltées à pleine maturation peuvent se conserver de dix à douze mois. La question du stockage se pose pour les pommes de terre dites « de conservation » ainsi que pour celles destinées à la transformation industrielle et à la semence. Les tubercules, vivants et à teneur élevée en eau, sont sujets à la respiration et à la transpiration. Ils subissent au fil du temps pertes de poids, flétrissement et développement des germes. Ils peuvent aussi être exposés à des risques de fermentation et à des attaques bactériennes ou fongiques. Ils doivent être préservés du gel.
Les conditions de stockage à respecter sont les suivantes : obscurité, ventilation et hygrométrie contrôlées, températures maintenue entre 4 et 6 °C. Des traitements antigermination sont autorisés en phase de stockage à l’aide de substances telles que le prophame ou le chlorprophame par poudrage ou nébulisation, cette dernière technique assurant une meilleure répartition du produit et évitant les risques de surdosage localisé, ou bien par ionisation.
Le consommateur peut garder des pommes de terre pendant plusieurs semaines, plus ou moins selon les variétés, dans un local frais abrité de la lumière. Les pommes de terre « primeurs », récoltées avant complète maturité, ne se conservent que quelques jours.

### Principales variétés cultivées

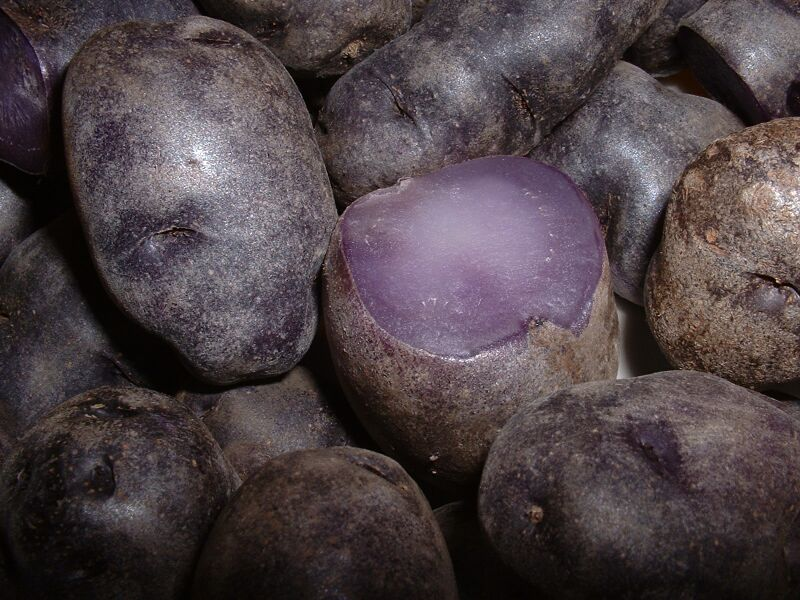
Vitelotte, variété péruvienne à chair violette.

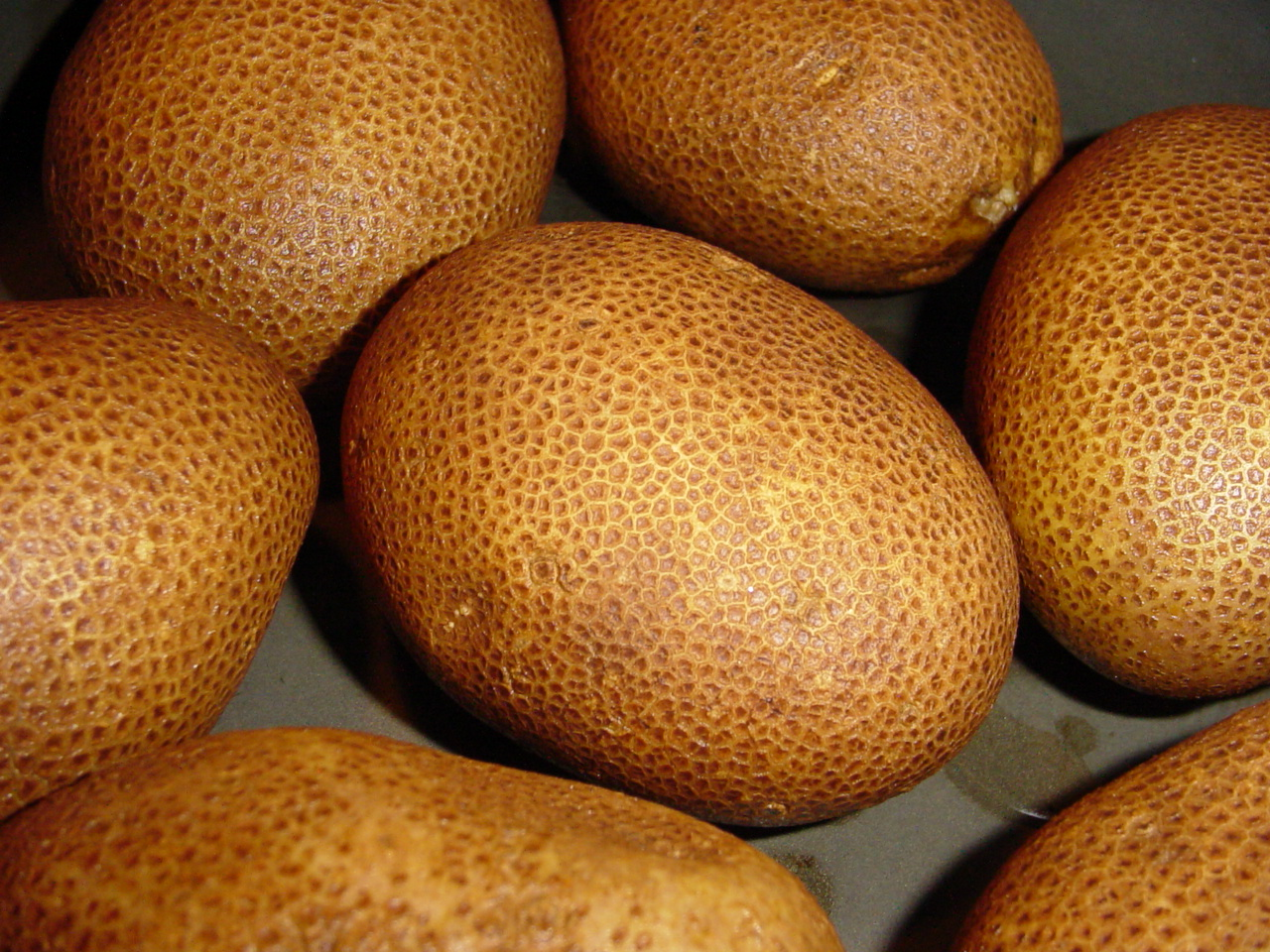
Russet Burbank, variété américaine utilisée en restauration rapide.

Les variétés cultivées de pommes de terre sont très nombreuses, de l’ordre de plusieurs milliers et adaptées à divers types d’utilisation, alimentation humaine ou transformation industrielle. La reproduction se faisant par voie végétative, par plantation de tubercules, ces variétés constituent des clones, qui peuvent se reproduire indéfiniment à l’identique. Toutefois, ce type de reproduction ne permet pas d’éliminer les virus.
Dans l’Union européenne, près de 1 700 variétés de pommes de terre sont recensées en 2017 dans le catalogue européen des espèces de grandes cultures et plants de pomme de terre (à peine 200 variétés de plus que dans le catalogue de Vilmorin en 1902). Ce catalogue, géré par l’Office communautaire des variétés végétales (OCVV) ne contient que les variétés ayant satisfait aux tests DHS (distinction, homogénéité, stabilité) et VAT (valeur agronomique et technologique), préalables à l’autorisation de commercialisation. Le questionnaire technique qui doit être rempli par le demandeur porte notamment sur les caractères morphologiques suivants : fréquence des fleurs, intensité de coloration de la corolle et proportion de bleu (anthocyanine), précocité, forme de tubercules, couleur de la peau, de la base des yeux, de la chair, ainsi que sur les différences avec les variétés les plus proches.
On compte plus de 220 variétés de pommes de terre dans le catalogue officiel français, qui suit les mêmes règles.
La base de données européenne des pommes de terre cultivées (European Cultivated Potato Database) recense (fin 2009) 4 136 variétés cultivées. Cette base de données collaborative en ligne est gérée par la Scottish Agricultural Science Agency dans le cadre de l’ECP/GR (European Cooperative Programme for Crop Genetic Resources Networks) coordonné par un organisme international, Bioversity International.
Le Centre international de la pomme de terre, qui maintient la plus importante banque de gènes relative aux pommes de terre sauvages et cultivées, publie chaque année un « catalogue mondial des variétés de pommes de terre », dont la dernière édition (2009/2010) compte plus de 4 500 variétés cultivées dans une centaine de pays.

#### Critères de sélection
La sélection de nouvelles variétés est réalisée par des obtenteurs privés ou publics. Les critères de sélection peuvent être rangés en deux grandes catégories : d’une part les critères agronomiques, principalement la productivité et la précocité mais aussi la résistance aux divers agresseurs biotiques (maladies et ravageurs) ; d’autre part ceux relatifs à l’utilisation. Selon la destination finale, ces critères concernent la richesse des tubercules en matière sèche et en fécule (variété féculières et fourragères), l’aptitude à la transformation industrielle (variétés destinées à la production de chips, frites surgelées et produits déshydratés) et les aptitudes culinaires (pommes de terre de consommation).

#### Principales catégories de pommes de terre de consommation
On distingue selon le mode de culture et le type d’utilisation finale les catégories suivantes :
- Les pommes de terre de primeur, qui sont récoltées avant maturité correspondent à des variétés précoces ou demi-précoces, telles que Bonnotte de Noirmoutier, Ratte. En France, elles sont cultivées dans les régions à hiver doux, notamment les côtes de Bretagne, d’Aquitaine et des Pays de la Loire (par exemple Noirmoutier, Vendée), ou le littoral méditerranéen. Plantées en hiver, elles sont récoltées trois mois plus tard, avant d’avoir atteint leur maturité, leur commercialisation doit intervenir avant le 15 août. Les appellations d’origine, telles que « pomme de terre de l'île de Ré » ou « pomme de terre primeur du Roussillon », répondent à un cahier des charges et ne correspondent pas nécessairement à une seule variété. Ainsi la première admet une dizaine de variétés et la seconde une seule, Bea.
- Les pommes de terre de conservation, récoltées à maturité et souvent tardives. En France, elles sont plantées en avril-mai, récoltées quatre ou cinq mois plus tard, produites un peu partout, notamment dans le Nord et en Bretagne. Pour éviter leur germination, elles peuvent être traitées au chlorprophame. Les limites de résidus présents sont alors fixées en France à 0,5 mg/kg[93] pour la chair et 5 mg/kg[94] pour les pommes de terre non épluchées (d’où l’intérêt de ne pas consommer la peau des produits traités malgré sa teneur élevée en nutriments).

Une autre distinction peut se faire en fonction de la consistance de la chair :
- pommes de terre à grain fin, à chair ferme, de forme généralement oblongue, qui tiennent bien à la cuisson et sont appréciées pour leurs qualités gustatives (exemple : Charlotte, Ratte, Amandine…) ;
- pommes de terre à grain moins fin, plus riches en fécule, dont la variété la plus connue est la bintje. Ces pommes de terre sont utilisées pour la confection de purées ou de frites et pour la fabrication des produits transformés (chips, croquettes, frites surgelées, etc.).

Une autre distinction est plutôt orientée marketing, on y trouve : les colorées (Roseval, Vitelotte, Bleue d'Auvergne, Bleue d'Artois), les anciennes (Bintje, Belle de Fontenay, Corne de gatte) et les plus récentes (Chérie, Pompadour, Charlotte, Juliette).
La pomme de terre Juliette est le produit d'un croisement entre les espèces Nicola et Hansa. Elle a une forme allongée. La meilleure dégustation se fait par la vapeur d'eau. Elle a la peau assez sensible mais sa chair est ferme.

### Productions bénéficiant d’un label de qualité en Europe

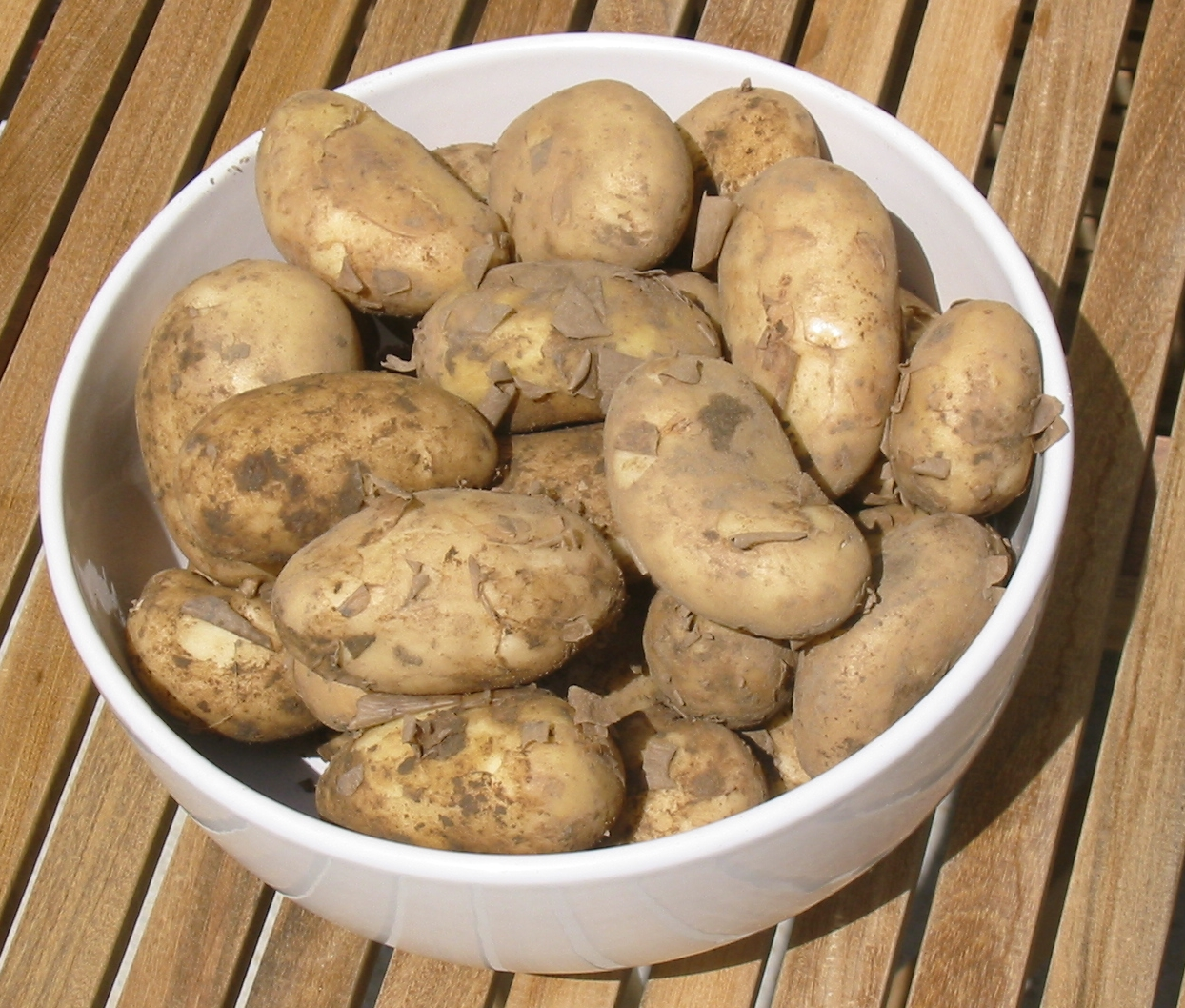
Royales de Jersey (AOP).

En Europe, plusieurs productions traditionnelles de pommes de terre, souvent de primeur mais qui ne s’identifient pas nécessairement à une variété unique, cultivées en respectant un cahier des charges précis, sont protégées par des labels de qualité. Ceux-ci, appellation d'origine protégée (AOP) ou indication géographique protégée (IGP), sont définis par la législation de l’Union européenne.
Il s’agit :
- pour les AOP, des pommes de terre de Laponie, Lapin Puikula[95] en Finlande, des pommes de terre de l’île de Ré[96] et du Roussillon[97] en France, de la pomme de terre royale de Jersey[98] (Royaume-Uni), des Lüneburger Heidekartoffeln[99] en Allemagne et de la patata di Bologna[100] en Italie,
- pour les IGP, de la pomme de terre de Merville (France), de la patata della Sila[101] (Italie), des patates de Prades[102] et de la patata de Galicia[103] (Espagne) et de la Patata Kato Nevrokopiou[104] (Grèce).

## Utilisation
La pomme de terre a quatre grands types d’utilisations : l’alimentation humaine (sous forme de tubercules frais ou transformés), l’alimentation animale, l’extraction industrielle de la fécule et d’autres sous-produits, la production de plants. Au niveau mondial, la répartition était la suivante en 2007 (selon les Bilans alimentaires CDU/BA de la FAO) : pour une disponibilité totale de 324 millions de tonnes, l’alimentation humaine a représenté 64,4 %, l’alimentation animale 12,1 %, les semences (plants) 9,9 %, la transformation par l’industrie 6,6 % et les pertes 7 %.

### Alimentation humaine

#### Valeur nutritionnelle
La valeur nutritionnelle de la pomme de terre est liée à sa composition, principalement à sa teneur en matière sèche, qui se compose essentiellement de glucides, mais qui apporte aussi des protides, des vitamines, de sels minéraux, des fibres alimentaires et seulement des traces de lipides. La valeur nutritionnelle peut cependant être affectée par les modes de préparation culinaires dans la mesure où ils modifient cette composition, par exemple par la concentration de matière sèche, l’apport de matières grasses et la dégradation des vitamines.
Proche en moyenne de 23 %, la teneur en matière sèche peut varier de 13 à 37 %, notamment en fonction des variétés et de la durée du stockage.
La pomme de terre est un aliment relativement riche en amidon (75 à 80 % de la matière sèche) et parfois considéré comme un féculent, mais qui se rapproche des légumes par sa teneur élevée en eau (environ 80 %, contre seulement 12 % pour les céréales et légumes secs). Sa forte teneur en eau et la quasi absence de lipides en font un aliment modérément énergétique, environ 80 à 85 kcal/100 g, du moins lorsqu’elle est cuisinée sans apport de matières grasses. À titre de comparaison, 100 g de pommes de terre chips apportent environ 550 kcal.
L’amidon est constitué de 75 % d’amylopectine et de 25 % d’amylose. Une partie de cet amidon, environ 7 %, est constituée d’amidon résistant qui n’est pas assimilé au niveau de l’intestin grêle. Cette proportion peut augmenter (jusqu’à 13 %) si les pommes de terre sont refroidies après cuisson (par exemple pomme de terre en salade). L’amidon résistant est assimilé par les nutritionnistes aux fibres alimentaires, avec les mêmes effets bénéfiques, notamment parce qu’il augmente le lest intestinal et la sensation de satiété.
Outre l’amidon, les pommes de terre contiennent une faible quantité de sucres, dont la teneur varie selon les variétés, l’état de maturité des tubercules et leurs conditions de stockage. Il s’agit principalement de saccharose et de sucres réducteurs (glucose et fructose). La présence de ces derniers est indésirable pour la production de frites et chips car elle entraîne pendant la friture le noircissement des produits finis (réaction de Maillard).
La teneur en protides, d’environ 2 % du poids frais, représente 8 à 10 % de la matière sèche, taux comparable à celui des céréales.
Il s’agit pour une part de protéines hydrosolubles et pour une part d’acides aminés libres. Les protides de la pomme de terre ont une bonne valeur biologique, comparable à celle du lait de vache. Ils contiennent plusieurs acides aminés essentiels, en particulier la lysine dont l’abondance les rend complémentaires des protéines de céréales, mais avec une légère déficience en acides aminés soufrés (méthionine, cystine).
Les principales protéines sont l’albumine, la globuline, la prolamine et la gluténine.
Les tubercules contiennent également des glycoprotéines (patatine et lectine).
La pomme de terre est une bonne source de vitamines hydrosolubles, en particulier de vitamine C (acide ascorbique). Une portion de 300 g de pommes de terre bouillies fournit environ 50 % de l’apport journalier recommandé. De fait, dans de nombreux pays où elle est le premier légume consommé, la pomme de terre est la principale source de vitamine C dans la ration alimentaire moyenne des habitants. Par exemple aux États-Unis, cet apport était (en 1975) estimé à 20 % (contre 18 % pour les agrumes). La teneur en vitamine C est la plus élevée dans les pommes de terre primeur (40 mg/100 g) contre seulement 15 mg chez la pomme de terre de conservation. Cette teneur diminue pendant le stockage et après cuisson car c’est une substance sensible à la chaleur (thermolabile) et à la dissolution dans l’eau.
La pomme de terre est aussi une source intéressante de vitamines B1 (thiamine), B2 (riboflavine), B3 (niacine), B5 (acide pantothénique), B6 (pyridoxine) et B9 (acide folique).
Les sels minéraux représentent environ 1 % du poids des tubercules frais. Ils comptent plusieurs minéraux et oligo-éléments importants pour l’alimentation humaine, dont potassium (50 % du total), fer et magnésium, ainsi que calcium et phosphore. Le calcium, bien que sa teneur soit faible comparée à celle d’autres aliments comme les céréales, est mieux assimilé du fait du très faible niveau de l’acide phytique. Leur teneur élevée en potassium font des pommes de terre un aliment contre-indiqué en cas de défaillance rénale (hyperkaliémie). Inversement la faible teneur en sodium et la valeur élevée du ratio potassium/sodium les rend bénéfiques en cas d’hypertension.

#### Toxicité

##### Glycoalcaloïdes
La pomme de terre, comme toutes les plantes du genre Solanum, contient des glycoalcaloïdes toxiques. Il s’agit principalement de l’α-chaconine et de l’α-solanine, qui représentent 95 % des glycoalcaloïdes totaux (GAT) chez les cultivars modernes.
Ces molécules, aux propriétés très voisines et généralement regroupées sous le terme de « solanine », sont deux trisaccharides d’un aglycone commun, la solanidine. On trouve des glycoalcaloïdes dans toutes les parties vertes de la plante, particulièrement dans les feuilles et les bourgeons, ainsi que dans les fruits et les fleurs ; dans ces dernières leur concentration peut atteindre 500 mg/100 g.
Dans les tubercules, la teneur moyenne ne dépasse généralement pas 10 mg/100 g, avec une distribution très inégale : la peau et les tissus immédiatement sous-jacents, ainsi que les yeux ont des teneurs en GAT comprises entre 30 et 60 mg/100 g, tandis que la chair n’en contient que de 1,2 à 5. Il existe de fortes variations selon les variétés. Du fait de cette distribution inégale de la solanine dans le tubercule, la teneur moyenne est, pour une même variété, inversement proportionnelle à la taille du tubercule. D’autres facteurs peuvent aussi influencer le taux de GAT, comme le degré de maturité, certaines pratiques culturales, les conditions de conservation, les dommages physiques subis par les tubercules. Le plus important est le verdissement consécutif à l’exposition à la lumière. Le verdissement est dû à la formation de chlorophylle dans les couches externes du tubercule, qui s’accompagne d’accumulation de solanine. Les deux processus sont cependant indépendants.
La teneur-limite généralement admise est de 20 mg/100 g, cependant pour certains auteurs elle serait inférieure.

Structure chimique de la solanine.

Au-dessus d’un seuil évalué à 10 mg/100 g, les glycoalcaloïdes donnent à la pomme de terre un goût amer, qui se transforme au-delà de 20 mg/100 g en sensation de brûlure, analogue à celle induite par les piments.
La solanine n’est pas éliminée par la cuisson, ni par la friture, car elle n’est détruite par la chaleur qu’au-delà de 200 °C (selon certains auteurs, la solanine commence à se décomposer à 243 °C et son point de fusion se situe à 285 °C ; pour d’autres, le point de fusion est à 228 °C).
L’ingestion de solanine provoque rarement la mort mais peut provoquer divers symptômes, des troubles gastro-intestinaux, des hémorragies, notamment à la rétine et aller jusqu’à une paralysie partielle ou des convulsions. La sensibilité des personnes varie selon les individus, mais des doses de glycoalcaloïdes totaux allant de 3 à 6 mg/kg de masse corporelle peuvent être létales.

##### Inhibiteurs de protéinase et lectines
La pomme de terre contient aussi des inhibiteurs de protéinase capables d’inhiber les principales protéinases digestives des animaux, notamment la trypsine, la chymotrypsine. Ces substances qui jouent un rôle dans la défense de la plante contre certains ravageurs, insectes ou microorganismes, sont détruites par la cuisson. Les lectines sont des protéines capables de se lier de manière réversible à des mono- ou oligosaccharides. Cette propriété permet aux lectines d’agglutiner les hématies de diverses espèces de mammifères dont l’homme et de probablement perturber le bon fonctionnement du tube digestif des insectes se nourrissant de la plante, jouant ainsi un rôle dans la défense de cette plante contre les insectes. Ces molécules sont également thermolabiles.

##### Acrylamide
Par la réaction de Maillard, la friture des pommes de terre peut entraîner la formation d’acrylamide (substance irritante, toxique et potentiellement cancérigène) qui donne aux frites et aux chips une couleur foncée.
Elle résulte de la dégradation de l’asparagine en présence de sucres réducteurs dans les tubercules,. Pour limiter la formation d’acrylamide, on peut contrôler la cuisson en évitant les températures trop élevées (au-dessus de 175 °C) et les temps de cuisson trop longs et minimiser la teneur des pommes de terre en sucres réducteurs (au-dessous d’un seuil estimé à 1 g/kg).
Une température de stockage trop basse favorise le développement de l’acrylamide sur le tubercule[réf. nécessaire].

##### Traitement anti germinatif (chlorprophame ou CIPC)
La molécule principale utilisée comme anti germinatif (chlorprophame) se trouve principalement concentré dans la pelure et l’épiderme sous-jacent et décroît fortement vers l’intérieur du tubercule (Morel d’Arleux 2001).
Les produits à base de CIPC sont classés Xn (nocifs) sur le plan toxicologique et la phrase de risque R40 (effet cancérogène suspecté, preuves insuffisantes) a amené certains cahiers des charges de production de pomme de terre à l'exclure.
Sur le plan de la toxicité pour l’Homme, la dose journalière acceptable (DJA) est de l’ordre de 0,05 mg·kg-1·j-1.
À l'occasion du réexamen européen de l'homologation du CIPC (principale molécule utilisée comme anti-germinatif sur pomme de terre) qui aurait du intervenir avant le 31 juillet 2018, la commission a proposé en mars 2018 le non-renouvellement de l'AMM de cette molécule, c'est-à-dire son interdiction. Faute d'accord entre les États, la décision a été repoussée au 31 juillet 2019. Dans les motivations de son avis, la commission explique qu'un sujet de préoccupation particulièrement important a été identifié en ce qui concerne les résultats d'une évaluation indicative des risques pour les consommateurs, qui font apparaître des risques aigus et chroniques élevés liés au chlorprophame et à son principal métabolite, la 3-chloroaniline.

#### Cuisine
La pomme de terre s'accommode de multiples façons : frites ou bouillies (ou à l’anglaise), en galettes, crêpes et gâteaux (en 1791 par exemple) En purée, soupe et potage, sautée ou rissolée ou pour agrémenter des salades composées. La frite est la préparation de pomme de terre la plus consommée au monde.

##### Aptitudes culinaires des différentes variétés
En Europe, les variétés de pomme de terre sont classées en quatre groupes selon leurs aptitudes culinaires. Ce classement, établi par l’Association européenne pour la recherche sur la pomme de terre (EAPR), tient compte de facteurs explicatifs de la texture, qui sont principalement le degré de délitement à la cuisson, la fermeté de la chair et la « farinosité ».
Types culinaires des pommes de terre
- Type A : pomme de terre « à chair ferme », peu farineuse, aqueuse et se tenant bien à la cuisson. Elles sont à réserver plutôt pour les salades, pommes vapeur ou en robe des champs, et pommes sautées (exemples : Belle de Fontenay, Charlotte, Amandine) ;
- Type B : pommes de terre « à chair fondante », assez fine, un peu farineuse, se délitant peu à la cuisson. Elles sont à utiliser plutôt pour les gratins, potages, pommes rissolées, en robe des champs, pommes vapeur, et pommes sautées (exemples : Agata, Monalisa, Samba, Manon, Ostara, Sirtema) ;
- Type C : pommes de terre à chair farineuse et se désagrégeant à la cuisson, à réserver plutôt pour les frites, purées, pommes au four, et potages (exemples : Agria, Bintje)
- Type D : pomme de terre à chair très farineuse. Ce sont essentiellement des variétés féculières, non utilisées en cuisine.

Ce classement est fortement corrélé avec le taux de matière sèche des tubercules, celui-ci variant de 17-19 % pour le type A à 20-23 % pour le type C.

##### Ustensiles et appareils spécialisés
La cuisine et la consommation de la pomme de terre ont motivé la conception de divers ustensiles de cuisine dédiés à sa préparation et à sa cuisson.
L’économe, inventé en France en 1929 par Victor Pouzet, coutelier à Thiers, est un épluche-légumes à lame en gouttière conçu pour faciliter leur épluchage.
Différents types de presse-purée permettent d’écraser les pommes de terre. En 1928, Victor Simon dépose le brevet du passe-vite, un moulin à légumes. En 1932, Jean Mantelet dépose à son tour un brevet de moulin à légumes ; il créera plus tard la société Moulinex. On lui doit également l’invention du coupe-frites.

Différents accessoires
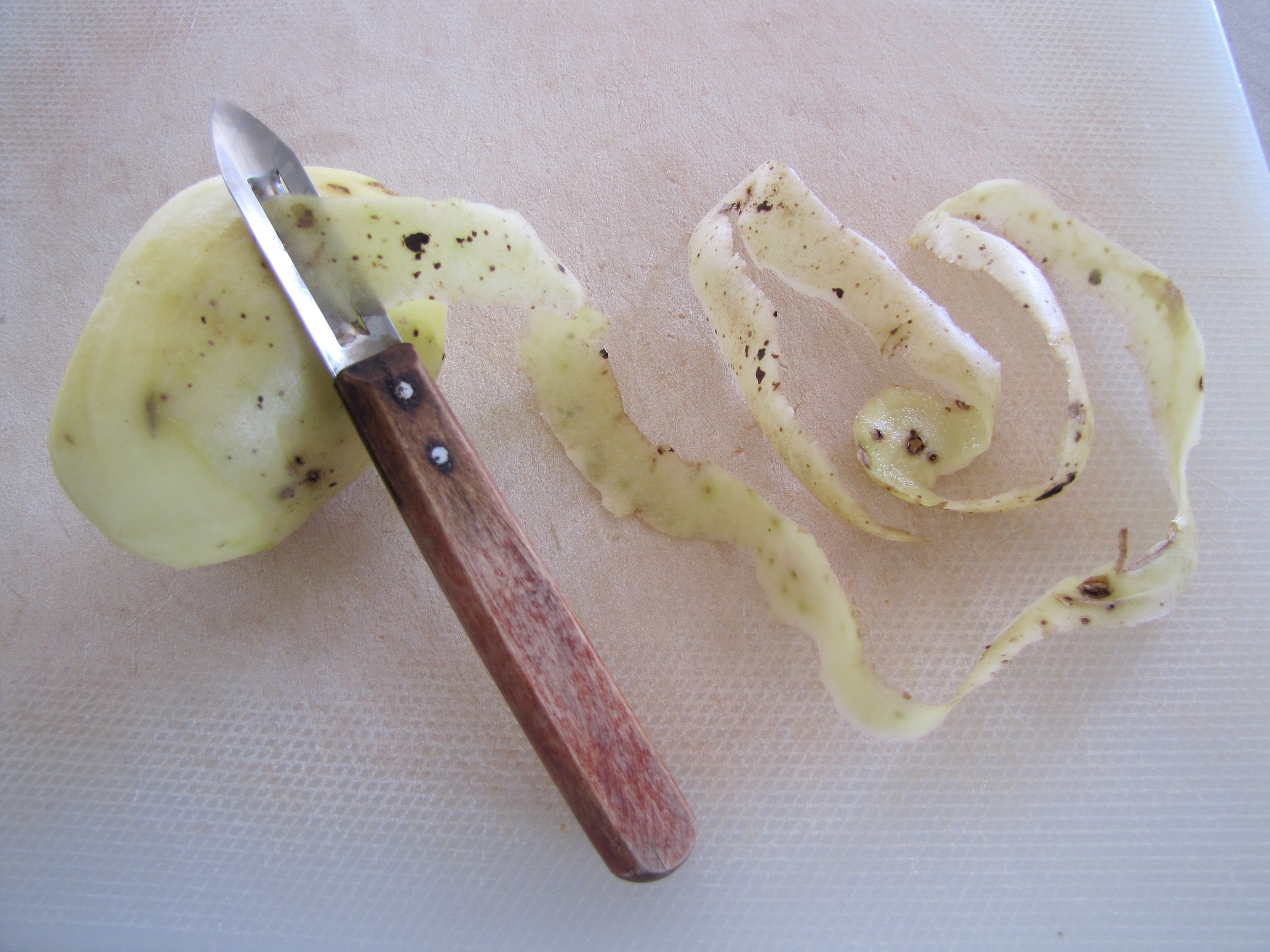
Utilisation de l'économe.
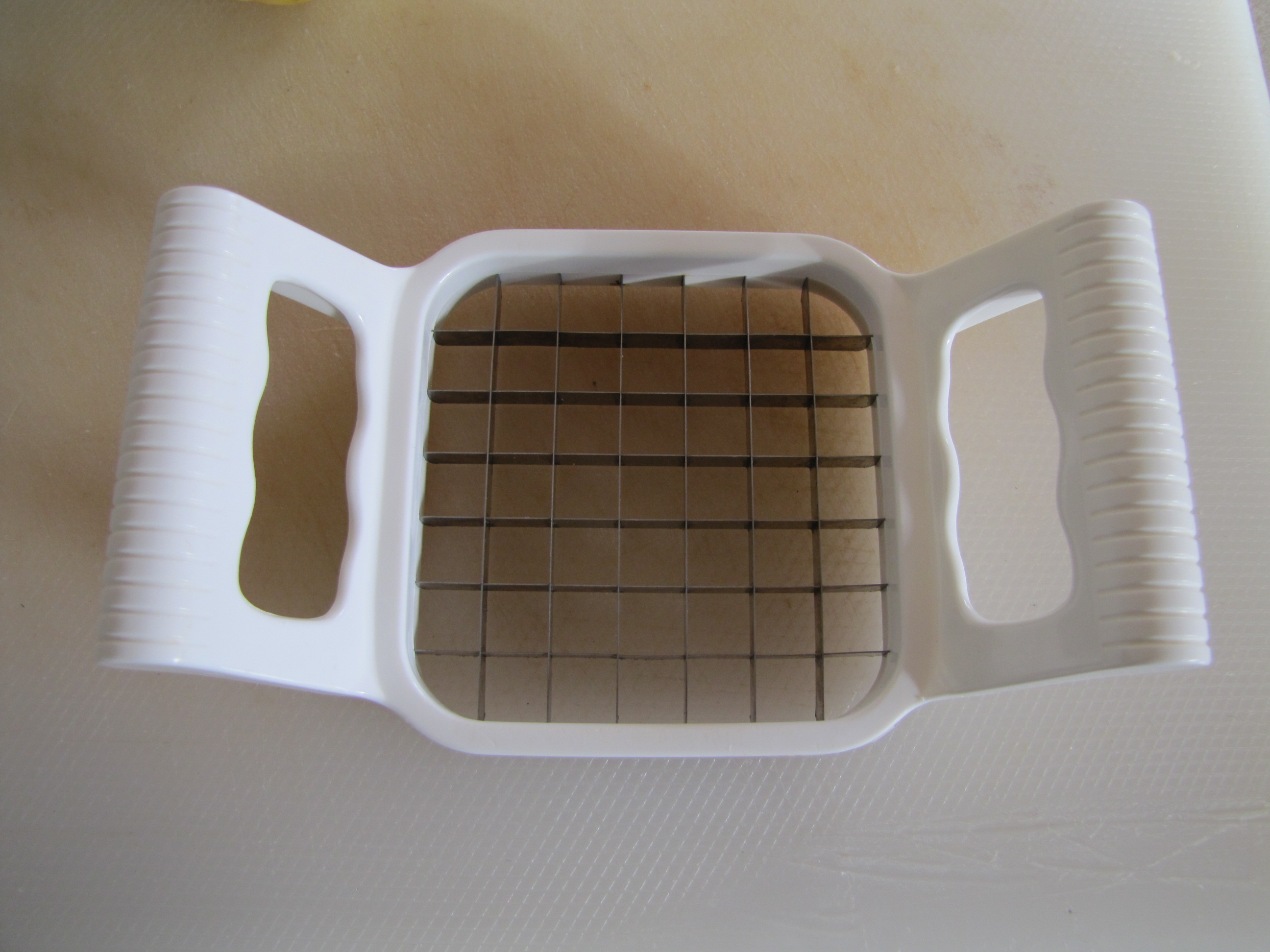
Grille à frites.
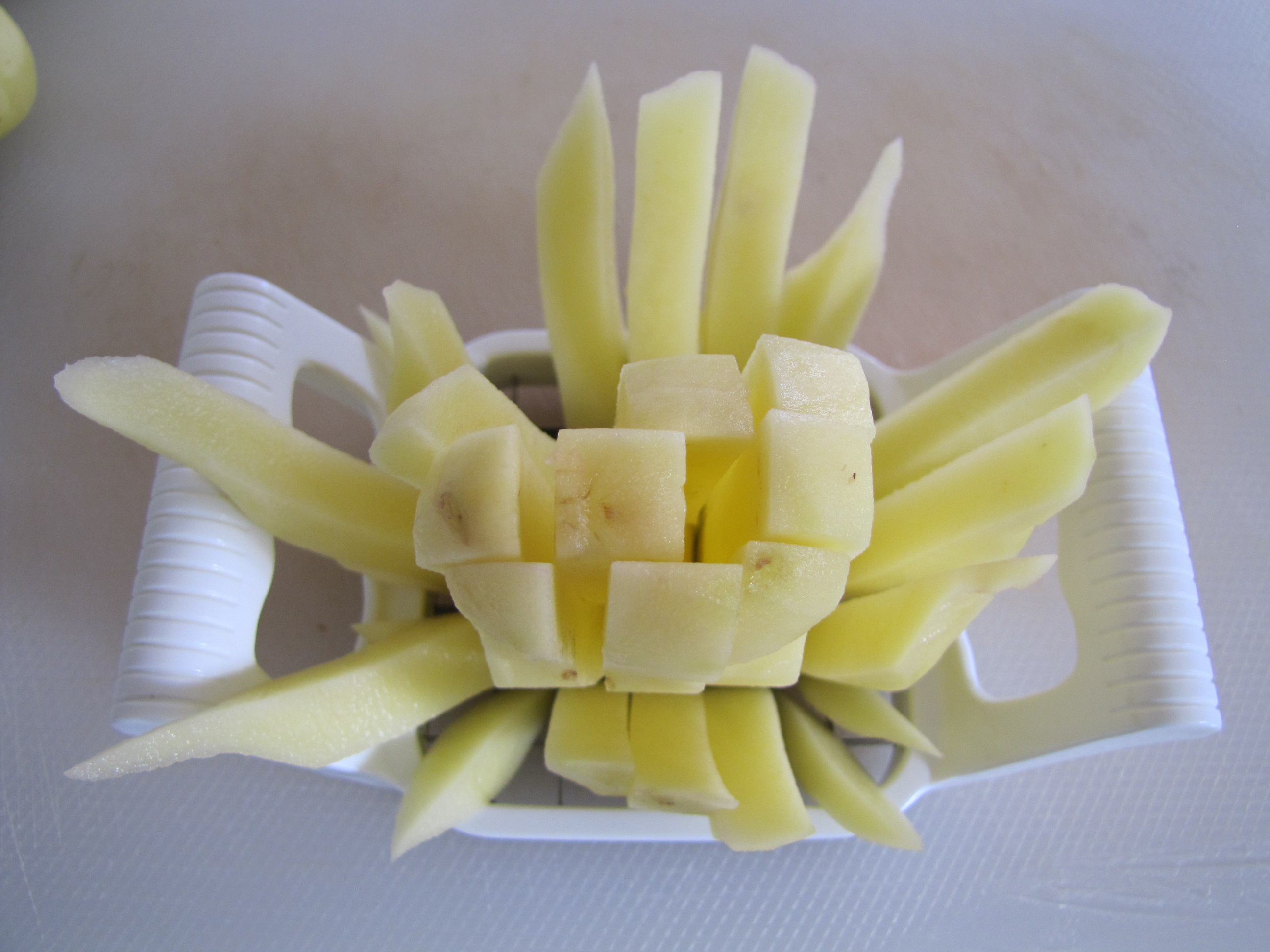
Frites.
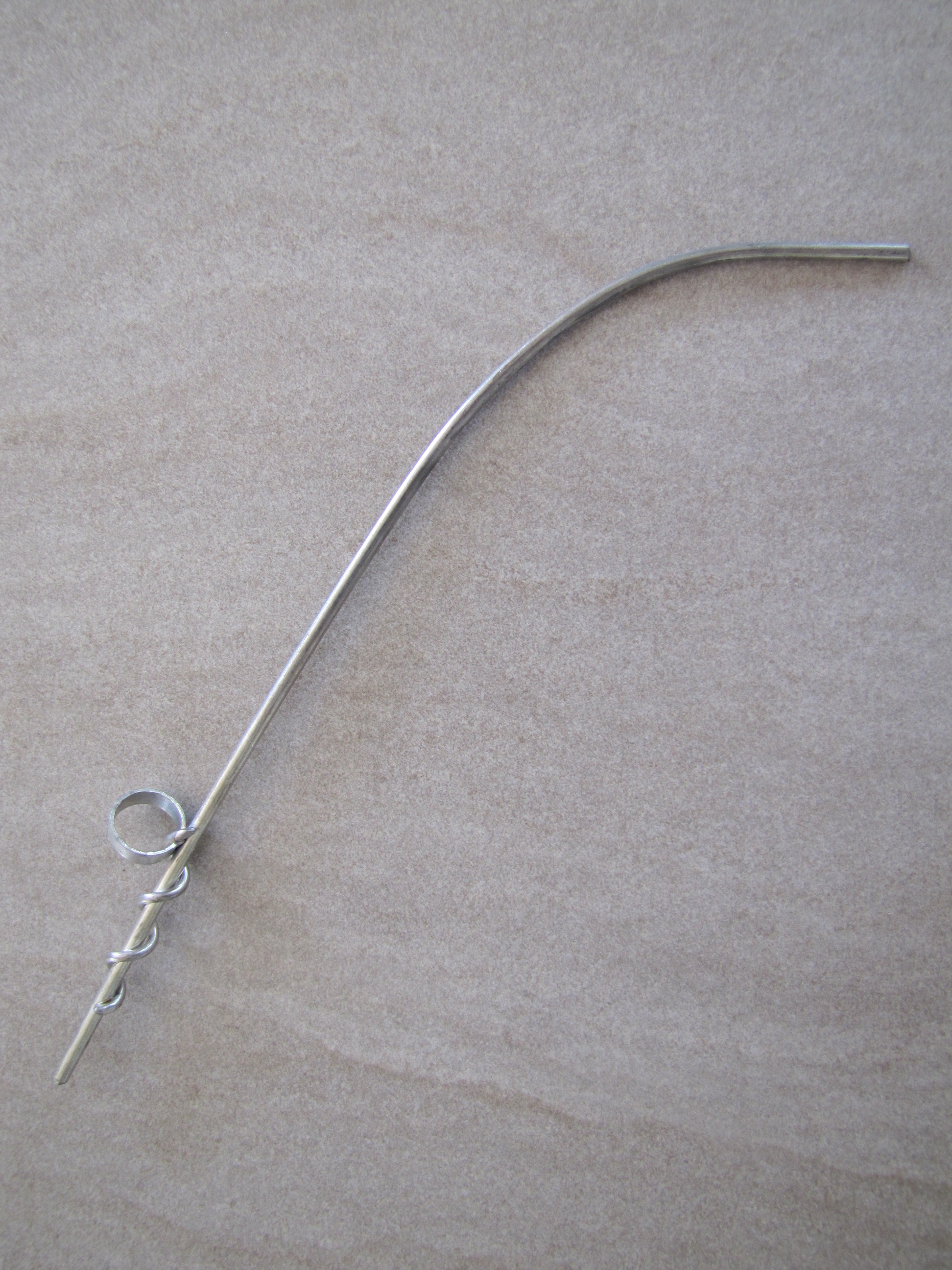
Bague à creuser les pommes de terre.
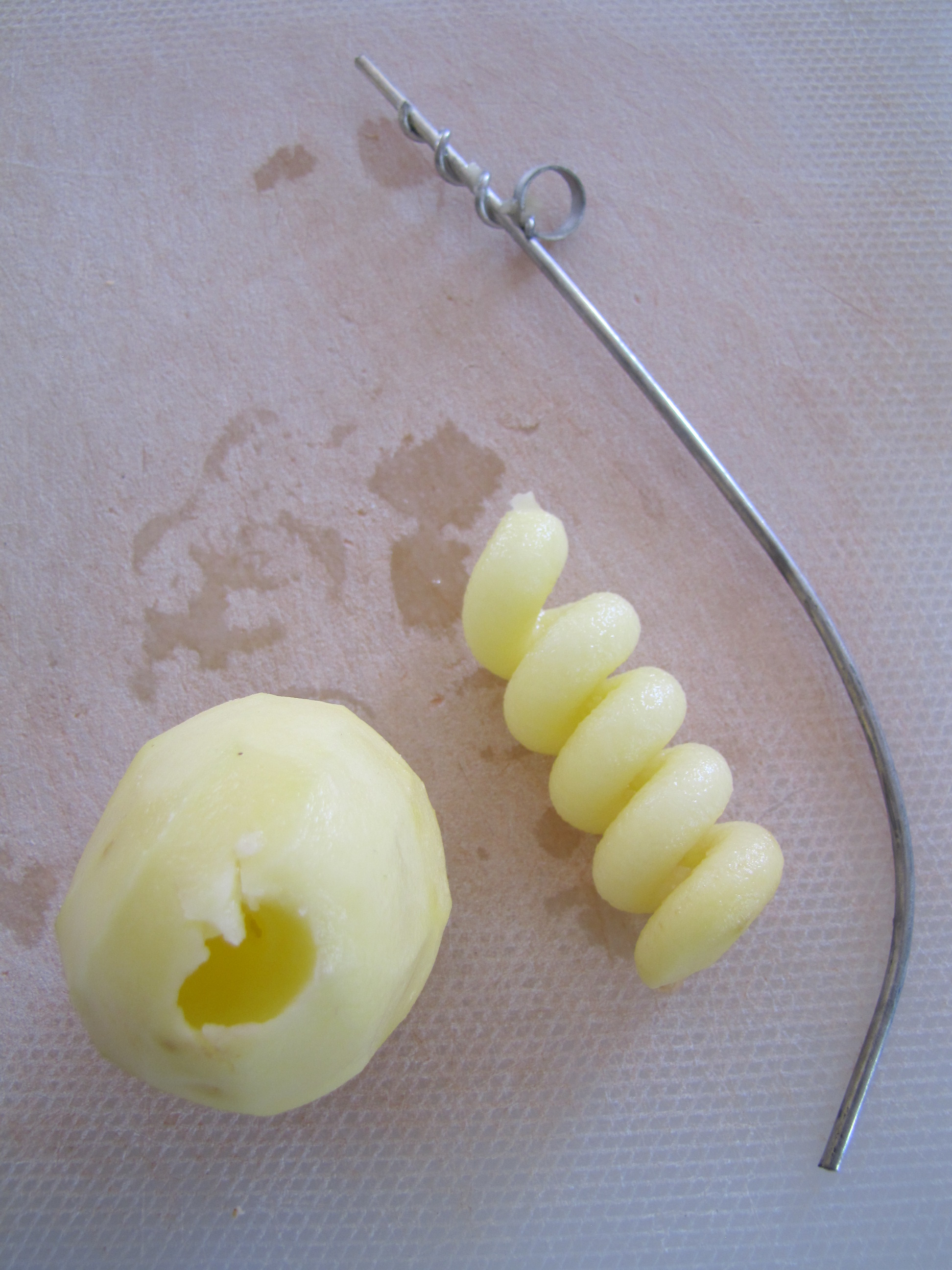
Pomme de terre creusée.
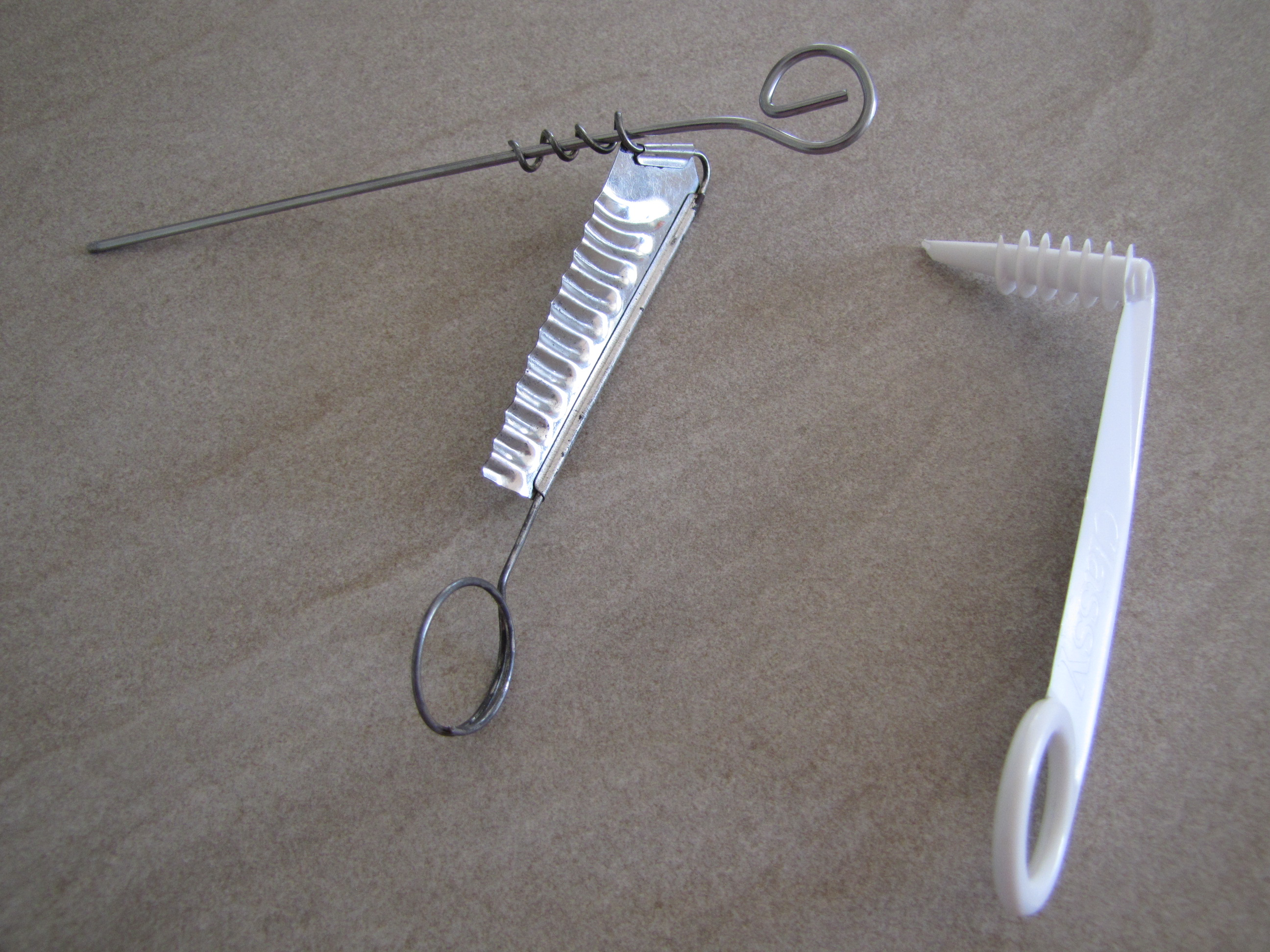
Spiraleurs, ancienne et nouvelle générations.
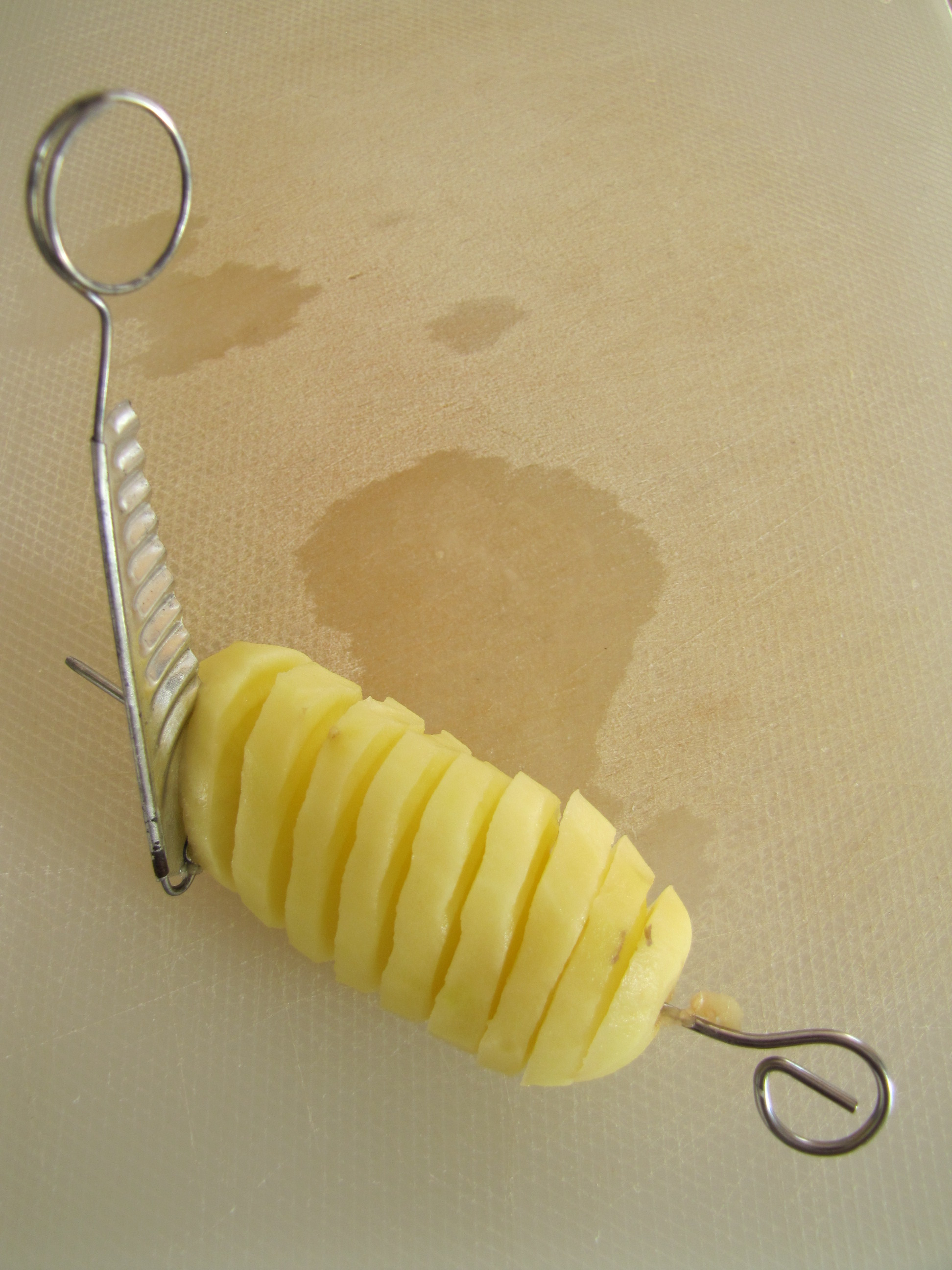
Pomme de terre en guirlande.

##### Principales recettes à base de pomme de terre

Plats à base de pommes de terre.

Les préparations à base de pommes de terre peuvent être servies à différents moments d’un repas et constituer soit un plat complet soit un accompagnement du plat principal. La frite est la préparation de pomme de terre la plus consommée au monde.
La pomme de terre, comme accompagnement d’un plat de viande ou de poisson, se sert sous des formes variées, frites, purée, en robe des champs, sautées, à la vapeur, etc.
Plusieurs plats célèbres combinent la pomme de terre avec des ingrédients complémentaires, viande hachée, fromage par exemple, pour former un plat complet comme le hachis parmentier. On peut citer également des spécialités telles que le gratin dauphinois, les röstis, l’aligot, le baeckeoffe, le goulash ou l’Irish stew (ragoût irlandais). La pomme de terre entre également dans la composition d’omelettes, ou de la tortilla espagnole.
Les pommes de terre se servent également en entrée, dans des potages, comme le potage parisien (pommes de terre et poireaux), des salades ou des hors-d'œuvre et même en dessert.

##### Plats régionaux

###### Amérique du Nord

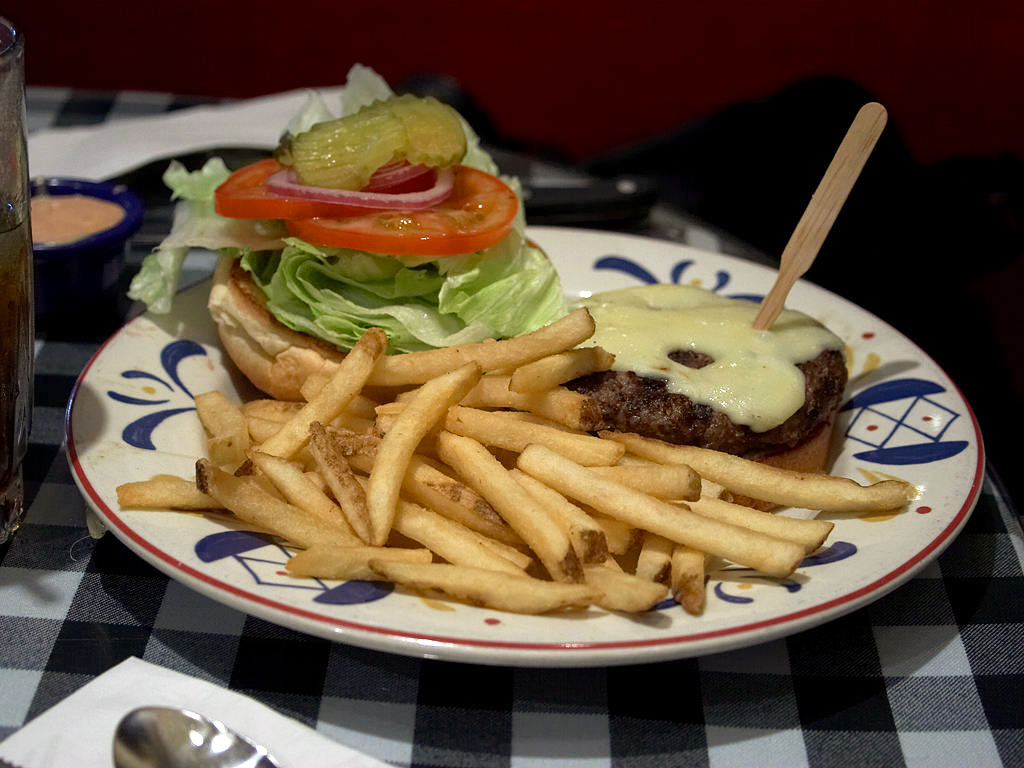
Frites servies en accompagnement d’un hamburger.

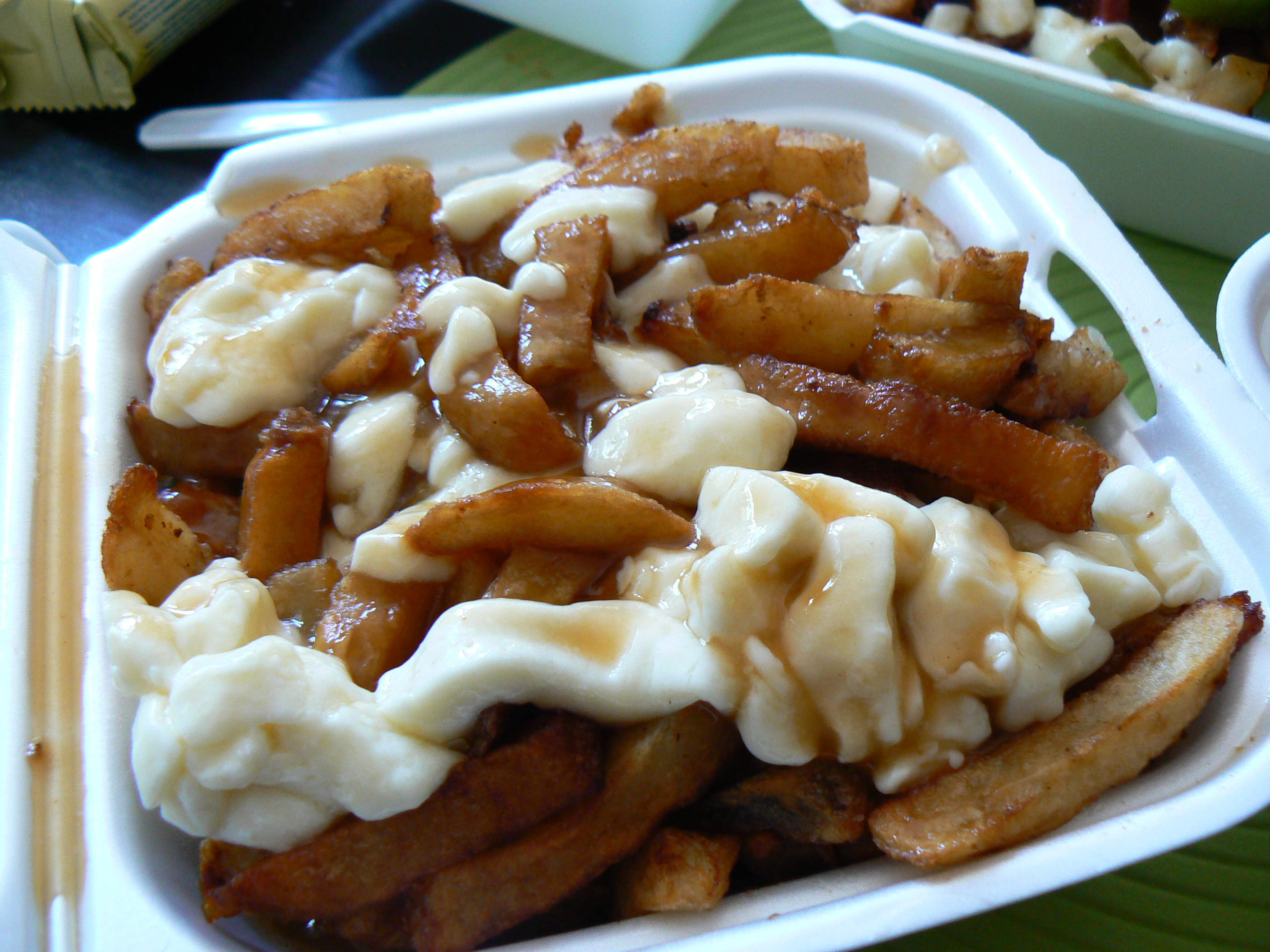
Poutine : pommes frites, fromage en grains et sauce.

Aux États-Unis, les pommes de terre sont l’un des légumes le plus largement consommés, avec une grande diversité dans les modes de préparation et d’assaisonnement. Les frites (french fries) et les pommes de terre rissolées (hash browns) sont couramment proposées dans les chaînes de restauration rapide et les cafétérias. Un des plats des plus populaires est fait de pommes de terre passées au four auxquelles on ajoute du cheddar (ou de la crème sure et de la ciboulette). Les mashed potatoes (une compote de patates non épluchées) sont le plat emblématique de la Nouvelle-Angleterre. Les salt potatoes, préparation du centre de l’État de New York, sont faites de pommes de terre nouvelles bouillies dans une eau saturée en sel et servies avec du beurre fondu. Dans les repas plus formels, il est d’usage courant de faire rôtir dans une poêle en fer de petites pommes de terre rouges, coupées en tranches.
La « poutine râpée » est un plat traditionnel du Nouveau-Brunswick. La poutine acadienne est une boule de pommes de terre râpées et écrasées, salée, parfois farcie de porc et bouillie. Le résultat est une boule moelleuse à peu près de la taille d’une balle de baseball. Elle se consomme assaisonnée de sel et poivre, ou bien de cassonade. Son origine est attribuée au Knödel allemand, apporté par les premiers colons allemands.
La poutine est quant à elle un plat copieux de pommes frites, avec du fromage en grains frais et une sauce chaude. Plat du Québec apparu dans les années 1950, la poutine s’est diffusée dans l’ensemble du Canada. Le pâté chinois, autre plat populaire du Québec, est préparé à partir de viande hachée (bœuf, veau) couverte de maïs (en crème et/ou en grains) puis de purée de pommes de terre.

###### Amérique du Sud

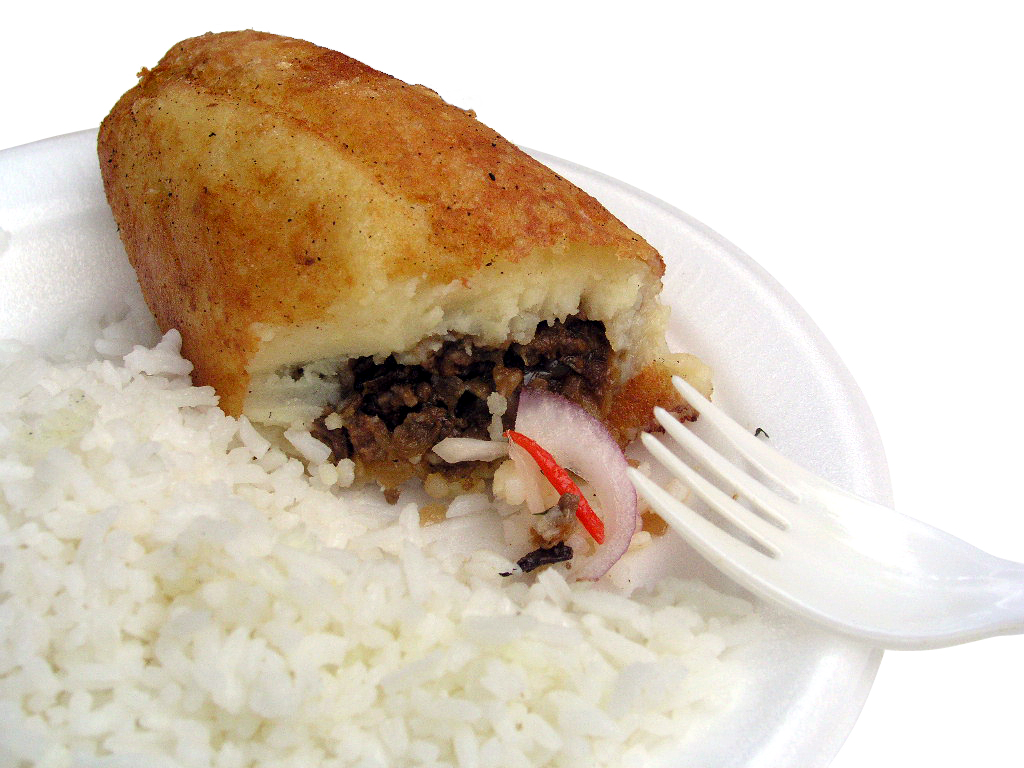
Papa rellena.

Au Pérou il existe plus de 3 000 variétés de pommes de terre : elle y est le principal ingrédient culinaire. Elle entre dans la composition de très nombreux plats comme la papa a la huancaina, la papa rellena, l’ocopa, la carapulcra, la causa et le cau cau. Frites, elles accompagnent des plats sautés comme le lomo saltado.
Le chuño est une pomme de terre « lyophilisée », produite traditionnellement par les communautés Quetchua et aymara du Pérou et de Bolivie, connue aussi en Argentine et au Chili. Dans l’archipel chilien de Chiloé, les pommes de terre sont à la base de plats comme les milcaos, chapaleles, curanto et chochoca. En Équateur, elles sont l'ingrédient principal du copieux locro de papas, une soupe épaisse de pommes de terre, courges et fromage.

###### Europe

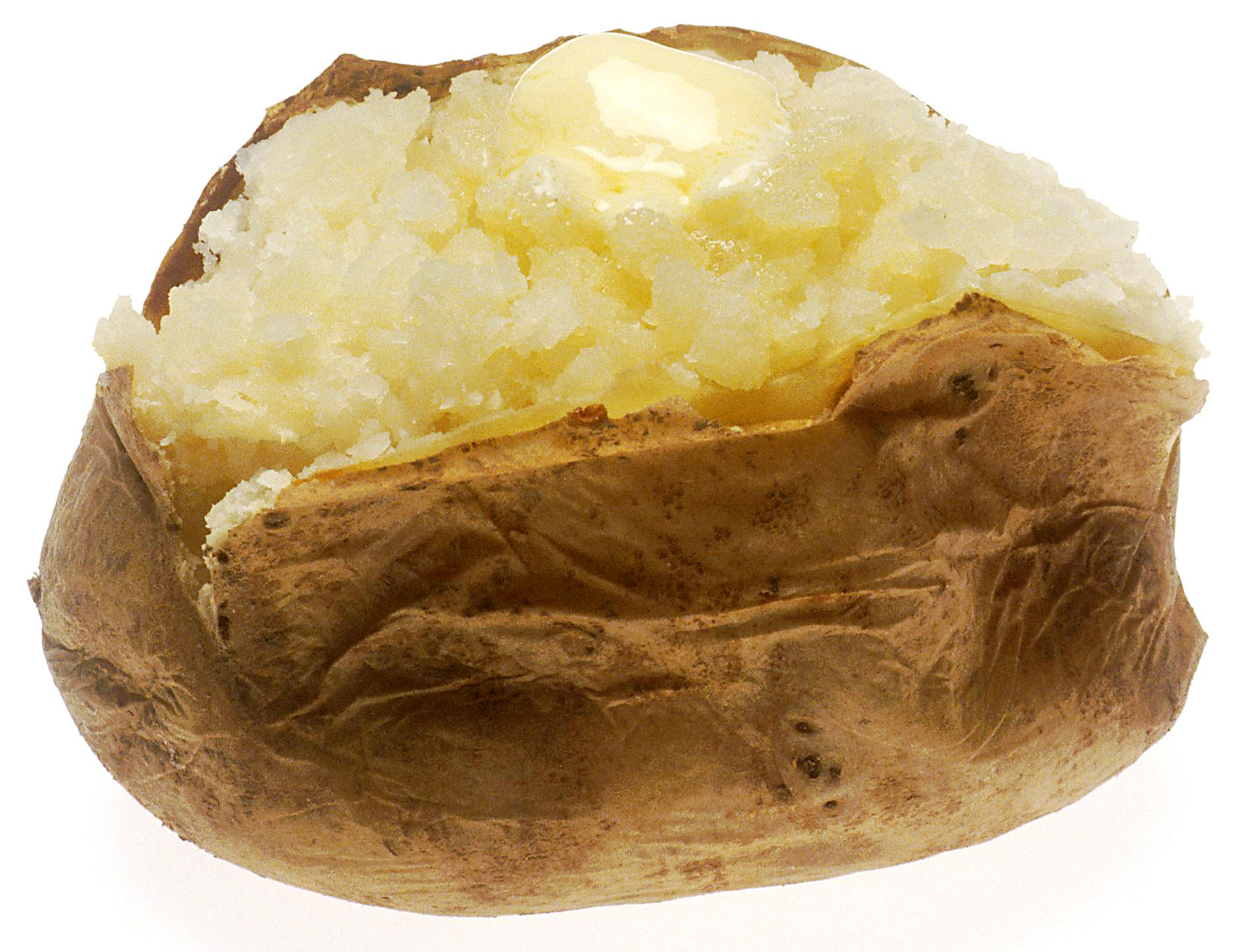
Pomme de terre au four servie avec du beurre.

- Dans les pays du nord et de l’est de l’Europe, en particulier en Scandinavie, Pologne, Russie, Biélorussie et Ukraine, les pommes de terre nouvellement récoltées sont considérées comme un mets particulièrement raffiné. Bouillies entières et servies avec de l’aneth, ces « pommes de terre nouvelles » sont consommées traditionnellement avec des harengs saurs. Les kugel et kugelis, gâteaux faits de pommes de terre râpées, font partie des cuisines populaires ashkénaze, lituanienne et biélorusse[138]. Le bryndzové halušky est le plat national slovaque. Il est fait d’une pâte de farine et de pommes de terre finement râpées. La pâte, une fois bouillie et mise en forme de quenelles, est mélangée avec divers ingrédients régionaux[139]. En Albanie, on consomme une soupe à la pomme de terre et au chou[réf. souhaitée].
- En Belgique, les pommes de terre sont préparées sous forme de frites, plat national, dans des plats comme le moules-frites, ainsi que sous toutes ses autres formes, notamment en purée ou en chips.
- Aux Pays-Bas, le stamppot, plat traditionnel, est une purée mélangée avec des légumes.
- En France, son utilisation la plus connue se fait sous forme de frites, dans des plats tels que les steak-frites (ou les moules-frites dans le Nord de la France). Le pâté de pommes de terre est un plat régional du centre de l'Allier et du Limousin. Le Truffiau de Graçay est un friand de pâte feuilletée dorée aux pommes de terre. La vichyssoise est une soupe à base de pommes de terre. De nombreuses autres utilisations sont présentes au sein de la cuisine française.
- Au Royaume-Uni, les pommes de terre frites font partie du traditionnel fish and chips (poisson-frites). Les pommes de terre rôties accompagnent généralement le rôti du dimanche. La purée est également un ingrédient de plats traditionnels comme le cottage pie, le bubble and squeak, les bangers and mash et accompagne la panse de brebis farcie. Le tattie scone est un plat populaire écossais contenant des pommes de terre. Les pommes de terre nouvelles, habituellement cuites à la menthe et servies avec un peu de beurre fondu, sont appréciées, les plus prisées étant les Jersey Royal qui bénéficient d’une AOP.
- En Irlande, le colcannon est un plat traditionnel préparé avec de la purée, du chou râpé et des oignons. Les crêpes boxty, faites de pommes de terre râpées, lavées pour éliminer l’amidon et mélangées avec de la farine, du babeurre et de la levure, sont consommées dans tout le pays, particulièrement en Irlande du Nord et à l'étranger par la diaspora irlandaise. Une variante anglaise consommée dans le Lancashire, surtout à Liverpool, est préparée à partir pommes de terre en purée. L’Irish stew (ragoût d'agneau) est également servi avec des pommes de terre.
- Dans le nord de l’Italie, particulièrement dans la région du Frioul, les pommes de terre entrent dans la préparation des gnocchis[140].
- En Bavière et au Luxembourg, réduites en purée ou sous forme de farine, on s'en sert pour préparer les knödels ou quenelles accompagnant les plats de viandes.
- Les papas arrugadas (pommes de terre ridées des Canaries) sont un plat traditionnel des îles Canaries. La tortilla de patatas et les patatas bravas (plat de pommes de terre frites dans une sauce tomate épicée) entrent dans la préparation des tapas espagnoles.

### Alimentation animale
Environ 12 % des tubercules de pommes de terre servent à nourrir les animaux. En 2007, le volume utilisé en alimentation animale au niveau mondial était estimé à 39,2 millions de tonnes sur un total disponible de 324 millions de tonnes.
Cette utilisation est très contrastée selon les régions du monde. Les principaux pays concernés sont la Russie (8,6 Mt et 23 % des disponibilités) et les pays voisins d’Europe de l’Est : Ukraine (7,9 Mt, 41 %), Biélorussie (4,9 Mt, 59 %), Pologne (4 Mt, 33 %), ainsi que la Chine (7 Mt, 11 %). Elle est en revanche très faible dans les Amériques (1 % des disponibilités) et nulle en Inde.
Les pommes de terre sont pour les animaux un aliment appétent, en particulier pour les bovins, de bonne valeur énergétique, mais qui se caractérise aussi par sa grande richesse en eau (environ 80 %), sa faible valeur protéique et sa teneur insuffisante en fibres et en certains éléments minéraux. Un kilogramme de matière sèche (constituée à 70 % d’amidon) apporte, en unités fourragères (UF), environ 1,2 UFL (vaches laitières) ou UFV (bovins à viande) et 1 UFC (chevaux), valeur comparable à celle des céréales.
La forte teneur en eau (il faut 4 à 4,5 kg de pomme de terre pour remplacer un kilogramme de céréales) limite leur emploi dans la ration, les rations trop humides entraînant une baisse de performance. Elle se traduit aussi par des contraintes logistiques : coûts de transport plus élevés, coûts de conservation que ce soit par temps chaud ou en cas de gel.
Leur digestibilité est variable. Les tubercules crus, entiers ou coupés, conviennent bien aux ruminants et aux chevaux, qui sont capables de les digérer. Toutefois, la digestibilité relativement faible de la fécule crue peut entraîner des troubles digestifs chez les ruminants qui consomment trop de pommes de terre. Il convient de veiller à distribuer les pommes de terre au niveau du sol ou dans des mangeoires basses pour limiter les risques d’étouffement.
Les pommes de terre données à certains animaux monogastriques (porcs et volailles) doivent être cuites pour rendre l’amidon digestible. Les difficultés d’utilisation des pommes de terre crues sont liées à leur relative inappétence, pour les porcs notamment, à la présence d’inhibiteurs d'enzymes protéolytiques dans le tubercule cru et à la structure cristalline des grains d’amidon qui résiste plus ou moins aux enzymes digestives.
Les quantités de pommes de terre destinées à l’alimentation animale sont variables en fonction des disponibilités et des cours. Quand les cours sont bas la consommation est importante. Certains pays l’utilisent beaucoup en alimentation animale, ainsi la Pologne où une pomme de terre sur trois est produite pour être consommée par les animaux. Dans les régions, comme le Nord de l’Europe, où existe une forte industrie de transformation de la pomme de terre, certains coproduits, sont recyclés dans l’alimentation du bétail. Outre les pommes de terre de rebut, il peut s’agir de produits crus : pulpes de féculerie, à l’état humide ou déshydraté, screenings (écarts de tri de frites), amidon cru issu de centrifugation, ou cuits : pelure-vapeur et purée-pelure, issues de la pelure des tubercules à la vapeur, purée-raclée récupérée en fin de chaîne de déshydratation. La valeur énergétique de ces produits varie de 0,9 à 1 UF/kg de matière sèche.

### Transformation industrielle

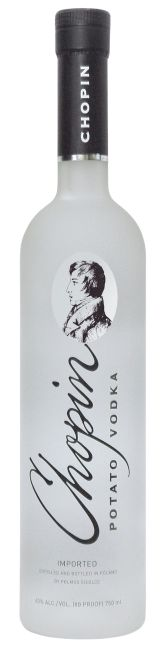
Vodka de pommes de terre.

#### Produits transformés
Dans les régions de grande production, comme le Nord-Pas-de-Calais et la Picardie en France, la pomme de terre a fait naître une importante industrie de transformation industrielle, qui produit notamment des frites, des chips, des flocons déshydratés, des préparations surgelées…

#### Industrie de la fécule
L’amidon de pomme de terre, appelé aussi fécule, a de nombreuses utilisations. Dans l’alimentation, il peut remplacer la farine, être employé comme épaississant dans les sauces. On l’utilise aussi dans la pâtisserie industrielle et la confection des biscottes.
Mais c’est dans l’industrie non alimentaire que se trouvent la plupart des débouchés : il entre dans la composition de certains médicaments, dans celle du rouge à lèvres ou des couches pour bébés, dans la papeterie, le textile, le contreplaqué. Traité par eau chaude, l’amidon est appelé empois et entre dans la confection du caoutchouc ou dans le glaçage du papier photo.
L’empesage des cols ou poignets de chemises est un usage disparu. De même, l’amidon est moins utilisé qu’autrefois dans la fabrication de colles.
Depuis 2007, on peut utiliser la fécule de pomme de terre afin de produire des matières plastiques biodégradables, ainsi qu’un produit de lutte contre les feux de forêts, le gel-feu.

#### Distillation
L’amidon de la pomme de terre peut être facilement hydrolysé en glucose, à partir duquel on peut produire de l’éthanol après fermentation et distillation.
À partir du XVIe siècle, l’alcool de pomme de terre a servi à confectionner la vodka ou l’aquavit. Cet usage s’est particulièrement développé en Pologne au XIXe siècle, lorsque le prix des céréales très demandées à l’exportation était élevé. En Irlande, la pomme de terre est à la base d’une eau-de-vie traditionnelle appelée poteen ou poitín qui bénéficie d’une IGP dans le cadre européen.
L’alcoolisme engendré par la surconsommation d’eau-de-vie de pomme de terre de basse qualité fut à l’origine de la première législation sur l’alcool édictée en Suisse en 1887.
Plus récemment on a envisagé la production d’éthanol comme biocarburant utilisable en addition dans l’essence ou le gazole. Sur la base d’un rendement de 40 tonnes à l’hectare une production d’éthanol de 50 hl/ha serait possible, mais le coût en serait prohibitif.

### Utilisation médicinale et croyances
En 1748, le Parlement de Paris interdit par la loi la culture de la pomme de terre, la considérant néfaste pour la santé car faisant partie de la famille des solanacées tels la belladone, la mandragore, la tomate… et aussi car sa peau se lève et craquelle au feu similairement à la lèpre.
Avant d'être une plante médicinale, elle est alimentairement bénéfique pour la santé ; outre l’apport de vitamine C utile pour la prévention du scorbut, qu’elle aurait contribué à faire reculer en Europe au XIXe siècle, elle constitue un aliment de « lest » qui facilite le transit intestinal.
Elle a aussi des propriétés cicatrisantes, utiles contre les ulcères intestinaux.
La fécule de pomme de terre est un topique émollient, utilisé, comme la pomme de terre râpée, en cataplasmes contre les brûlures, engelures, gerçures, etc.

Le jus de pomme de terre est émollient, calmant, cicatrisant des muqueuses digestives et diurétique.
Selon Pierre Lieutaghi, la pomme de terre a été largement employée en médecine populaire dès le XIXe siècle, notamment en Provence, pour ses propriétés émollientes et adoucissantes contre divers maux : brûlures, panaris, mains abîmées… On utilisait à cet effet une pomme de terre coupée en deux, de la pomme de terre râpée ou de la pulpe de pomme de terre bouillie. Cet usage a perduré au moins jusqu'au début du XXe siècle en France : selon une étude ethnobotanique publiée en 1984 à propos des usages traditionnels de plantes à Bagnes « sur les brûlures, on met un cataplasme de pommes-de-terre crues râpées et d'huile de millepertuis ; un emplâtre de pommes-de-terre chaudes (cuites puis écrasées) mis sur le dos ou la poitrine « tire le froid » (idem avec le son, qui a l'avantage de refroidir moins vite) ».
Ce tubercule peut aussi être le support de « magie thérapeutique ». Selon certaines croyances, une pomme de terre conservée dans la poche, jusqu’à ce qu'elle devienne desséchée et dure, peut éloigner le mal, notamment les rhumatismes.
Constituée essentiellement d’amidon, la pomme de terre a un faible pouvoir cariogène.
Selon une étude en 2011, la consommation de pommes de terre peut contribuer à lutter contre l’hypertension chez les personnes en surpoids. Cet effet serait dû à la présence dans le tubercule d’inhibiteurs de l’enzyme de conversion de l’angiotensine.

### Autres

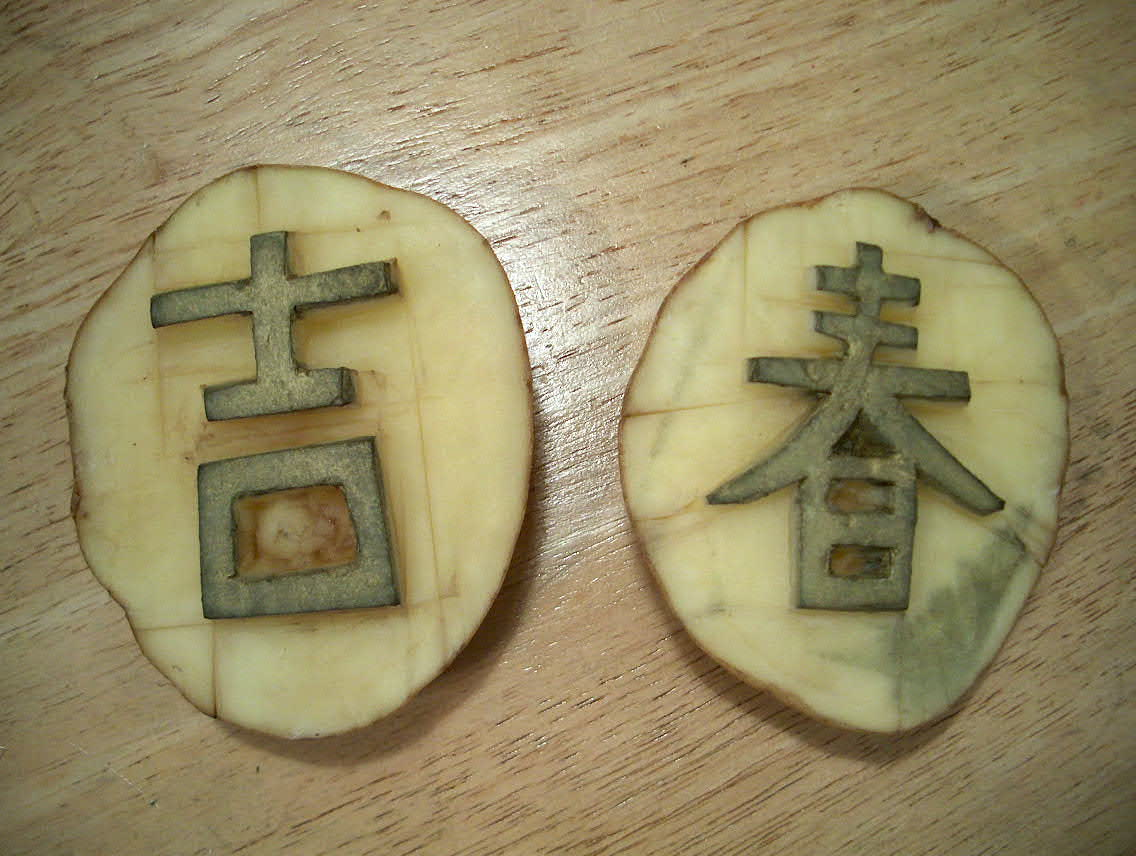
Gravure de caractères chinois sur pommes de terre.

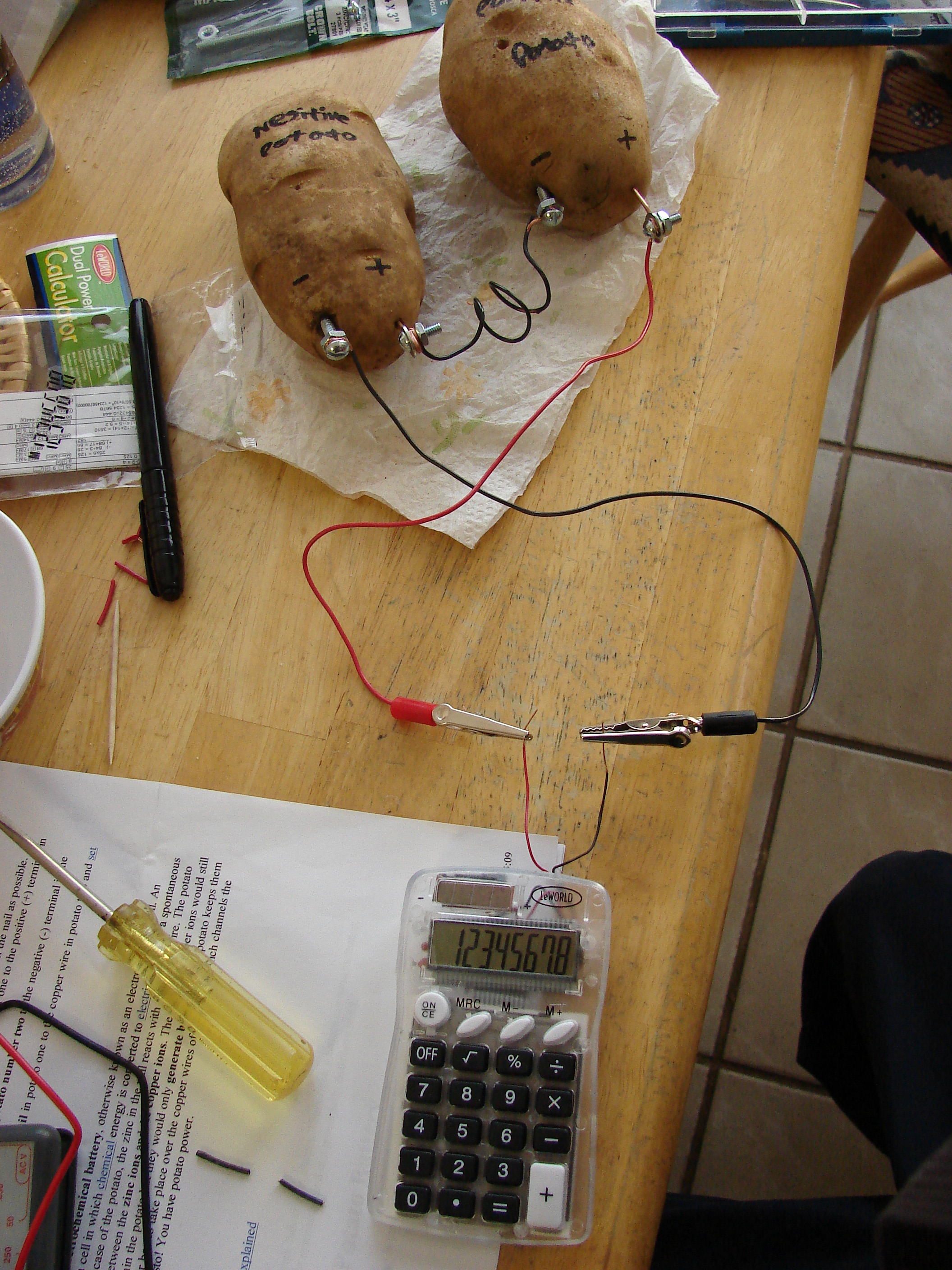
Pile constituée de deux tubercules en série.

Au Pérou, la pulpe de la papa morada nativa (pomme de terre violette indigène) est à la base d’une crème cosmétique pour le visage. Destinée à atténuer les rides, cette crème est commercialisée localement sous la marque Mishki.
La patatogravure est une activité manuelle, généralement pour de jeunes enfants, qui consiste à sculpter dans des pommes de terre coupées en deux des motifs variés, souvent des formes géométriques, afin de s’en servir comme tampons, une fois trempées dans de la peinture ou de l’encre.
Brevetée en 1903, la plaque autochrome, premier procédé de photographie en couleur inventé par Louis Lumière, utilise pour capter la lumière des grains de fécule de pomme de terre teintés.
Selon Alexandre Dumas (Le grand dictionnaire de cuisine) les feuilles de pommes de terre séchées peuvent fournir un excellent succédané de tabac.
On peut utiliser la pomme de terre à des fins domestiques, par exemple pour préparer de la colle, à base de pommes de terre bouillies dans l’eau, additionnées de poudre d’alun, ou pour nettoyer vitres et glaces pour ôter les traces de doigts à l’aide d’une tranche de pomme de terre, avant de rincer les surfaces à l’eau.
Il est possible de produire de l’électricité avec une pomme de terre comme avec d’autres végétaux, le citron par exemple, en y insérant deux électrodes, l’une en zinc et l’autre en cuivre, la chair de la pomme de terre faisant office d’électrolyte. L'énergie ne vient pas de la pomme de terre, mais des métaux qui se dégradent en ions. Des chercheurs de l’université hébraïque de Jérusalem ont découvert qu’il était possible d’améliorer l’efficacité de cette pile électrique naturelle et bon marché en utilisant des pommes de terre bouillies.

## Économie

### Production

#### Dans le monde
Les pommes de terre sont cultivées dans plus de 150 pays, principalement dans l’hémisphère nord. La distribution de cette culture s’étire en latitude de 45° S à 65° N et marque deux pics, le plus important dans les zones tempérées situées entre 45 et 57° N, qui incluent l’Allemagne, la Pologne l’Ukraine et la Russie, et le deuxième dans les zones subtropicales situées entre 23 et 34 ° N, qui comprennent en particulier le bassin indo-gangétique.
En 2014, la production mondiale de pommes de terre est estimée à 385 millions de tonnes, pour une surface cultivée de 18,8 millions d’hectares, soit un rendement moyen de 20,51 tonnes/hectare (t/ha). Ce chiffre n’inclut pas les plants (semences) qui représentent 30,8 millions de tonnes (Mt), soit environ 10 % du total. Cette culture s’inscrit à la cinquième place (en tonnage) des productions agricoles au niveau mondial, après la canne à sucre, le maïs, le riz et le blé et devant la betterave à sucre. C’est la plus importante dicotylédone alimentaire.
Une comparaison par continent montre que l’Asie 49 % et l’Europe 31,8 % concentrent 81 % de la production totale contre 11,1 % pour les Amériques, 7,6 % pour l’Afrique et 0,5 % pour l’Océanie.
Le rendement moyen le plus élevé est obtenu en Océanie avec 41.13 t/ha contre 26.64 t/ha dans les Amériques, 21.84 t/ha en Europe, 18.93 t/ha en Asie et 14.87 t/ha en Afrique.
La liste des vingt premiers pays producteurs en 2014 est donnée dans le tableau ci-après avec les surfaces cultivées et les rendements moyens (source FAOSTAT).

Répartition des surfaces cultivées par continent.

La pomme de terre, cinquième produit agricole au niveau mondial.

| Année 2019 | Année 2019  | Surface cultivée (en hectares) | Rendement (tonnes par hectare) | Production (en tonnes) | % monde |
| ---------- | ----------- | ------------------------------ | ------------------------------ | ---------------------- | ------- |
| 1          | Chine       | 4 914 747                      | 18,6950                        | 91 881 397             | 24,80 % |
| 2          | Inde        | 2 173 000                      | 23,0971                        | 50 190 000             | 12,54 % |
| 3          | Russie      | 1 238 575                      | 17,8228                        | 22 074 874             | 5,96 %  |
| 4          | Ukraine     | 1 308 800                      | 15,4869                        | 20 269 190             | 5,47 %  |
| 5          | États-Unis  | 381 290                        | 50,3081                        | 19 181 970             | 5,18 %  |
| 6          | Allemagne   | 271 600                        | 39,0361                        | 10 602 200             | 2,86 %  |
| 7          | Bangladesh  | 468 395                        | 20,6131                        | 9 655 082              | 2,61 %  |
| 8          | France      | 207 160                        | 41,3227                        | 8 560 410              | 2,31 %  |
| 9          | Pays-Bas    | 165 730                        | 42,0034                        | 6 961 230              | 1,88 %  |
| 10         | Pologne     | 302 480                        | 21,4283                        | 6 481 620              | 1,75 %  |
| 11         | Biélorussie | 266 624                        | 22,8985                        | 6 105 294              | 1,65 %  |
| 12         | Canada      | 138 339                        | 39,1049                        | 5 409 739              | 1,46 %  |
| 13         | Pérou       | 329 980                        | 16,1557                        | 5 331 063              | 1,44 %  |
| 14         | Royaume-Uni | 144 000                        | 36,4722                        | 5 252 000              | 1,42 %  |
| 15         | Égypte      | 175 161                        | 28,9926                        | 5 078 374              | 1,37 %  |
| 16         | Algérie     | 157 864                        | 31,8011                        | 5 020 249              | 1,36 %  |
| 17         | Turquie     | 140 766                        | 35,3766                        | 4 979 824              | 1,34 %  |
| 18         | Belgique    | 98 190                         | 41,0136                        | 4 027 620              | 1,09 %  |
|            | Total monde | 17 340 986                     | 21,3619                        | 370 436 581            | 100 %   |

#### En France
| Auvergne-Rhône-Alpes                     | 609,4    |
| Bourgogne-Franche-Comté                  | 278,2    |
| Bretagne                                 | 4 491,0  |
| Centre-Val de Loire                      | 6 629,8  |
| Corse                                    | 4,3      |
| Grand Est                                | 9 920,9  |
| Hauts-de-France                          | 52 561,3 |
| Île-de-France                            | 2 416,5  |
| Normandie                                | 7 733,5  |
| Nouvelle-Aquitaine                       | 1 233,9  |
| Occitanie                                | 296,0    |
| Pays de la Loire                         | 391,7    |
| Provence-Alpes-Côte d'Azur               | 331,7    |
| France métropolitaine hors Île-de-France | 84 481,6 |
| France métropolitaine                    | 86 898,1 |

### Commerce international
En 2007, les exportations de pommes de terre ont porté au niveau mondial sur 15,5 millions de tonnes dont 5 (32,3 %) sous forme de surgelés. Cela représente une faible part (5 %) de la production mondiale, ce qui résulte notamment de coûts de transport élevés (produit périssable, à forte teneur en eau, coûts de réfrigération), mais aussi des normes sanitaires et techniques et de politiques restrictives des pays importateurs. En outre les exportations de farine de pomme de terre ont représenté la même année 0,4 million de tonnes.
L’essentiel du commerce international de la pomme de terre se réalise dans l’Union européenne. Les quatre premiers pays exportateurs, Pays-Bas, France, Allemagne et Belgique, ont réalisé plus de la moitié des exportations totales de pomme de terre fraiches (54,7 %). Ces pays figurent également parmi les dix premiers pays importateurs. Au sein de l’Union européenne, Le Rucip (règles et usages du commerce intereuropéen des pommes de terre), créé en 1956, s’applique à tous les échanges entre professionnels.
Pour les pommes de terre de conservation (hors semences, primeurs et produits transformés), la France est le premier exportateur mondial avec 1,99 million de tonnes pour une valeur de 685 millions de dollars, devant les Pays-Bas (1,94 Mt), l'Allemagne (1,60 Mt) et la Belgique (0,90 Mt)(Faostat 2011), ce qui lui permet d'être très largement en excédent commercial (années 2009-2011).
Pour les pommes de terre surgelées, les principaux pays exportateurs sont dans l'ordre la Belgique (1,44 Mt), les Pays-Bas (1,43 Mt), le Canada (0,98 Mt) et les États-Unis (0,88 Mt), les Pays-Bas étant les premiers en valeur (1,46 million de dollars).

### Consommation
En 2005, les disponibilités en pommes de terre pour l’alimentation humaine étaient évaluées par l'Organisation des Nations unies pour l'alimentation et l'agriculture à 214 millions de tonnes, soit 33,3 kg par habitant et par an, ou bien 91,2 g, soit 62 kcal, par personne et par jour.
| Année 2003  | Consommation totale (milliers de tonnes par an) | Consommation per capita (kg / personne / an) |
| ----------- | ----------------------------------------------- | -------------------------------------------- |
| Chine       | 46 168                                          | 35                                           |
| États-Unis  | 18 731                                          | 63                                           |
| Inde        | 0 18 442                                        | 17                                           |
| Russie      | 0 17 997                                        | 125                                          |
| Royaume-Uni | 0 7 185                                         | 120                                          |
| Ukraine     | 0 6 810                                         | 140                                          |
| Allemagne   | 0 5 947                                         | 72                                           |
| Pologne     | 0 5 022                                         | 0130                                         |
| Turquie     | 0 4 204                                         | 058                                          |
| France      | 0 3 896                                         | 64                                           |
| Espagne     | 0 3 227                                         | 078                                          |
| Iran        | 0 3 175                                         | 46                                           |
| Japon       | 0 2 845                                         | 22                                           |
| Canada      | 0 2 817                                         | 89                                           |
| Bangladesh  | 0 2 781                                         | 18                                           |
| Brésil      | 0 2 697                                         | 15                                           |
| Italie      | 0 2 350                                         | 40                                           |
| Roumanie    | 0 2 146                                         | 96                                           |
| Colombie    | 0 2 064                                         | 46                                           |
| Pérou       | 0 1 959                                         | 72                                           |

### Principales entreprises de l'industrie de la pomme de terre
- Produits de transformation de la pomme de terre (frites surgelées, chips, flocons, farines, etc.)
  - Aviko (Pays-Bas)
  - Lutosa (Belgique)
  - McCain (Canada)

Le marché des chips est dominé par la société américaine Frito-Lay (filiale du groupe Pepsico) qui exploite 67 usines réparties dans 27 pays et transforme annuellement 4 millions de tonnes de pommes de terre. Sa part de marché est d’environ 50 % au niveau mondial.

#### Féculerie
La fécule de pomme de terre est historiquement la première forme de production industrielle de l’amidon, mais est maintenant dépassée par l’amidon de céréales, principalement de maïs. Dans l’Union européenne, la fécule de pomme de terre ne représente plus que 16 % de l’amidon produit contre 47 et 37 % pour les amidons de maïs et de blé respectivement.
Ce secteur industriel s’est fortement concentré, l’essentiel de la production européenne est assuré par quelques groupes : Agrana Stärke (Autriche), AKV Langholt (Danemark), Avebe (Pays-Bas), Emsland Stärke (Allemagne), Kartoffelmelcentralen (Danemark), Roquette (France), Skrobarny Pelhrimov (République tchèque), Südstärke (Allemagne), Lyckeby Stärkelsen (Suède), Wielkopolskie Przedsiebiorstwo Przemyslu Ziemniaczanego (Pologne).

### Politique agricole commune
| Pays membre        | tonnes  |
| ------------------ | ------- |
| Allemagne          | 656 298 |
| Autriche           | 47 691  |
| Danemark           | 168 215 |
| Estonie            | 250     |
| Espagne            | 1 943   |
| France             | 265 354 |
| Finlande           | 53 178  |
| Lettonie           | 5 778   |
| Lituanie           | 1 211   |
| Pays-Bas           | 507 403 |
| Pologne            | 144 985 |
| République tchèque | 33 660  |
| Slovaquie          | 729     |
| Suède              | 62 066  |

Dans l’Union européenne, seule la pomme de terre féculière est réglementée par la Politique agricole commune (PAC) dans le cadre d’une organisation commune de marché (OCM), qui garantit aux producteurs un prix minimum à la tonne. Cette OCM est liée à celle des céréales, la fécule de pomme de terre étant directement en concurrence avec l’amidon de maïs et de blé. Lors de la réforme de la PAC de 1992, un contingentement par pays producteur a été instauré. Le contingent global, égal à 1 952 000 tonnes en 1994, se répartissait entre cinq pays (Allemagne, Danemark, Espagne, France, Pays-Bas). Il a été révisé en 2004 à la suite de l’élargissement de l’Union européenne et porté à 1 948 761 tonnes. La réglementation impose la conclusion d’un « contrat de culture » entre l’agriculteur et la féculerie. Le prix payé aux agriculteurs varie selon la teneur en fécule des tubercules (qui ne doit pas être inférieure à 13 %), évaluée par la mesure de la densité (mesure d’un poids sous l’eau valable pour 5 050 grammes de pommes de terre fournies). Pour les campagnes 2008-2009 à 2011-2012, le prix minimal à verser aux agriculteurs est fixé à 178,31 euros par quantité de pommes de terre nécessaires à la fabrication d’une tonne de fécule (soit 35,66 euros pour une tonne de pommes de terre d’une teneur en fécule de 17 %), tandis que le montant de la prime à la tonne de fécule produite (versée à la féculerie) est fixé à 22,25 euros.

## Promotion internationale

### Année de la pomme de terre
L'année 2008 a été déclarée « Année internationale de la pomme de terre » par l'ONU, pour sensibiliser le monde entier sur le rôle de ce légume et promouvoir sa mise en œuvre.
En 2009, l'Organisation des Nations unies pour l'alimentation et l'agriculture publie un compte-rendu de l'action de 2008, des chiffres concernant la culture de la pomme de terre et des perspectives sur sa promotion comme aliment pour lutter contre la pauvreté dans le monde.

### Journée internationale de la pomme de terre
Le 8 décembre 2023, l’Assemblée générale des Nations-Unies adopte une résolution proclamant le 30 mai « Journée internationale de la pomme de terre ».
L'idée d'une Journée internationale de la pomme de terre est une initiative du gouvernement péruvien, une proposition adoptée par la FAO en juillet 2023.
Victor Garcia Toma, le représentant permanent du Pérou à l'ONU, souligne que cette initiative aidera à lutter contre la famine mais permettra également d’encourager le développement agricole, la sécurité alimentaire, la conservation de la biodiversité et les fonctions des écosystèmes.
La pomme de terre est en effet l’une des principales cultures de base permettant de réaliser des objectifs de développement durable (ODD) et de lutter contre la pauvreté, la faim, tout en procurant un travail décent et une croissance économique, une consommation et une production responsables tout en préservant les écosystèmes. La promotion de la culture de la pomme de terre est l'occasion de nouer des partenariats pour la réalisation des objectifs et la concrétisation du Programme de développement durable à l’horizon 2030.

## Dans la culture

### Noms de la pomme de terre
Lorsque les Espagnols ont découvert la pomme de terre au Pérou au début du XVIe siècle, ils ont retenu le nom local le plus fréquent, la papa, terme de quechua qui était la langue véhiculaire de l’empire Inca. Dans cette langue, papa désignait tout type de tubercule à l’exception de l’oca. Papa est toujours usité pour désigner la pomme de terre dans les pays d’Amérique latine de langue espagnole, mais a été supplanté par patata en Espagne, sauf dans les îles Canaries et le sud du pays.
Le terme espagnol a été emprunté par de nombreuses langues européennes ou non européennes : ainsi on trouve patata en italien, grec (Πατάτα), basque et catalan, patatas en tagalog ; patates en turc, potato en anglais, potet en norvégien, batata en portugais et en arabe (بطاطا), pataca en galicien, patana en occitan, práta en gaélique et potatis en suédois.
Différents auteurs ont aussi comparé à la truffe ce légume d’un type alors nouveau pour les Européens.
Des noms dérivés de « truffe » désignent la pomme de terre, par exemple : trunfa en aragonais, trumfa dans les dialectes septentrionaux du catalan. Le terme de « patate trufle » était utilisé dans le nord-ouest de la France. En Savoie et dans la zone arpitane en général, on lui donne le nom de tartifle (qui a donné la tartiflette)
Quand les Espagnols introduisirent les premières pommes de terre en Italie au XVIe siècle, les Italiens les appelèrent tartufoli (petites truffes). Ce nom, par l’intermédiaire de la forme Tartuffel, est à l’origine du terme allemand Kartoffel et de ses dérivés : cartof en roumain, kartof (Картоф) en bulgare, kartófel (Картофель) en russe, kartoffel en danois, kartul en estonien, kartafla en islandais, kartupel en letton et kartofl en yiddish ou judéoallemand. En français, comme indiqué plus haut, le terme « cartoufle » est employé par Olivier de Serres.
« Pomme de terre » est une expression figée qui constitue un nom composé, désignant le tubercule mais aussi la plante elle-même. Calquée sur le latin malum terrae, elle est attestée en français depuis 1488 pour désigner diverses plantes à tubercules ou bulbes, telles le cyclamen ou l’aristoloche, ou à gros fruits ronds comme la courge. Elle a désigné ensuite le topinambour, probablement sous l’influence du néerlandais aardappel, littéralement « Pomme de terre ». Par la suite, le topinambour a pris son nom actuel à la suite de l’exhibition à Paris de Tupis et le nom de pomme de terre s’est définitivement appliqué à Solanum tuberosum notamment sous l’action de popularisation de ce tubercule entreprise par Parmentier à partir de 1773. L’expression « Pomme de terre » est entrée dans le Dictionnaire de l'Académie française dans sa sixième édition en 1835.
On retrouve le syntagme « pomme de terre » transposé en d’autres langues : terpomo en espéranto, aardappel en néerlandais et les diverses variantes de Erdapfel dans les dialectes méridionaux de l’allemand (en Autriche, en Suisse et dans le sud de l’Allemagne).
« Poire de terre » a également été employé, expression qui se retrouve sous le forme de Grundbirn en allemand, krumpir en croate, krompira en serbe, krompirja en slovène, crumpena en roumain, gromper et crompire en wallon de l'est de la Belgique.
Même si on emploie couramment le terme de patate pour désigner la pomme de terre, on ne confondra pas ce tubercule avec la patate douce (Ipomoea batatas), qui appartient pour sa part à la famille des Convolvulacées.

### Dans les expressions de langue française
Le terme « patate » désigne en français familier une personne que l’on considère comme étant un peu simplette. Ainsi on dira par exemple : « untel est une patate ! »
À noter que loin de toute insulte, certains régionalismes lui attribuent une connotation affective.
- « En avoir gros sur la patate », en avoir gros sur le cœur.
- « Avoir la patate » : être en forme.
- « Mettre une patate » : donner un coup (en particulier, un coup de poing ou taper dans un ballon).
- « Lâche-pas la patate ! » : expression de la Louisiane et du Québec utilisée pour encourager quelqu’un, synonyme de : « Tu en es capable, tu vas y arriver ! »
- « Faire patate » : échouer lamentablement, manquer de chance.
- « Se renvoyer (ou se refiler) la patate chaude » : se renvoyer l’un l’autre un problème embarrassant, se renvoyer la balle. Cette expression récente, apparue au Québec dans les années 1970, en Europe dans les années 1990, est un calque d’une expression anglaise plus ancienne : to drop something like a hot potato[190].
- « Être gros comme une patate » : avoir un surplus de poids significatif.

### Dans les sciences
En mathématiques, une « patate » est une courbe fermée sans forme bien définie qui représente un ensemble. On dit aussi « patatoïde ».
Un astéroïde a été nommé (88705) Patate.
L'astéroïde (3468) Urgenta a été nommé en référence à la variété de pommes de terre néerlandaise Urgenta, une allusion à la forme probable de l'astéroïde.

### Dans la littérature
Adam Mickiewicz, grand poète romantique polonais a célébré le rôle joué par la pomme de terre pour sauver son peuple de la famine après les guerres napoléoniennes dans un poème héroïco-comique, en quatre chants, Kartofla, (pomme de terre), écrit en 1819.
En 1845, la maladie de la pomme de terre inspire à Dumanoir et Clairville un vaudeville en trois actes, Les pommes de terre malades, avec le roi Pomme de terre 1er, sa femme Vitelotte, son premier ministre Tubercule, et ses médecins Topinambour et Patate. Jouée pour la première fois au théâtre du Palais Royal le 20 décembre 1845, cette pièce conçue pour se moquer d'une campagne de publicité du journal L’Époque, connut un certain succès.

### Dans les arts

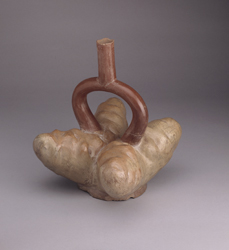
Céramique pomme de terre de la culture Mochica (musée Larco, Lima).

La culture précolombienne Mochica du nord du Pérou a produit des céramiques sacrées, dont les formes significatives représentent des thèmes importants. Les pommes de terre y sont représentées tant de manière anthropomorphique que naturelle.

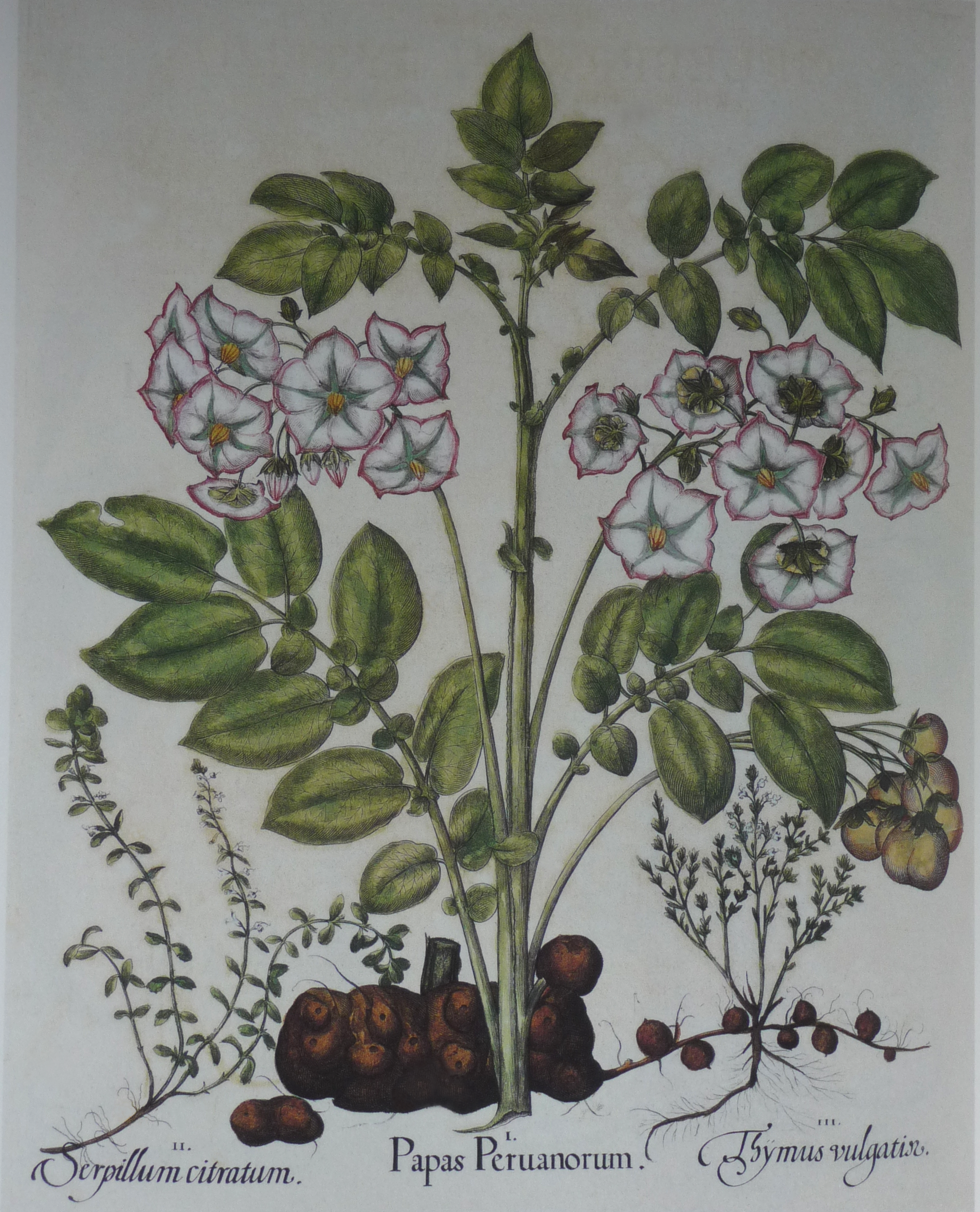
La pomme de terre dans l’Hortus Eystettensis.

En Europe, de la fin du XVIe siècle au milieu du XIXe siècle, les représentations de la pomme de terre ont surtout des fins scientifiques et documentaires, comme dans la planche ci-contre extraite de l’Hortus Eystettensis de Basilius Besler (1613).
Depuis la seconde moitié du XIXe siècle, de nombreux peintres ont représenté la pomme de terre dans des natures mortes ou des scènes de la vie quotidienne des paysans. Plusieurs tableaux de Jean-François Millet montrent des scènes liées à la culture ce tubercule : La Récolte des pommes de terre (1855), les Planteurs de pommes de terre (1862, musée des beaux-arts de Boston) et L'Angélus (1858). Ce célèbre tableau, peint peu après le début de la grande épidémie de mildiou en Europe, aurait dû s’appeler La Mauvaise Récolte ou la Prière pour la récolte de pommes de terre.
On retrouve la pomme de terre dans l’œuvre de Vincent van Gogh en particulier dans Les Mangeurs de pommes de terre (1885, musée Van Gogh, Amsterdam) et d’autres peintres de cette époque : Jules Bastien-Lepage, dans la Récolte des pommes de terre (1879, National Gallery of Victoria), Albert Anker dans la Petite Éplucheuse de pommes de terre (1886), Paul-Élie Ranson (1893) dans Les Éplucheuses de pommes de terre, José Júlio de Sousa Pinto dans la Récolte des pommes de terre (1898, musée d’Orsay), Lucien Simon dans la Récolte des pommes de terre (1907, musée des Beaux-Arts de Quimper).
En 1948, le peintre français Raoul Michau peint La Bataille des pommes de terre, tableau surréaliste exposé au musée d'art moderne de la ville de Paris.

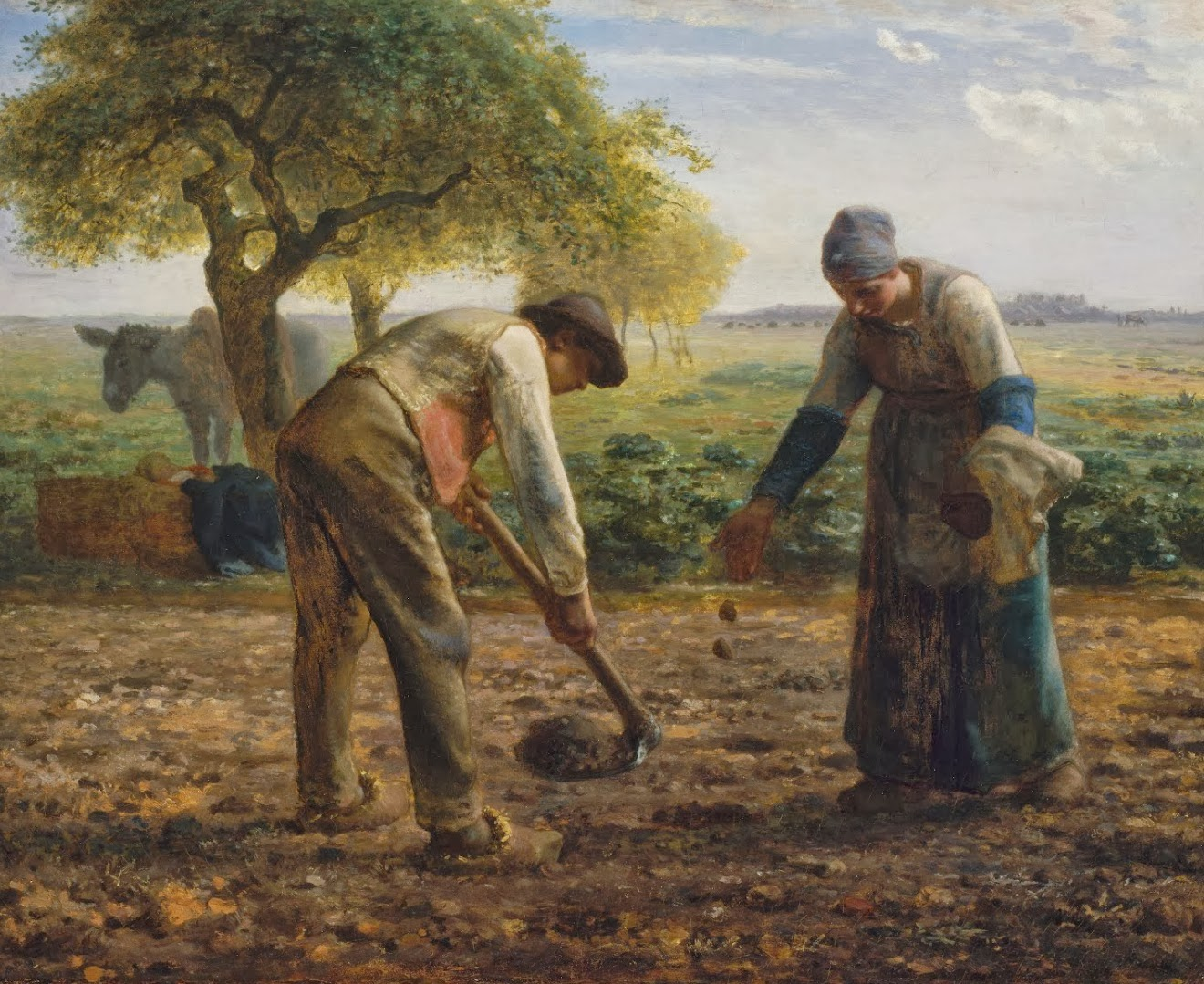
Les Planteurs de pommes de terre, huile sur toile, Jean-François Millet, 1862, musée des beaux-arts de Boston.
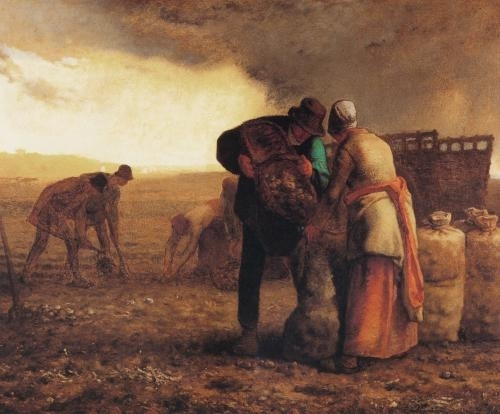
La Récolte des pommes de terre, huile sur toile, Jean-François Millet, vers 1855.
L'Angélus, huile sur toile, Jean-François Millet, 1858, Musée d'Orsay, Paris.
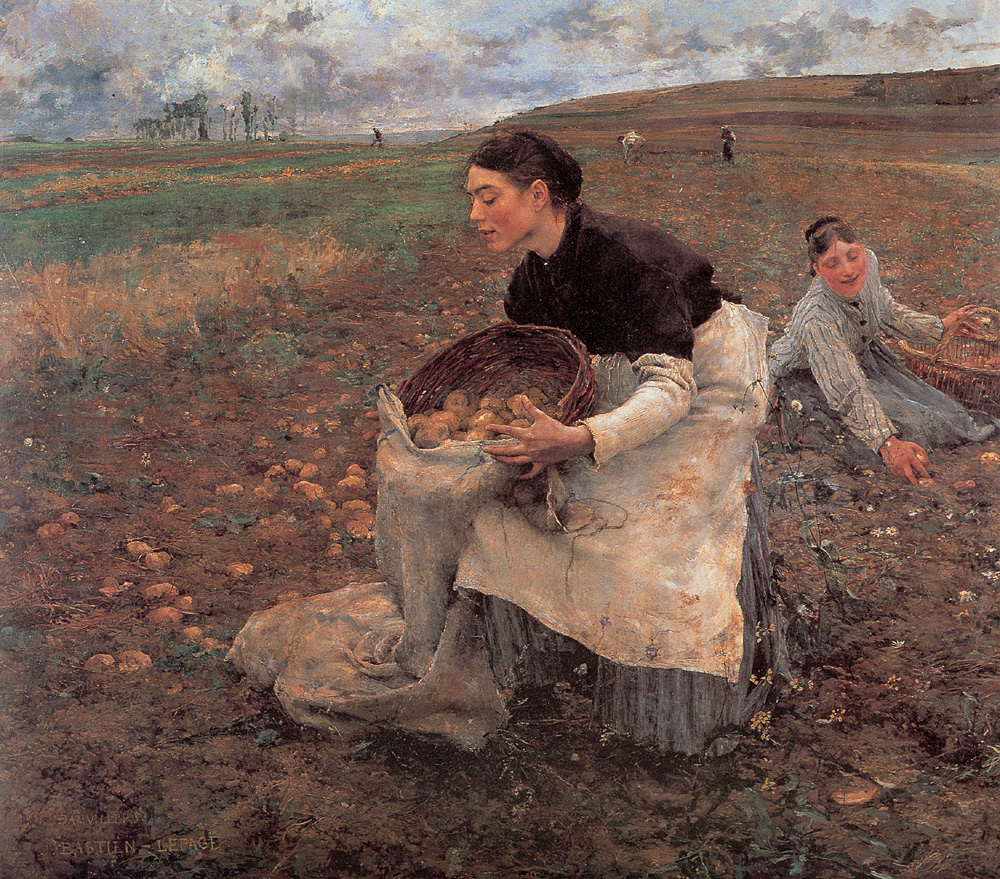
Saison d'octobre, récolte de pommes de terre, huile sur toile, Jules Bastien Lepage, 1879, National Gallery of Victoria, Melbourne.
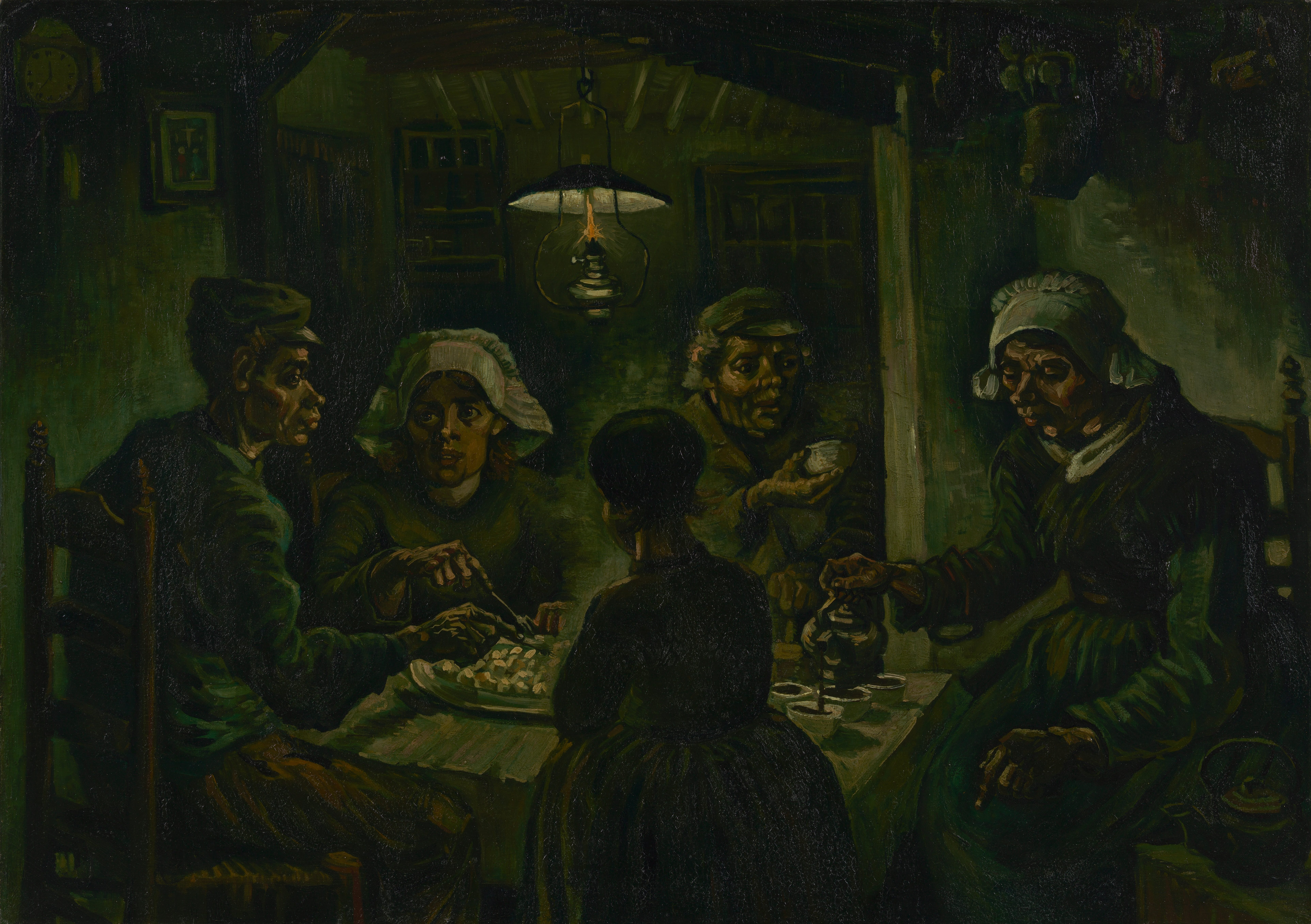
Les Mangeurs de pommes de terre, huile sur toile, Van Gogh, 1885, Musée Van Gogh.
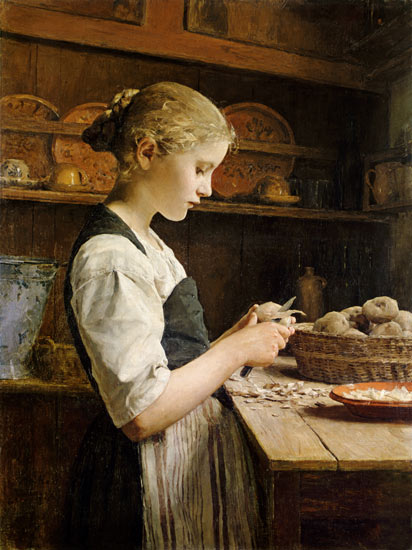
La petite éplucheuse de pommes de terre, huile sur toile, Albert Anker, 1886, collection privée.
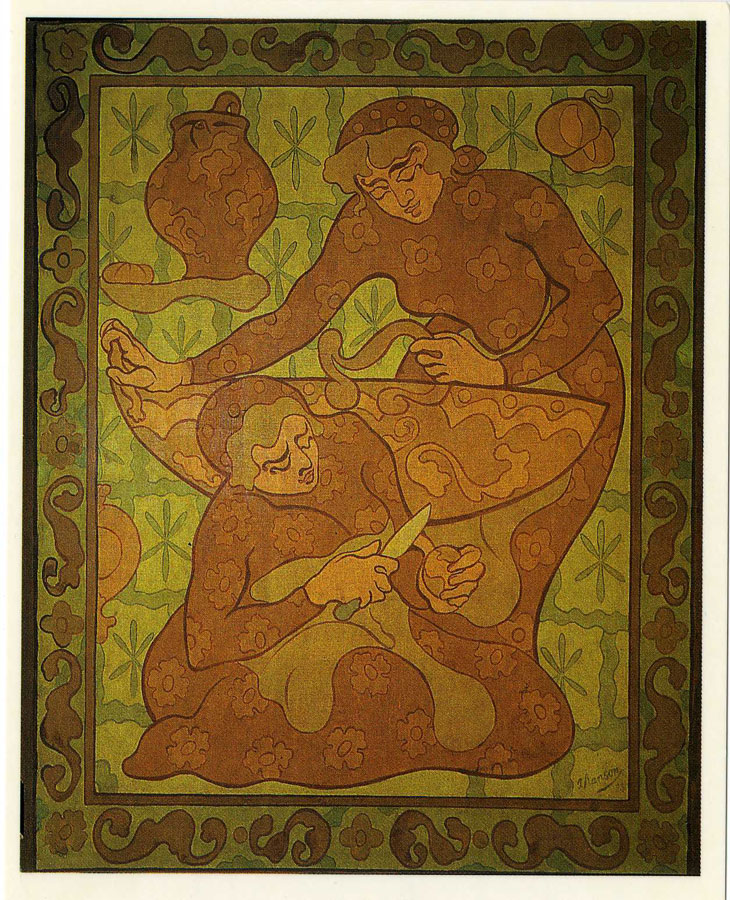
Les Éplucheuses de pommes de terre, Paul-Élie Ranson, 1893, Musée du Prieuré.

En 1977, dans son œuvre intitulée patate, Giuseppe Penone, sculpteur italien, adepte de l’Arte Povera, s’est servi de la pomme de terre pour réaliser une sorte d’autoportrait. Ce sont les tubercules eux-mêmes qui, en croissant, ont épousé la forme de moules qu’il avait placés dans la terre au printemps, reproduisant ainsi diverses parties de son visage (nez, oreille…).
Henri Cueco, écrivain et peintre français du XXe siècle, s’est intéressé à la pomme de terre pour elle-même et en a fait une série de « portraits » qu’il a publié dans le Journal d’une pomme de terre (1993).
En 2008, le peintre bolivien Roberto Mamani Mamani a consacré une série de 30 tableaux à la pomme de terre et à ses relations avec la culture indienne Aymara dont il est issu.
En 2009, le peintre britannique John Dyer fut l'hôte du CIP au Pérou, et réalisa une série de tableaux sur la récolte des pommes de terre et diverses scènes de la vie autour des pommes de terre à différents endroits (parc de la pomme de terre, lac Titicaca, fête de la pomme de terre à Taquile…).

### Dans lesjeux vidéo
La pomme de terre est l’emblème de la campagne de publicité et du jeu en réalité alternée menée par Valve Corporation pour la sortie du jeu Portal 2. L’ensemble de la campagne est désignée sous le nom de Potato Sack, terme anglophone pour Sac à patates. L’intrigue du jeu a en effet un rapport important avec les patates et plus particulièrement avec les possibilités d’utiliser la patate comme électrolyte pour la fabrication d’une pile artisanale.

### En héraldique
Des représentations de la pomme de terre, plante entière, tubercule ou fleur, figurent dans le blason de certaines localités d’Europe, notamment en Allemagne, d’Amérique latine ou d'Amérique du Nord (comté d'Aroostoock dans le Maine).

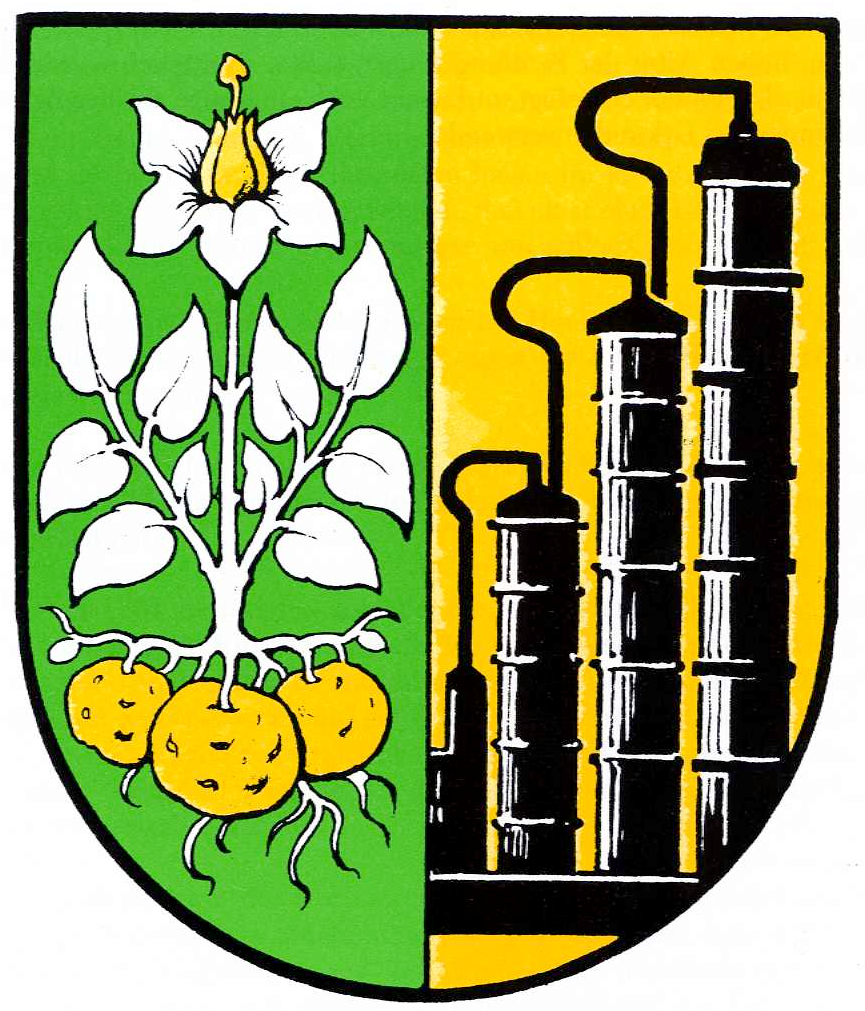
Blason de Dollbergen (Basse-Saxe).
Blason de Lemi (Finlande).
Blason de Tausa (Cundinamarca, Colombie).
Sceau du comté d'Aroostook (Maine).

### Musées

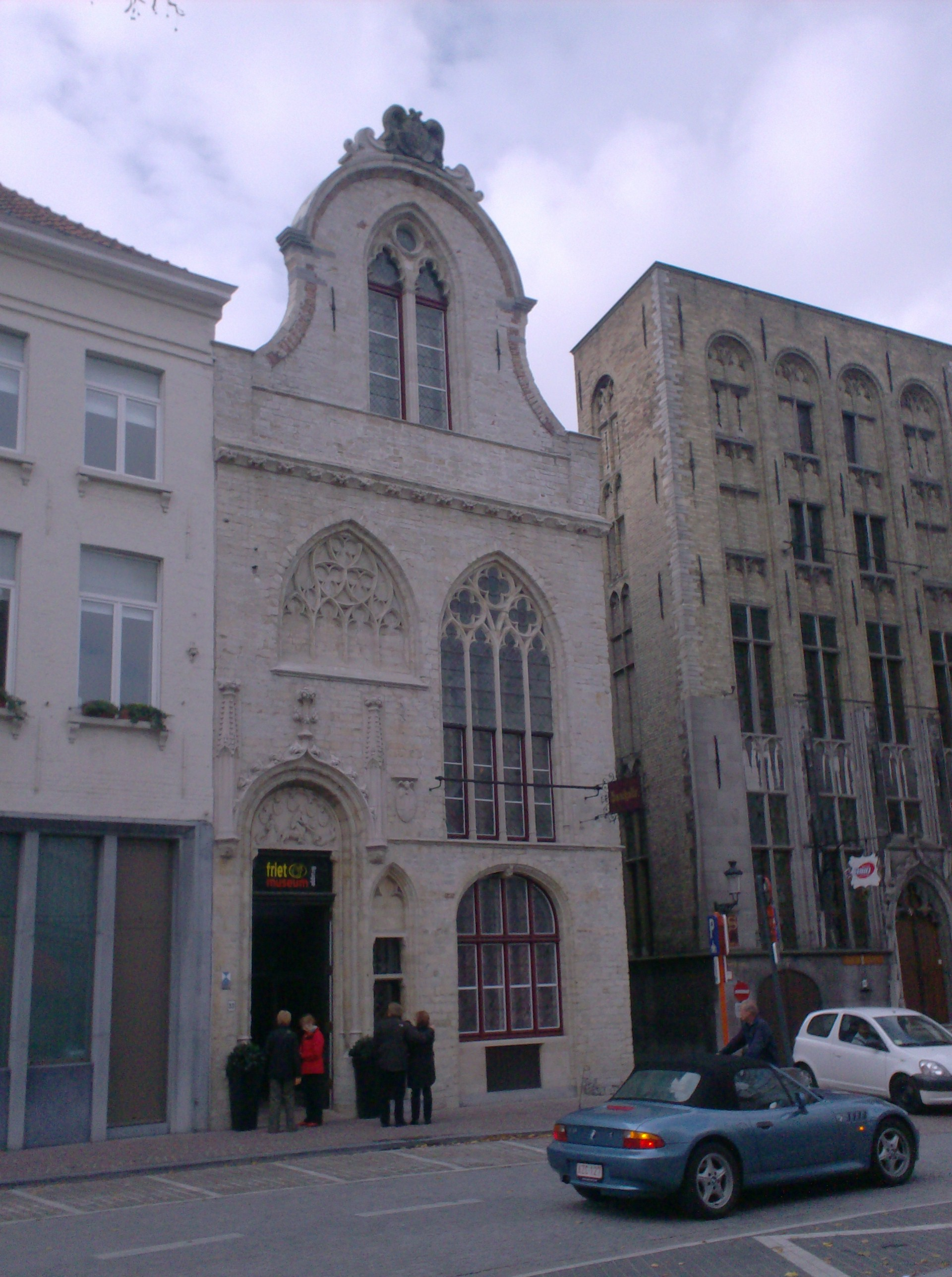
La Saaihalle, siège du musée de la frite à Bruges.

Il existe des musées de la Pomme de terre dans différents pays (États-Unis et Allemagne notamment), ainsi que trois musées de la frite en Belgique :
- le musée de la frite (Frietmuseum) à Bruges ;
- le Home Frit Home à Bruxelles ;
- le Friet museum à Bruxelles[202].

### Fêtes
La pomme de terre est fêtée dans de nombreux pays du monde, notamment en Amérique du Sud.
Aux États-Unis et depuis 1937, le comté d'Aroostook organise le Festival de la floraison des plants de pomme de terre du Maine. Cette fête, qui se tient dans la seconde quinzaine du mois de juillet, dure neuf jours.
Depuis 1986, la Bolivie, qui est l’un des principaux producteurs de pomme de terre du continent sud-américain, célèbre une « fête nationale de la pomme de terre » dans la localité de Betanzos (département de Potosí). C’est aussi le cas en Argentine, à Córdoba, depuis 1981.
Depuis 2005, au Pérou, à l’initiative du ministère de l’Agriculture, le 30 mai a été déclaré « jour national de la pomme de terre ».
En 2010, l’Équateur a institué officiellement une « journée nationale de la pomme de terre » (Día Nacional de la Papa), organisée le 29 juin dans la ville de Riobamba à l’initiative du consortium des petits producteurs de pommes de terre (Consorcio de Pequeños Productores de Papa - Conpapa) avec l’appui d’institutions telles que l’INIAP (Instituto Nacional Autónomo de Investigaciones Agropecuarias) et le CIP (centre international de la pomme de terre).
En France, tous les trois ans depuis 1999, une manifestation appelée « La pomme de terre en fête » se déroule sur trois jours au début du mois de septembre à Plœuc-sur-Lié (Côtes-d'Armor).
Il y a également Trifòla, la fête de la pomme de terre du plateau de Craponne, à Craponne-sur-Arzon une région de production (en Haute-Loire), fin octobre. « La fête des patates » d'Accous en Vallée d'Aspe (Pyrénées-Atlantiques), organisée tous les troisièmes week-ends d'août, donne lieu à l'élection d'une « miss patate » dont la lauréate se voit remettre l'équivalent de son poids en pommes de terre.

### Emblème
Depuis 2002, la pomme de terre est le légume officiel (official state vegetable) de l’État américain de l’Idaho. Cet État, surnommé le Potato State (l’État de la pomme de terre), est le principal producteur de ce tubercule aux États-Unis, environ 28 % de la production nationale, principalement de la variété Russet Burbank.

### Jouets
La forme de la pomme de terre a inspiré M. Patate, jouet pour enfants d’origine américaine créé par Hasbro en 1952. Il est constitué d’une tête en matière plastique de forme patatoïde et de plusieurs éléments pouvant la décorer, moustache, chapeau, nez, etc.

### Records
Le record de la plus grosse pomme de terre du monde, détenu précédemment, avec 3,5 kg, par un restaurateur de l’île de Man, Nigel Kermode aurait été battu le 4 septembre 2010 par un jardinier amateur anglais qui a présenté au National Gardening Show à Shepton Mallet (Somerset) un tubercule de 3,8 kg.

### Personnalités liées à la pomme de terre
- Pedro Cieza de León (1520-1554), conquistador espagnol, fit la première description connue de la pomme de terre dans sa Chronique du Pérou (1533).
- François Fresneau de la Gataudière (1703-1770), mathématicien, astronome et ingénieur, vanta les mérites de la pomme de terre.
- Frédéric II de Prusse (1712-1786) par l’Édit des pommes de terre, ordonne la culture de la pomme de terre dans son royaume de Prusse. Il est toujours d'usage de déposer des fleurs de pomme de terre ou des tubercules sur sa tombe, voisine de celles de ses chiens, au Palais de Sanssouci (Potsdam).
- François Mustel (1719-1803), agronome, encouragea la culture de la pomme de terre en Normandie.
- Jean-François de La Marche (1729-1806), surnommé Eskob ar patatez (évêque des patates), il introduit et favorise le développement de la culture de la solanacée en Finistère.
- Antoine Augustin Parmentier (1737-1813), pharmacien et agronome français, contribua à la popularisation de la culture et de la consommation de la pomme de terre en France.
- Luther Burbank (1849-1926), horticulteur et sélectionneur américain, fut à l’origine de la variété Russet Burbank, encore employée pour la préparation des frites des restaurants de l'enseigne McDonald's.
- George Shima (1864–1926), entrepreneur nippo-américain, surnommé le « roi de la pomme de terre ».
- John Gregory Hawkes (1915-2007), botaniste britannique fut une autorité mondiale dans le domaine de l’évolution et de la génétique de la pomme de terre.
- John S. Niederhauser (1916-2005), phytopathologiste américain, contribua aux programmes internationaux de développement de la pomme de terre.
- Harrison McCain (1927-2004) et Wallace McCain (1930-2011), entrepreneurs canadiens, cofondateurs de la société McCain Foods, premier producteur mondial de frites surgelées.
- Carlos Ochoa (1929-2008), botaniste et taxonomiste péruvien, obtenteur de plusieurs variétés de pommes de terre.
- Andrés Contreras (né en 1943), agronome chilien, spécialiste de la pomme de terre.
- David M. Spooner (né en 1949), botaniste américain, spécialiste de la systématique des Solanaceae.

### Calendrier républicain
La pomme de terre voit son nom attribué au 11e jour du mois de vendémiaire du calendrier républicain ou révolutionnaire français, généralement chaque 2 octobre du calendrier grégorien.